# Moro (Adelsgeschlecht)

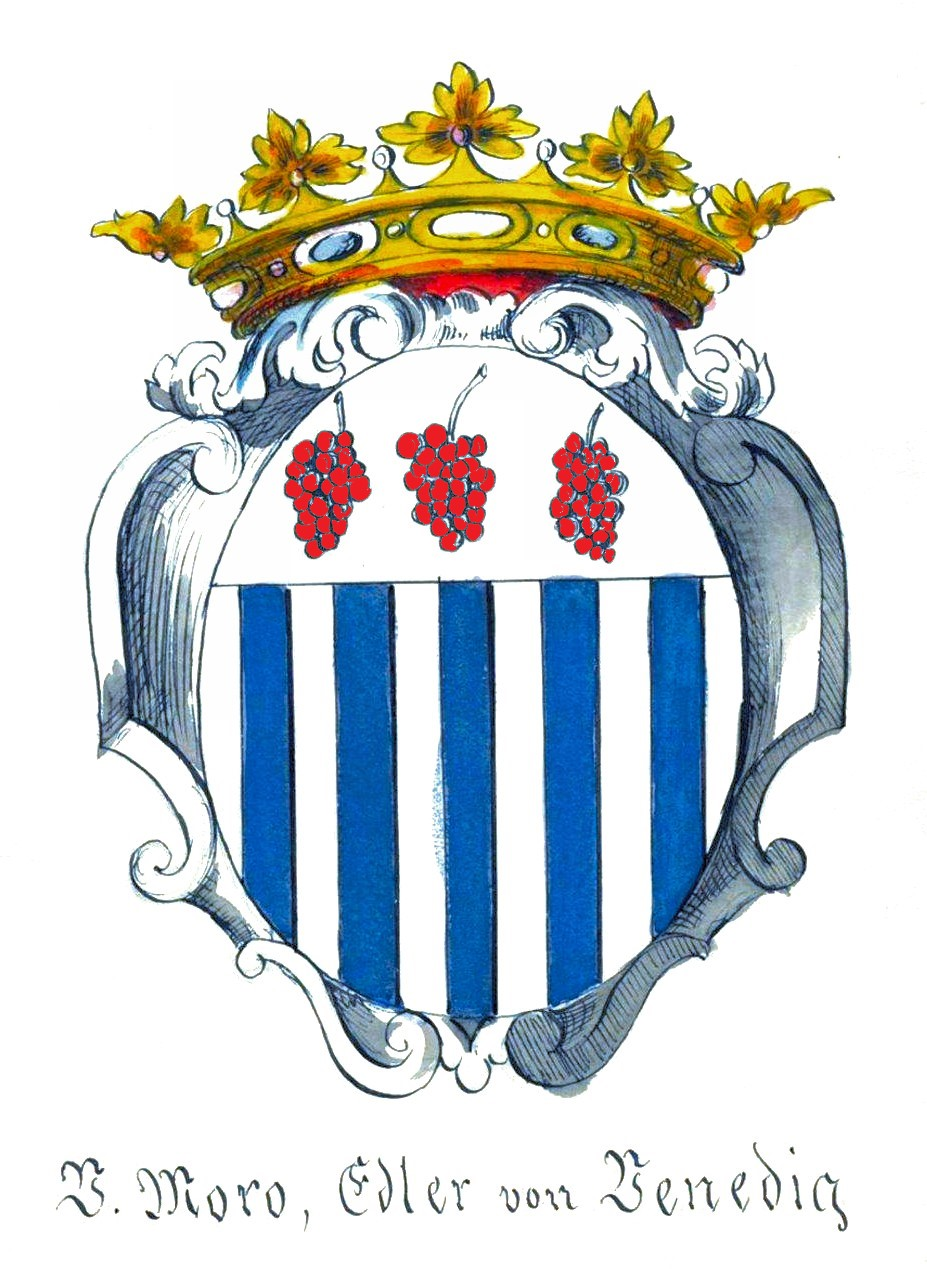
Wappen derer di Moro

Moro ist der Name eines alten, aus Venedig stammenden, später in Bayern ansässigen Adelsgeschlechts.
Das hier behandelte Geschlecht ist von dem möglicherweise verwandten, aber wappenverschiedenen Kärntner Adelsgeschlecht der Ritter von Moro zu unterscheiden.

## Namensgebung
Der Name Moro lässt sich zurückführen auf griechisch μοροσ oder italienisch moro = dunkel. Die Familie scheint zur Zeit der Namensgebung eine dunkle Hautfarbe gehabt zu haben.

## Geschichte

### Venetien
Die Familie wird über mehrere Jahrhunderte vor 936 einzeln genannt.
Der Überlieferung nach soll im Jahre 936 ein „Domenico, Sohn eines Fremden“ nach Venetien eingewandert sein. Die sicheren Familienbelege reichen bis 982 zurück. Die Familie Moro lebte in Mira. Sie gehörte bereits in den ersten Jahrhunderten der Republik Venedig den Optimaten an und wurde 1297 vom Großen Rat in das Patriziat aufgenommen, dem die Familie bis zur Auflösung der Republik 1797 angehörte. 1822 wurde ihr Adelsstand vom österreichischen Kaiser Franz I. bestätigt.
Die Familie Moro war politisch sehr einflussreich. Zu den bekanntesten Familienmitgliedern zählen Giovanni VII. Gradenigo, 1112–1129 Patriarch von Grado, Giacomo, ein sehr aktiver Politiker während des Konflikts mit den Carraresi (1370–1380), Giovanni (14. Jahrhundert), einer der ersten Herrscher der Terraferma, Antonio, Verwalter der Terraferma, zwang 1413 Feltre, Belluno, Bassano und Bologna, sich Venedig zu ergeben, und Damiano, Verwalter der Armee des Po während des Krieges von Ferrara (1482–1484). Im 15. Jahrhundert stellte die Familie mit Cristoforo Moro (1390–1471) sogar einen Dogen von Venedig. Sein Vater war Lorenzo di Giacomo, Prokurator der Contrada San Zan Degolà. Oft hielten sich Familienmitglieder auf Kreta auf, möglicherweise weil die Ehefrau von Lorenzo di Giacomo von Kreta stammte. Dieser Familienzweig wird deshalb auch als Moro da Candia bezeichnet. Zwar erscheinen Mitglieder der Familie nicht in den Registern der Balla d’oro, in denen die Söhne der adligen Familien üblicherweise ab einem Alter von 18 Jahren eingetragen wurden. Doch stand die Familie in hohem Ansehen, wie die Wahl eines Onkels zum Prokuratoren und Cristoforos Studium in Padua belegen. Mit Blick auf die politische Schlüsselposition Mailands in Italien war in Zusammenhang mit dem Wormser Reichstag am 5. April 1495 Ludovico Sforza (gen. „Il Moro“, 1452–1508) mit Zustimmung der Kurfürsten zunächst ad personam mit dem Herzogtum belehnt worden. Eigenmächtig und ohne Wissen der Kurfürsten fasste König Maximilian I. darüber hinaus am 22. Mai 1495 den Beschluss, Ludovico Sforza und nun auch seinen Erben das Herzogtum als Reichslehen zu übertragen und diese in den Reichsfürstenstand zu erheben. Um 1500 verlor die Familie, zu der auch Literaten wie der Philosoph Gabriele († 1650) gehörten, ihre politische Bedeutung. Domenico Moro († 1844) war ein italienischer Freiheitskämpfer und Mitstreiter der Gebrüder Bandiera.

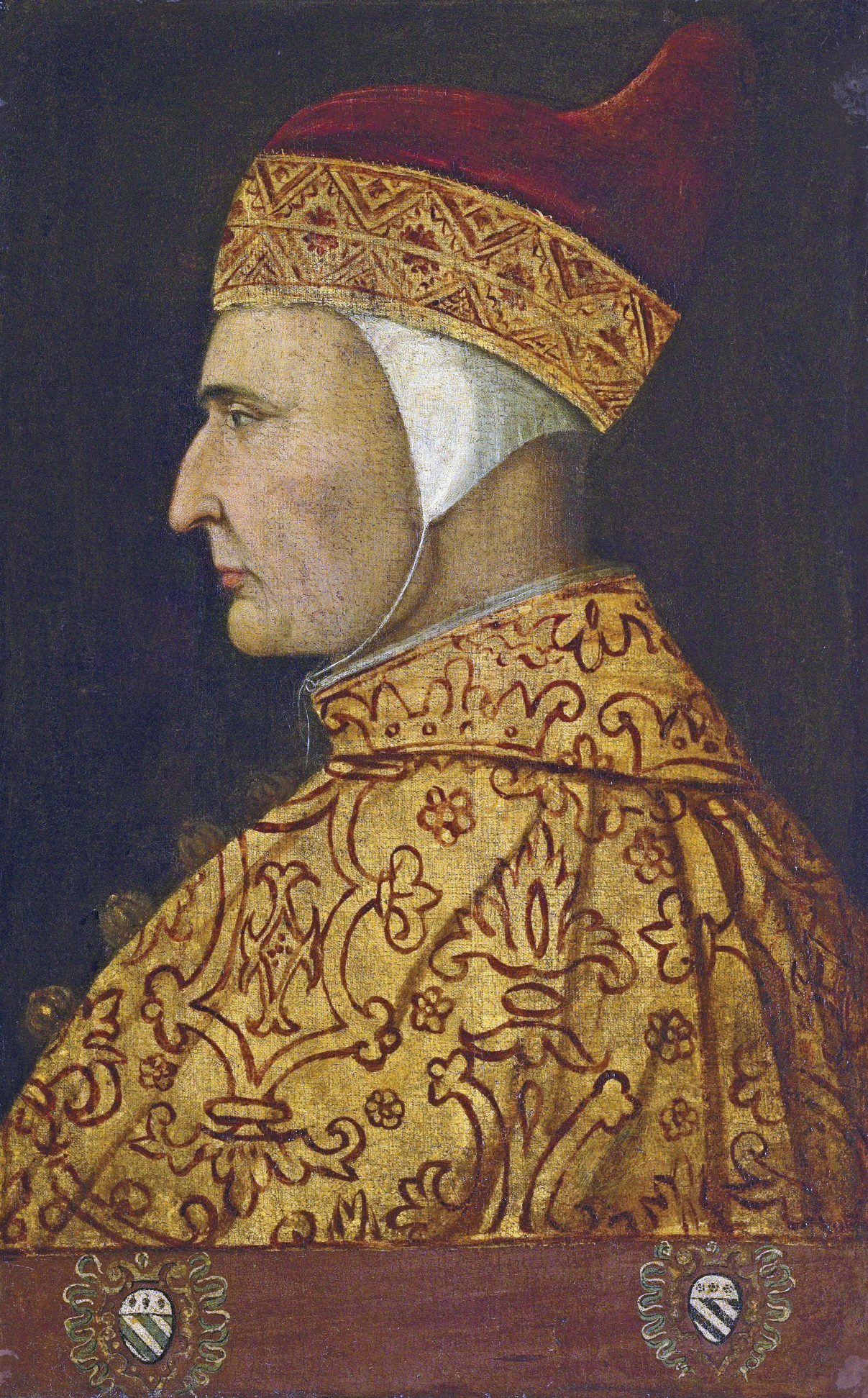
Doge Cristoforo Moro (unbekannter Maler, wohl in den 1460er Jahren; unten das Familienwappen)
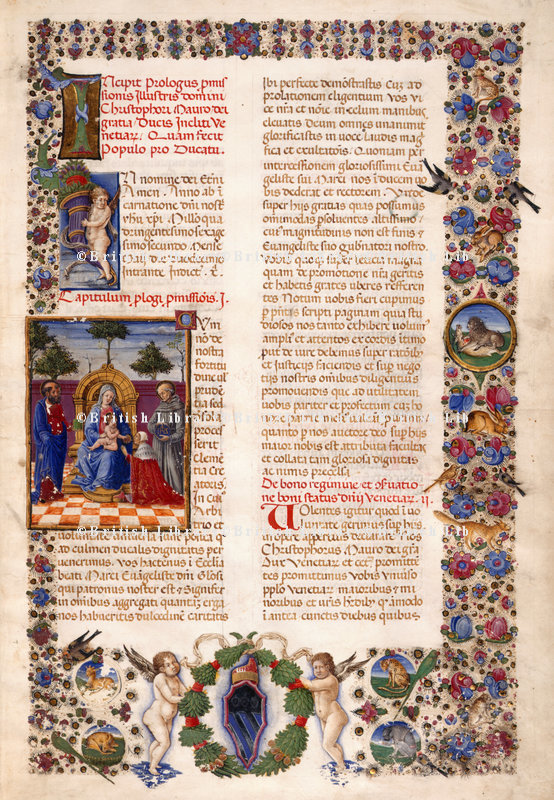
Die promissione, der Amtseid des Dogen Cristoforo Moro mit Familienwappen
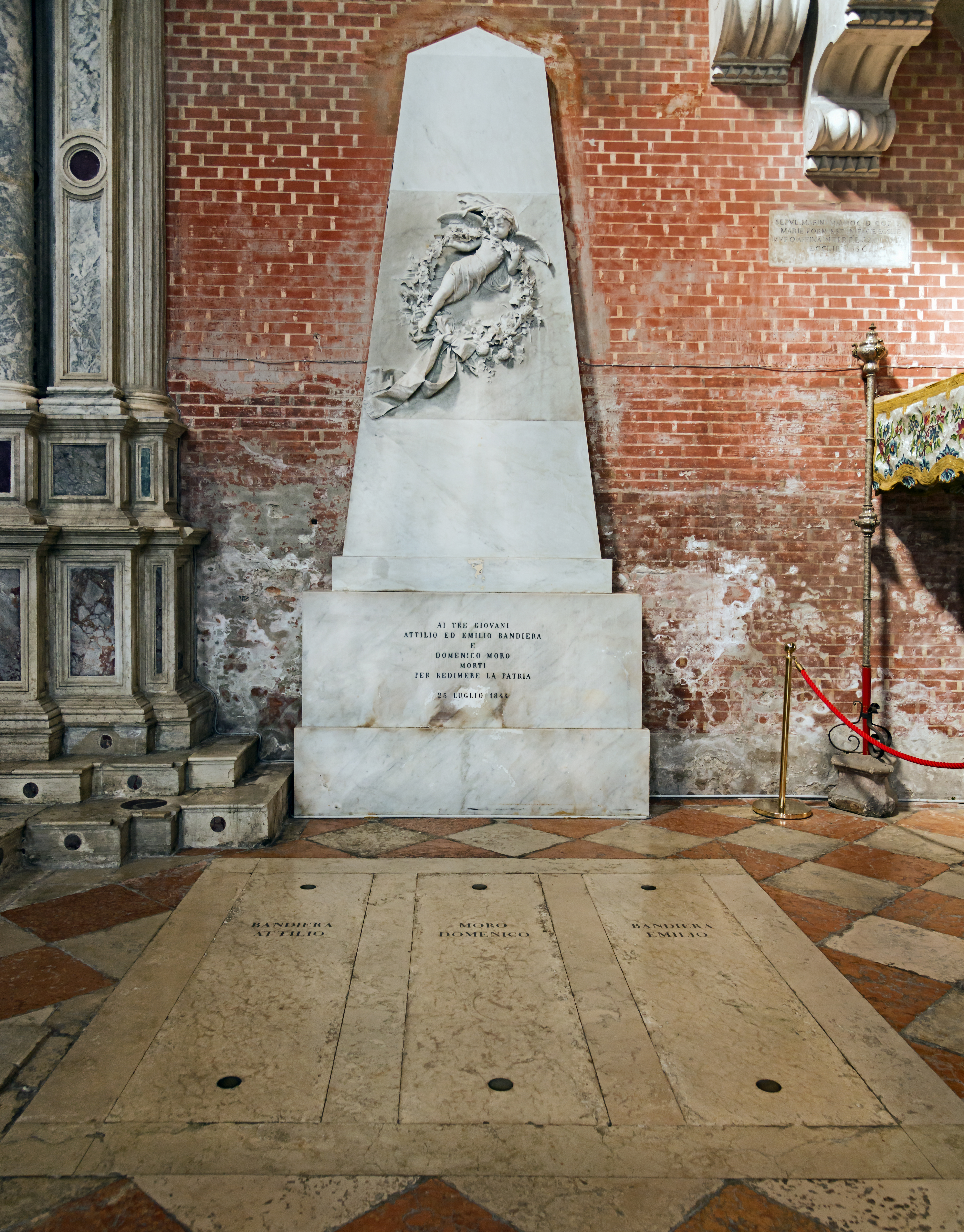
Grabmal der Gebrüder Bandiera und des Domenico Moro in der Kirche San Zanipolo
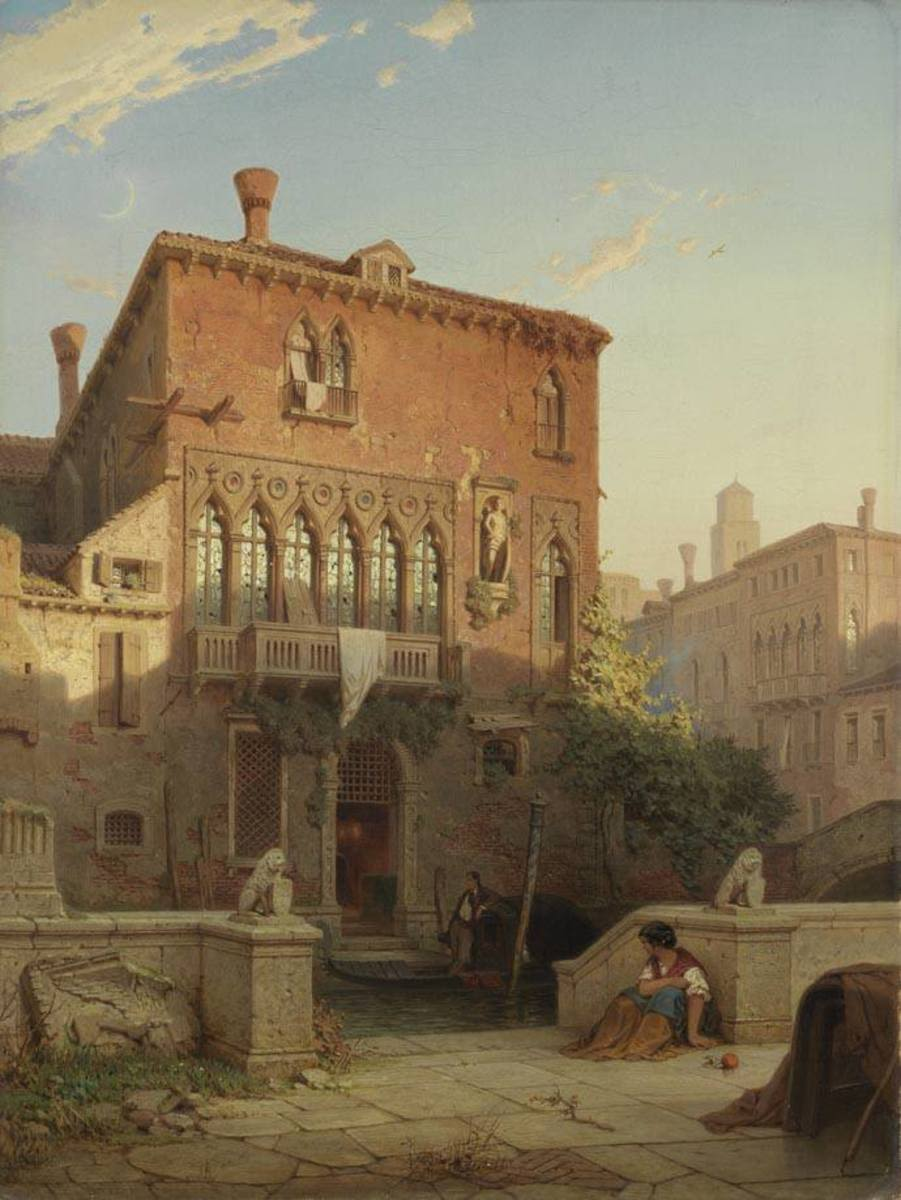
Haus der Familie Moro in Venedig (Eduard Gerhardt (1863))

### Bayern

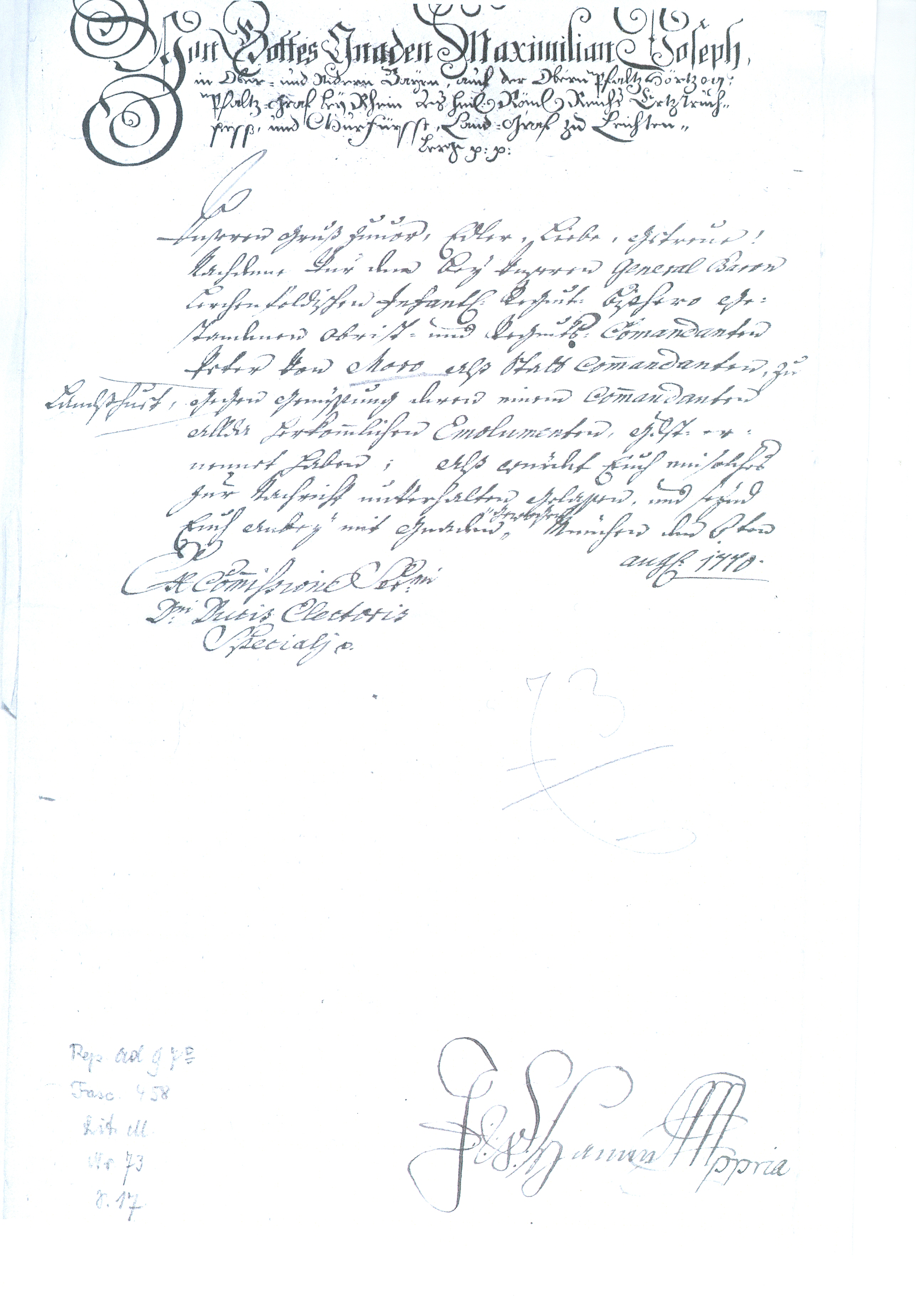
Peter von Moro 1770 Stadt Commandant Landshut

Die Einwanderung der venezianischen Moro nach Bayern und in den Landkreis Cham erfolgte im 18. und 19. Jahrhundert. Johann Peter Franz Anton (Giovanni Pietro Francisco Antonio) von Moro (1682–1778) trat 1709 in Italien in französische Kriegsdienste, und zwar in das Regiment Bavière. Regimentsinhaber war Emmanuel-François-Joseph de Bavière, ein außerehelicher Sohn des Kurfürsten Max Emanuel von Bayern mit der Gräfin Agnes Franziska Arco, der seinen leiblichen Vater im Spanischen Erbfolgekrieg unterstützte. Der bayerische Kurfürst hatte zuvor größere Verluste hinnehmen und ins Ausland fliehen müssen. Dann jedoch wendete sich 1711 mit dem Tod Kaiser Josephs I. das Glück. Max Emanuel bekam sein Land zurück, wodurch Johann Peter Franz Anton von Moro nach Bayern kam und dort ansässig wurde. Er diente vier bayerischen Kurfürsten 75 Jahre im Spanischen Erbfolgekrieg (1701–1714), dem Österreichischen Erbfolgekrieg (1740–1748), im Siebenjährigen Krieg (1756–1763) und im Bayerischen Erbfolgekrieg (1778–1779). Johann Peter Franz Anton von Moro wurde Generalmajor in bayerischen Diensten und wurde am 21. August 1770 von Kurfürst Maximilian III. Joseph zum „Stadt-Commandanten zu Landshut“ bestellt. Er diente im selben Regiment wie Generalmajor Janus von Montgelas, der Vater von Maximilian von Montgelas.
Die erste Frau von Johann Peter Franz Anton von Moro hieß Baronesse Anna Maria Adelheid von Lützelburg, die Tochter eines Kollegen. Mit ihr hatte er folgende Kinder:
1. Johann Baptist Josephus Antonius de Moro (* 31. Dezember 1728 in Ingolstadt[27])
2. Heinrich von Moro (* 20. November 1729 in Ingolstadt[28] – 29. Februar 1786[29], s. u.). Er überlebte alle seine Geschwister, starb früh :s.u.!
3. Eleonora Josepha de Moro (* 30. April 1731 in Straubing[30]),
4. Maria Anna Josepha Amalia de Moro(* 5. April 1732 in Straubing[31]),
5. Maria Ludovica Francisca Josepha de Moro (* 18. September 1733 in Straubing[32]),
6. Joseph Anton de Moro (* 26. Juli 1735 in Straubing[33]),
7. Andreas Josephus Antonius de Moro (* 11. Februar 1739 – † 12. Februar 1739 in Straubing[34][35]),
8. Andreas Josephus Antonius de Moro (* 28. November 1739 in Straubing[36]) und
9. Maximilian Emanuel Josephus Antonius de Moro (* 30. Mai 1740 – † 1. Juni 1740 in Straubing).[37][38]

In zweiter Ehe (26. Januar 1752) heiratete Johann Peter Franz Anton von Moro in Straubing Maria Anna Monica Fryin von Vieregg aus Gerzen (* 7. Februar 1717, † 22. Mai 1792). Er führte einen Siegelring, in dem das Wappen derer von Moro und das Wappen derer von Vieregg abgebildet sind: Ein Brief an den neuen Churfürsten Karl Theodor 1778:

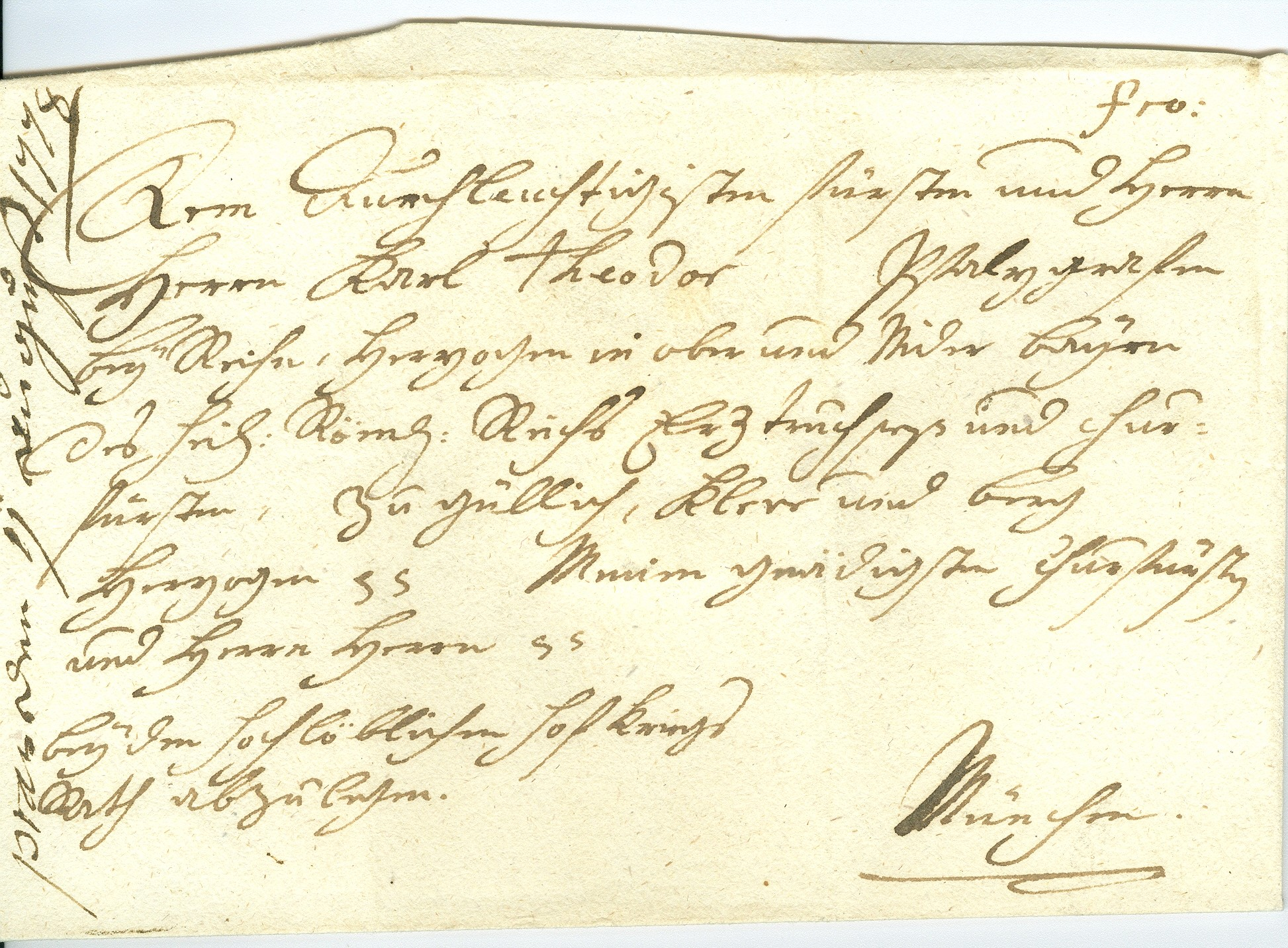
Johann Peter von Moro Briefumschlag (Vorderseite) an Churfürst Karl Theodor 1778

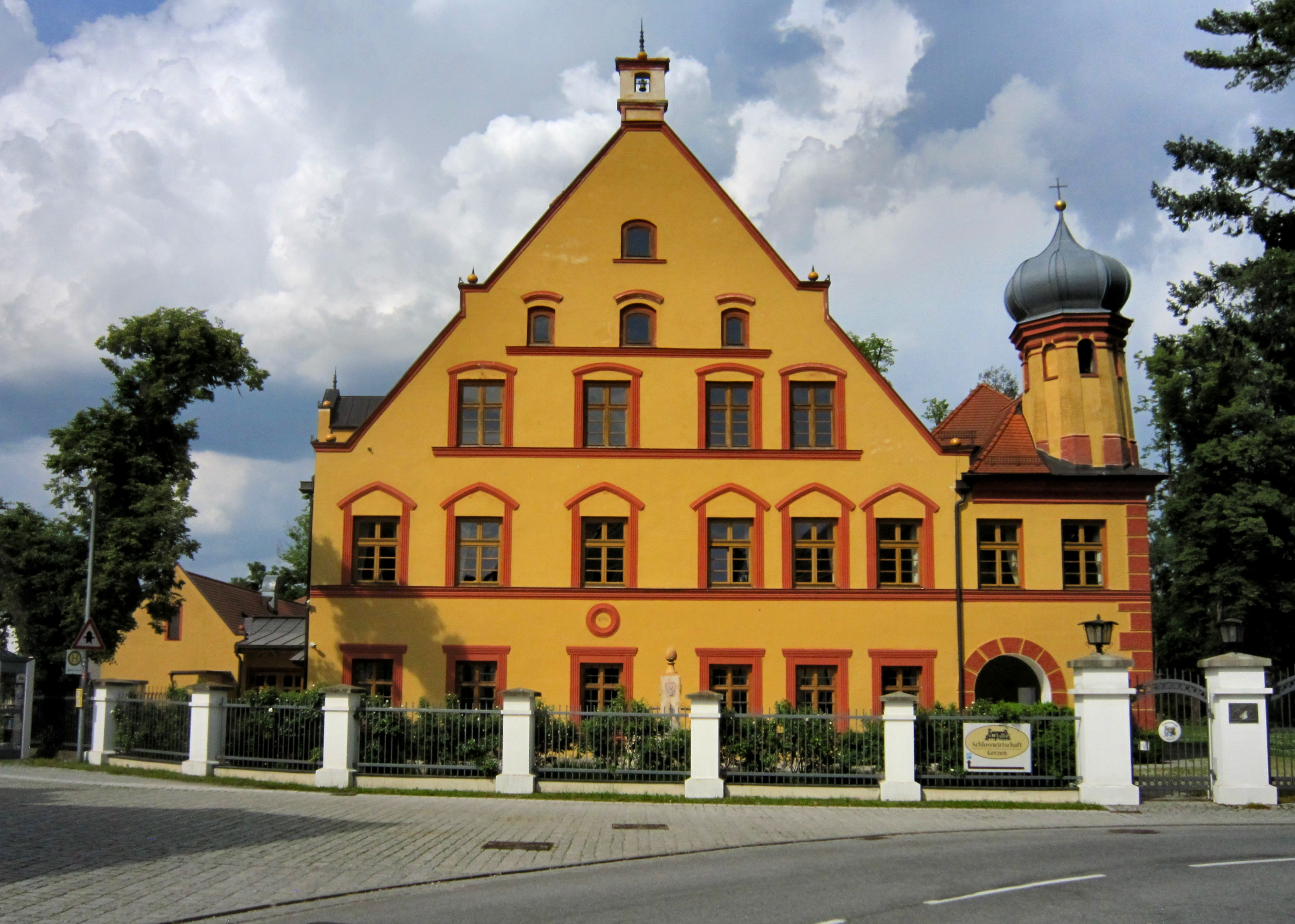
Gerzen 2021 vormals Vieregg-Montgelas

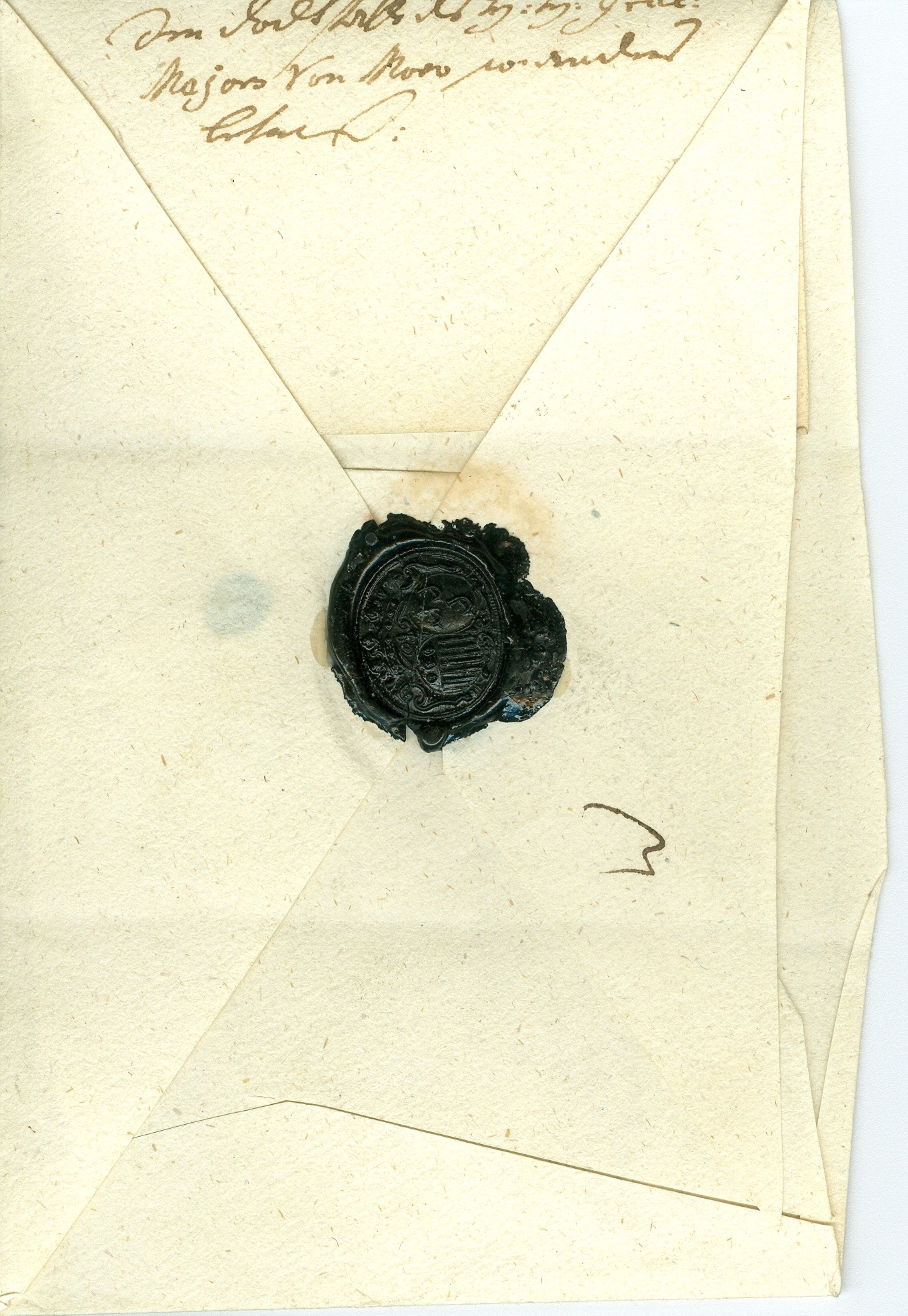
Rückseite des Briefes
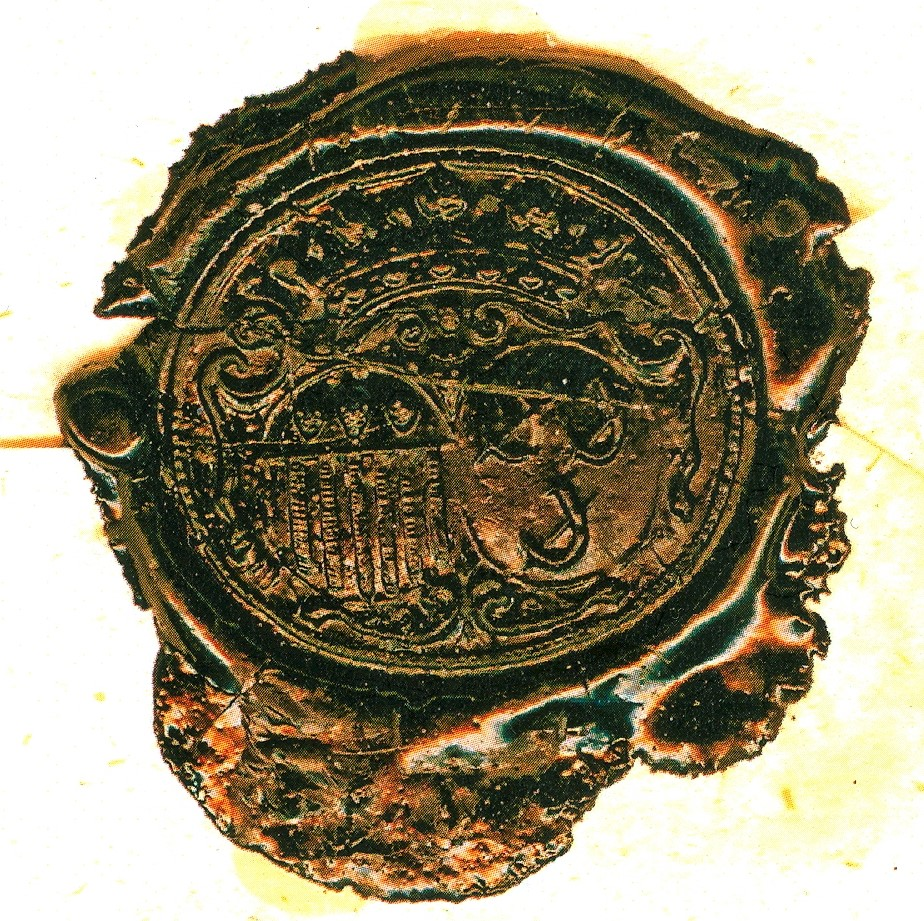
Allianzwappen Moro-Vieregg des Briefes

1708 erhält Kurfürst Johann Wilhelm von der Pfalz die Oberpfalz und Cham, bis 1714. 1715 kehrt Max Emanuel nach Bayern zurück, am 10. April zieht er mit seiner Familie in München ein. 1724, am 15. Mai, schließen die Wittelsbacher zu Mannheim und München den Hausunionsvertrag, erneuern alte Familienverträge und sichern sich gegenseitige Hilfe zu. 1726 stirbt Max Emanuel. 1726–1745 wird Karl Albrecht Kurfürst und 1742 Kaiser. 1745–1777 Kurfürst Maximilian III. Joseph. 1745 dringen die Österreicher in Bayern ein, der Churfürst Maximilian III. Joseph flieht nach Augsburg. 1756–1763 Siebenjähriger Krieg, in dem Preußen auch in die Oberpfalz einfällt. 1771 Missernte mit großer Teuerung, in Bayern wird der Kartoffelanbau eingeführt. Der Kurfürst stirbt kinderlos, Ende der Ludwig’schen Linie. 1771 neuer Vertrag mit Karl Theodor, "pactum successorium". 1777 fällt Bayern an Karl Theodor.
1778 war ein unruhiges Jahr: Am 3. Januar zieht Karl Theodor in München ein. „Am 21.September 1778 wurde wegen des Ereignisses seiner (Karl Theodor) Thronbesteigung in Cham ein großes Fest gefeiert: Fackelzug, türkische Musik, dann morgendliches Aufwecken durch Musik, Marsch der Bürgerschaft mit fliegender Fahne auf den Marktplatz, Gewehrsalven, Böllerschüsse, Gottesdienst, bayerisches Wappen am Hochaltar, Opfergang der Beamten und Offiziere, Te Deum und alle Glocken, Scheibenschießen, Zeltbetrieb, um 5 Uhr ein prächtiges Souper der Honoratioren mit ihren Frauen, 13 Musikanten spielen bis 3 Uhr Frühe, Musik und Vergnügen in allen Wirtshäusern, ‚Vivat Karl Theodor!‘“ Die Österreicher erheben Anspruch auf Bayern wegen Straubinger Erbes von 1425. Ein kurzer bayerischer Erbfolgekrieg. Karl Theodor verzichtet auf Niederbayern, wobei in einem geheimen Vertrag statt Niederbayern die Oberpfalz abgetreten werden sollte. Cham gehörte damals zum Rentamt Straubing, zu Niederbayern. Im Frieden von Teschen tritt Bayern am 13. Mai 1779 das Innviertel ab.
Der Vulkanausbruch in Island vom 8. Juni 1783 dauerte acht Monate und brachte über Westeuropa unendliches Leid und Not. Zunächst vernichteten Aschewolken die Ernten, sie ruinierten die Gesundheit, führten zu zahllosen Toten. Der Nebel war so dicht, dass man „höchstens eine Strecke von sieben Schritten übersehen konnte“. Entsetzlicher Hagel mit „dreyzackigen Eisstücken“, viele Tote durch Blitzschlag, verwüstete Äcker, ... mussten sich die Menschen auf Dächer flüchten, während Vieh, Bäume, Brücken und Hütten „unaufhaltbar dahingerissen wurden“, bei Pilsen tötete der Blitz „von 10 wider das Gewitter läutenden Personen sechs auf der Stelle“, desgleichen in Eger, zahlreiche Anwesen wurden Raub der Flammen, Bäume, Sträucher und Feldfrüchte starben unter einem klebrigen Schwefelbelag ab, das Hochwasser legte Gräber frei, überall Ertrunkene. Der bayerische Churfürst verbietet am 01.08.1783 das Wetterläuten. Dann kam es zu heftigsten Gewittern mit Hagel und Überschwemmungen. Zu allem Unglück kamen 1783/1784 kurz abwechselnd enorme Hitze- und Kältetage. Dies mit grausigen Folgen, Beispiele aus der Oberpfalz Dramatisches am 27., 28., 29. Februar 1784 in Regensburg: Hochwasser und Eis zerstören nicht nur den mittleren Turm der Steinernen Brücke in Regensburg, Häuser und Gewerbebauten werden vernichtet, Brücken werden weggeschwemmt, „Personen schwammen auf einem abgerissenen Dachstuhle herab, und niemand konnte ihnen beispringen“, „in 1 Stunde von hier, ist gestern ein lebendiges kleines Kind in der Wiegen auf dem Wasser angeschwommen; das Kind hatte einen Schnuller im Mund, und war übrigens unbeschädigt.“, „auf der Donau war ein aus der Erde gerissener Totensarg daher geschwommen (…) zu Viechtach unweit Cham (…) eine so große Überschwemmung gewesen, dass (…) in der Nacht 2 Personen im Bette ersäuft worden.“ Pferde, Hornvieh und Schweine werden mitgerissen. Desgleichen alle Futtervorräte. In Regensburg trafen Helfer „die Leute mit ihren Kindern unter den Dächern vor Frost schnatternd an, und dabei hatten die meisten nicht das geringste zur Nahrung über.“ „…wurde mancher Leichnam zum Spiele der Wellen herumgetrieben“. Der Kurfürst Karl Theodor genehmigt die Verteilung einer größeren Geldsumme „unter Bürgers- und Bauernleute (…) wegen verunglückter Überschwemmung in der Churpfalz.“

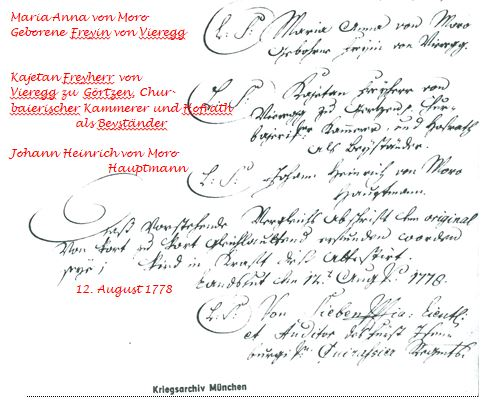
Heinrich von Moro Nachlassvergleich mit Maria Anna von Moro, geb. Vieregg, 1778

Es war eine unruhige Zeit. Als der Vater von Johann Heinrich von Moro 1778 gestorben war, schloss Johann Heinrich „als einzig eheleiblicher Sohn“ des verstorbenen Vaters mit seiner Stiefmutter Maria Anna von Moro einen Vergleich: Er überließ ihr am 12. August 1778 das gesamte Vermögen seines Vaters, er bekam sofort 1200 Gulden in bar, zahlreiche Effekten wie Pistolen, Degen, eine messinge Sackuhr, Uniformen... Seinen eheleiblichen Kindern sollten aus dem künftigen Nachlass seiner Stiefmutter ein „ansprechendes Legat an Geld hinterlassen“ werden.
Geheiratet hatte Johann Heinrich von Moro Sabina Sinzl (1738 – 26. Februar 1815) aus Hof bei Cham. Sie hatten folgende Kinder:
1. Andreas Franz Heinrich Xaver von Moro (* 7. Februar 1765 in Hof bei Cham[61] – † 25. November 1829 (Lungenlähmung, beerdigt in Münster)[62]
2. Ignaz von Moro (* 29. April 1766[63] – † 28. Januar 1847[64])
3. Johannes Sigismund von Moro (* 9. Januar 1772[65], † 29. Februar 1772)[66]
4. Maria Anna von Moro (* 19. Mai 1773[67], † 2. August 1810, ledig)[68]
5. Maria Theresia von Moro (* 19. Mai 1773[69] – † 30. Juni 1821)[70][71]
6. Anton Joseph von Moro (* 30. August 1774 in Straubing[72], † 1847 in Hof bei Cham[73]),
7. Johannes Petrus von Moro († 29. Januar 1775)[74]
8. Johann Peter Joseph von Moro (* 8. November 1775[75] – † 27. Oktober 1853[76][77])

Seine Grabplatte an der Außenseite der Kirche St. Peter in Straubing vom Februar 1786 nennt ihn „Edler von Venedig“.

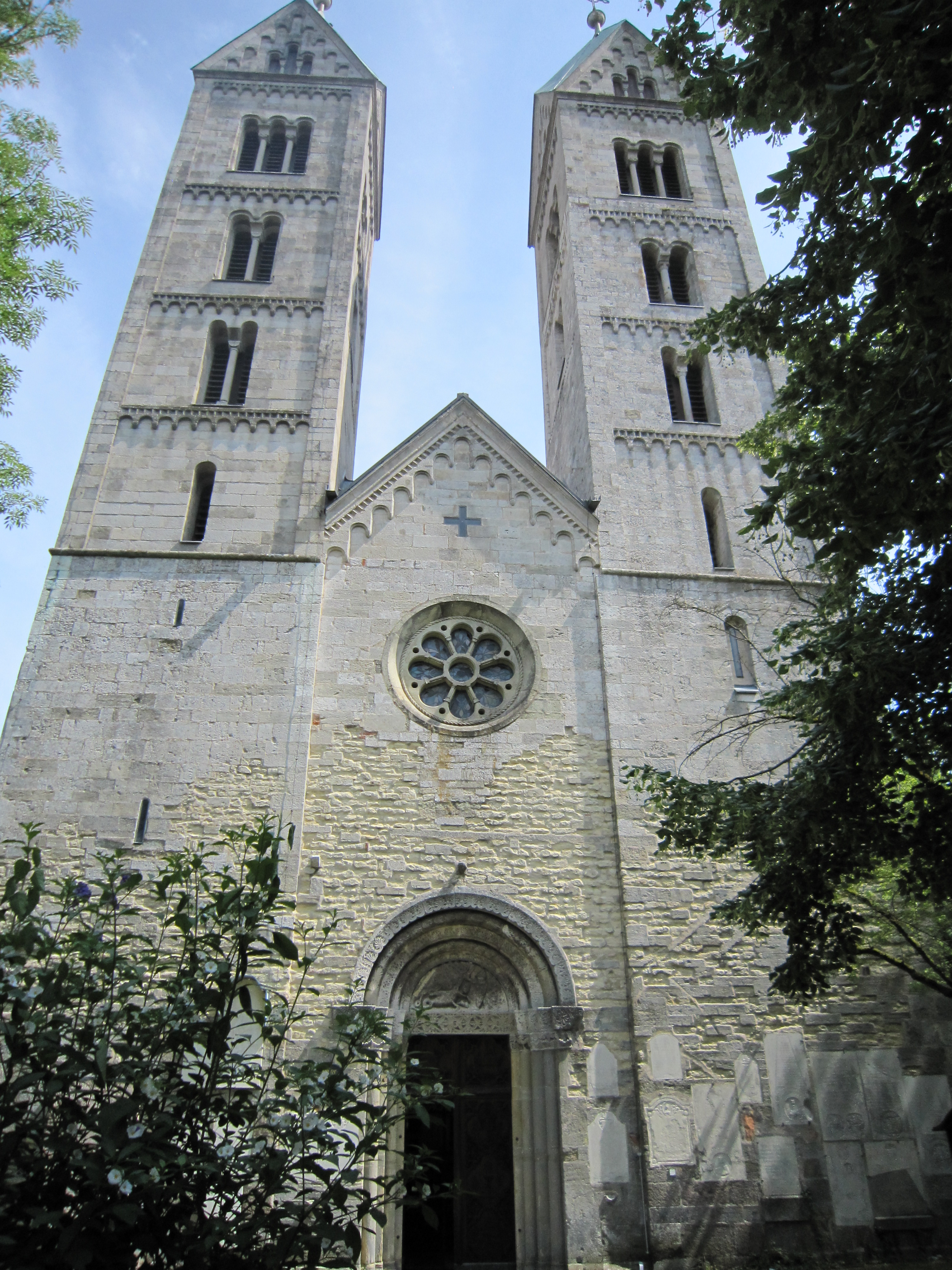
Türme St. Peter Straubing
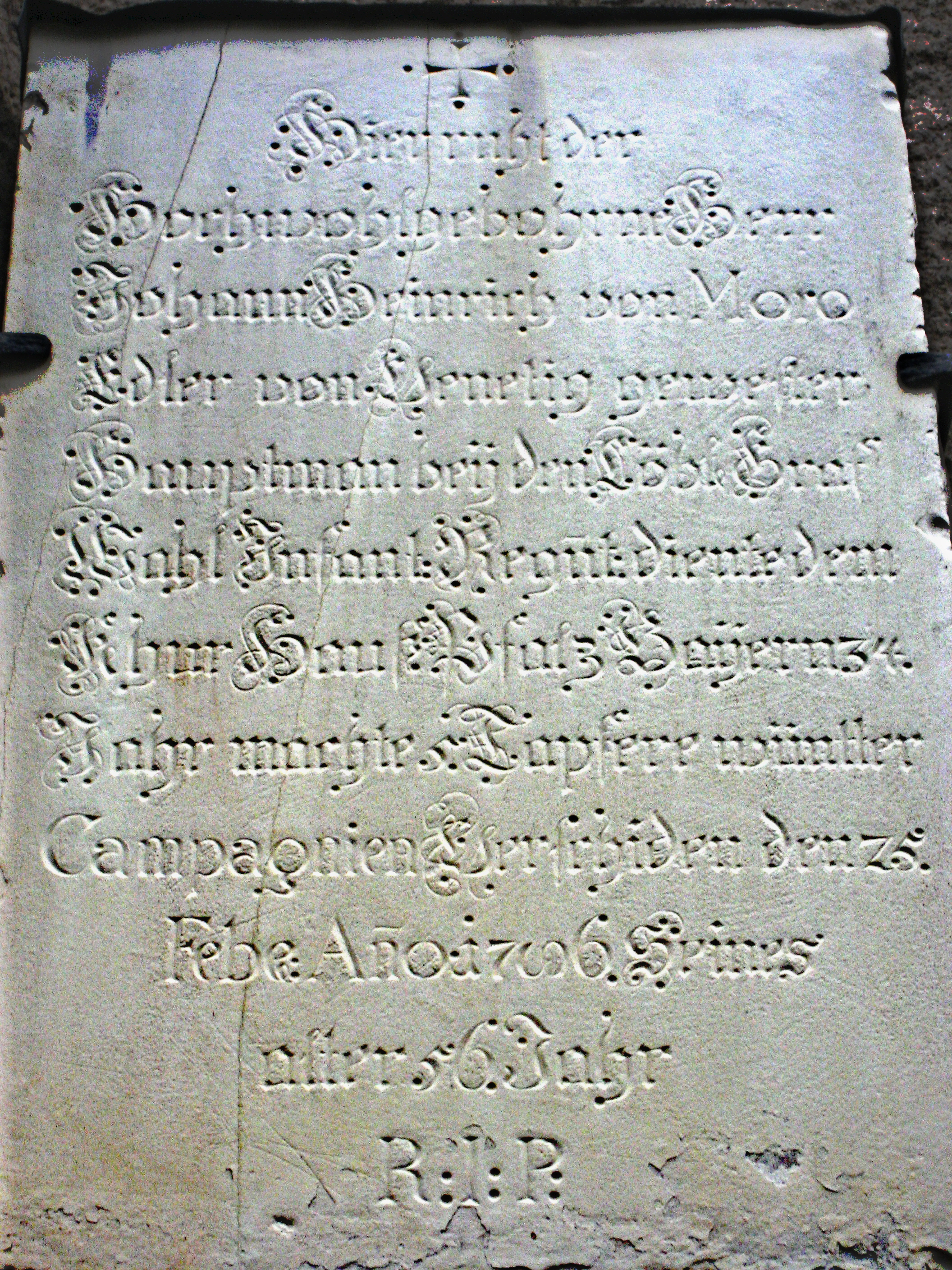
Grabplatte des Heinrich von Moro an der Außenmauer von St. Peter in Straubing, 1786
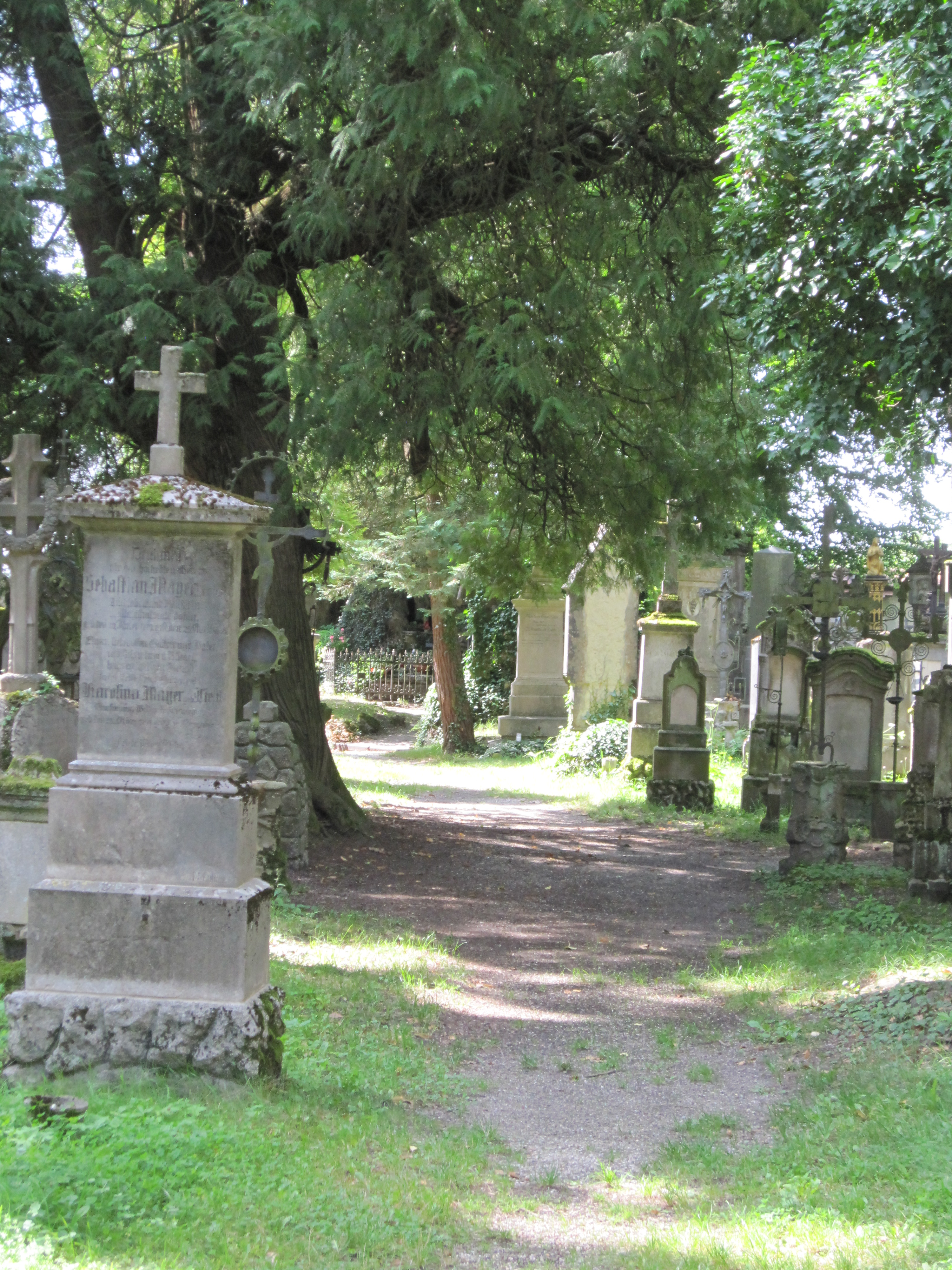
Friedhof St. Peter Straubing
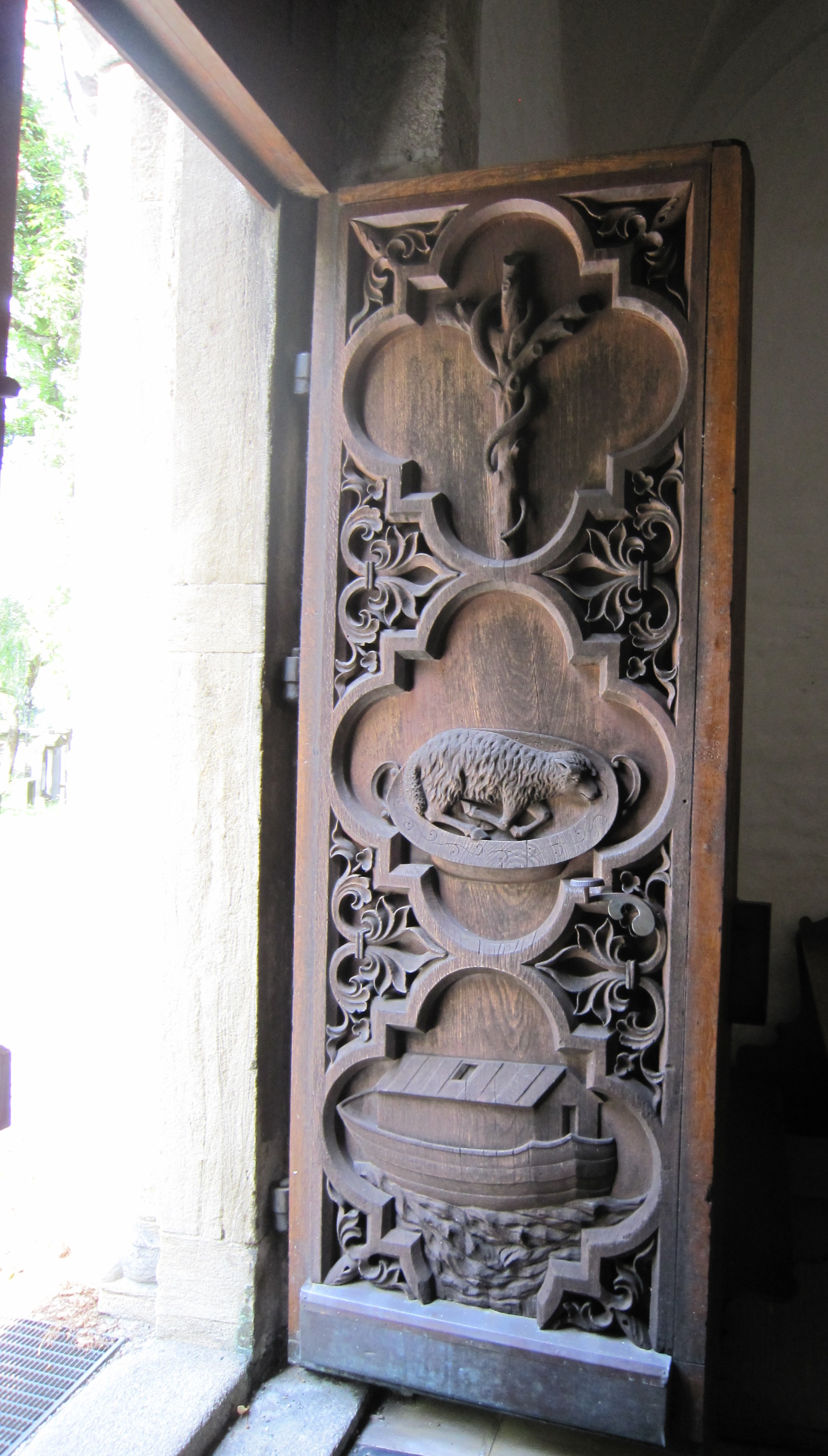
St. Peter Straubing

Die Moros waren Militärs. Die Unruhen in Frankreich, über die die Zeitungen in Bayern lückenlos berichteten, beeinflussten die Politik des Churfürsten Karl Theodor nachhaltig, besonders seine Sicht auf das Militär: Bereits im Februar 1789 beginnt Kurfürst Karl Theodor, sein Militär zu stärken: "Der Soldatenstand, ein Stand der Ehre, verdient Aufmunterungen und Belohnungen": Der rechtschaffene Soldat "weihet sich" seinem Fürsten und seinem Vaterlande und "opfert beiden sein Blut", er komme niemals auf die Idee, seinen Herrn zu verlassen. Karl Theodor schlägt zur Erhaltung einer guten Armee vor, dass einem gewissen Anteil von Soldaten erlaubt werden soll, zu heiraten; die Söhne sollten im Regiment des Vaters wieder Soldaten werden. Am 28. März verordnet der Churfürst, dass heiratswilligen Soldaten die Erlaubnis dazu gegeben werden soll. Von den "verheurateten Soldatenweibern" sollen nur wenige in Kasernen wohnen dürfen, der Rest müsste sich eine Bleibe suchen. Nur wenn ihr Mann im Dienst ums sein Leben kommt, haben diese Soldatenweiber Anspruch auf die kärgliche, bereits bestehende, "ohnehin nicht hinlängliche Pension"; die Begriffe "Betteleien" und "lyderlicher Umgang" für das Nötigste finden Verwendung. Ansonsten haben weder die Kinder noch die Soldatenweiber Anspruch auf eine Pension (7.). Am 21. April und 19. Juni1789 wird die Versorgung künftiger Militär-Waisenkinder geregelt: Übergabe dieser Kinder an rechtschaffene Bürger, Beaufsichtigung durch "Ortvorgesetzte" und Pfarrer, Erziehungsziele seien Gehorsam, Pflichtbewusstsein gegen Gott und den Landesfürsten, Militärübungen für Knaben ab dem 13. Lebensjahr, "Begierde auf Kriegskunst" erwecken, hölzerne Flinten, Abhärtung... Der Churfürst schickt am 8. August 1789 Militär zur Bewachung an die Rheingrenzen, er warnt unmittelbar nach der Französischen Revolution, sich in französische Angelegenheiten einzumischen: „Nähere sich keiner dem Vulkan… er möge sich in sich selbst verzehren…. Man sperre lieber die Grenzen und lasse keinen Franzosen …herein…!“ Am 5. Dezember 1789 beschließt die Reichsversammlung zu Regensburg, die aus Frankreich herübergegangenen Empörungen der Untertanen gegen Landesherrschaften „gleich in der Geburt zu ersticken“. 1790 darf die Militärakademie dreizehnjährige Zöglinge aufnehmen. Am 11. Juni wird angeordnet, dass die Militärpatrouillen jeden Verdächtigen festzusetzen und mit umfangreichen Formularen an die Gerichte zu melden haben. Gleichzeitig verschärft der Churfürst zum 1. August 1792 die ‚Bücherzensur‘, welche 1769 erlassen worden war: Mautbehörden und Buchhändler werden dahingehend in die Pflicht genommen, dass jede Einfuhr „fremder Bücher“ anzuzeigen war. Die „Churpfalzbayerische höchste Verordnung“ vom 4. Oktober 1792 befahl „zum Wohl der Untertanen“, alle fremden Deserteure sofort auszuliefern. Wer "verläumderische Gerüchte über entstandene Unruhen verbreitet, ... wird criminaliter behandelt und exemplarisch bestraft. „An der blamablen Kampagne der Alliierten gegen Frankreich im August und September 1792 nahm Bayern nicht teil.“ Preußen und Österreich einigten sich, ohne Karl Theodor offiziell zu unterrichten, über ein bayerisch-belgisches Tauschobjekt. „Seltsam genug, dass damals die Siege der französischen Revolutionsheere Bayerns Unabhängigkeit und die Herrschaft Karl Theodors retteten.“ „Wichtiger, weil in die Zukunft wirkend, aber ist ein anderes Phänomen,..., das nun offen zutage trat: ein durch alle Klassen und Schichten lebendiges, eindeutiges, von der Bindung an eine bestimmte Dynastie letztlich unabhängiges und spezifisches bayerisches Nationalbewußtsein, dessen Auswirkung schwerlich zu überschätzen ist.“ Karl Theodor unterzeichnete die Pillnitzer Deklaration nicht, am 22. März 1793 tritt Bayern widerstrebend der Koalition bei. Im Frieden von Campo Formio (17. Oktober 1797) zwischen Frankreich und Österreich willigt Österreich in geheimen Artikeln in die Abtretung des linken Rheinufers an Frankreich ein, wobei Salzburg, Wasserburg und das östliche Bayern an Österreich fallen sollten. Wie Karl Theodor (29. September 1797) so untersagte auch Max Joseph polizeilich am 11. März 1799 französischen Migranten den Aufenthalt in Bayern. „Im Vertrag von Gatschina (1.Oktober 1799) verpflichtete sich Bayern gegenüber Russland, über sein pflichtgemäßes Reichskontinent hinaus der Koalition gegen Frankreich 20 000 Mann zur Verfügung zu stellen.“ „Russland vermittelte an Bayern… dafür englische Subsidiengelder“ und ließ sich in einem neuen Subsidienvertrag zu Amberg am 15. Juli 1800 von England den bayerischen Besitzstand garantieren. Nach der Niederlage bei Hohenlinden, „wich das Subsidienkorps nach der Oberpfalz aus. In Cham legte General von Zweybrücken den Oberbefehl über das stark zerzauste Korps nieder“. Am 4. September 1801 übernahm der Churfürst persönlich den Oberbefehl über sämtliche Truppen, dies „bedeutete für die Armee eine Erhöhung des Ansehens.“ Wobei nicht vergessen werden darf, dass sich der König Max Joseph im Militärischen auch zweifelhaft benahm: Österreich überfiel Bayern und besetzte München, die bayerischen Militäreinheiten waren im Lande verstreut, Peter von Moro war in Tirol eingebunden, die französische Einheiten eilten in Gewaltmärschen nach Bayern, Napoleon kam von der Kanalküste nach Dillingen, wo der Bayerische König in der Nacht vom 16. auf den 17. April erst geweckt werden musste, nur um dann zu jammern.
Trotzdem achtete Max Joseph auf das Ansehen des Militärs! Jede Beförderung eines Militärs wurde nun veröffentlicht. „Zeit der Handbilletts und willkürlichen Ernennungen war vorüber. Jeder Einzelne konnte sich überzeugen, daß seine Rechte gewahrt blieben. Die Ausgabe der Armeebefehle muss in den Kreisen der Armee große Befriedigung ausgelöst haben.“
Hofmark Kager – wirtschaftliche und soziale Randbedingungen
Andreas von Moro kaufte 1800 von Baron von Drechsel für 28.000 Gulden das Landsassengut Kager.
Ein naher Verwandter von Andreas von Moro wohnte bereits 1797 in Kager: "Franz Xaver de Vieregg a Gerzen et Kager" hält die Matrikel der Pfarrei St. Jakob in Cham zum 25. April 1797 fest. Das Kirchenbuch berichtet auf derselben Seite von der Hochzeit von "Andreas De Moro" mit Josepha Antonia von Gleißenthal am 15. April 1797. Franz Xaver von Vieregg ist über die zweite Ehefrau von Generalmajor Johann Peter Franz Anton (Giovanni Pietro Francisco Antonio) von Moro, Maria Anna Fryin von Vieregg (s.o.) mit Andreas von Moro eng verwandt, Marie Anna Franziska von Vieregg heiratete Joseph Maria Freiherr v. Drechsel (1754–1780)... Die Bedeutung des Wohnsitzes von Franz Xaver von Vieregg in Kager für den Kauf des Gutes durch Andreas von Moro kann nur vermutet werden.
Das Verhältnis Arbeitslohn zu den Mittelpreisen des Getreides der letzten 50 Jahre gibt einen Hinweis auf den bezahlten Preis für das Landsassengut Kager. Die Preise waren die letzten Jahrzehnte erheblich gestiegen: 1798 betrug ein ganzer Taglohn (265 Arbeitstage) 24 kr, auf das Jahr umgerechnet somit 88,33 fl, die Naturalverpflegung für einen Ehehalten (Knecht, Magd) für 365 Tage belief sich auf 73 Gulden, der durchschnittliche Jahreslohn in barem Gelde betrug 33,42 Gulden.
Um die Vermögensverhältnisse der damaligen Zeit durchleuchten zu können, ist die Arbeit des Geheimen Finanzsekretärs Franz von Krenner, welche auf Steuerdaten zu jedem Anwesen im Lande basiert, zu analysieren; es können Besitzer, Hofgrößen wie auch die Familien zugeordnet werden: Eindeutig ist, dass Dorfgemeinden, Bauern und Freieigene wenig ihr eigen nennen konnten. Churfürst, Geistlichkeit und Adel besaßen 86 % des Landes, wie die Hofgrößen (Spalte Hoffuß) anzeigen.
| Besitzer                   | Familien | Hofgröße (Hoffuß) |
| -------------------------- | -------- | ----------------- |
| Churfürstlich              | 13479    | 4073              |
| Prälaten, Stifte           | 31831    | 9523              |
| Ritter und Adel            | 31974    | 7105              |
| Städte, Märkte             | 170      | 73                |
| Klöster                    | 642      | 305               |
| Kirchen                    | 11807    | 2390              |
| Pfarrer                    | 3993     | 1151              |
| Spitäler, Armenhäuser      | 1163     | 481               |
| Bruderschaften, Zünfte     | 357      | 96                |
| Dorfgemeinden, Bauern      | 1563     | 194               |
| Ausländische Geistlichkeit | 10537    | 3247              |
| freieigen                  | 7361     | 1162              |
| Summe                      | 114877   | 29818             |

1791 veröffentlichte von Krenner auf der Basis von Steuerdaten auch für Cham eine "Bevölkerungs- und Begüterungs-Übersicht des Bauernstandes", es sind also nur die Familien mitgezählt, die irgendwie 'begütert' sind:
| Gerichtsbezirk | unter churfürstlicher Gerichtsbarkeit | unter churfürstlicher Gerichtsbarkeit | unter hofmarkischer Gerichtsbarkeit | unter hofmarkischer Gerichtsbarkeit |
| -------------- | ------------------------------------- | ------------------------------------- | ----------------------------------- | ----------------------------------- |
| Cham           | begüterte Familien                    | Hoffuß                                | begüterte Familien                  | Hoffuß                              |
|                | 1029                                  | 401                                   | 1132                                | 295                                 |

Um Lasten des Krieges, speziell für die französischen Feldspitäler gerechter auf die Bewohner Bayern zu verteilen, muss Andreas von Moro für sein soeben erworbene, 240 Tagwerk – drei Hoffuß – großes Gut, innerhalb von 4 Wochen dreimal sechs fl und 24 kr zu zahlen, ausdrücklich: aus eigenen Mitteln!
„Die neu errichtete Domanial-Fideikommißpragmatik des Churhaus Pfalzbaiern“, die das gesamte Staatswesen der Wittelbacher mit Rückgriff auch auf alte Verträge regelt, verbietet 1805 die Errichtung neuer Edelsitze und Hofmarken (VI). Die "gutsherrlichen Rechte" wurden 1808 zentral, allumfassend und recht strukturiert festgelegt, vor allem die Eigentumsrechte und die Rechte, wenn Eigentum nicht selbst bewirtschaftet („Laudemium“ bzw. Handlohn, Scharwerk, Zehentrechte, Bodenzinse) wird (§§ 73 ff.).
Der Ort Kager hatte damals 31 amtlich eingetragene Häuser mit 194 Seelen, 1 Schloss mit 240 Tagwerk Grund, 1 Capelle, 1 Bierwirtshaus, 1 Abdecker. Im gesamten Landgerichtsbezirk Cham gab es 1 Landgerichtsarzt, 1 Apotheke, 1 Chirurgen, 8 einfache Bader, 6 Hebammen; davon in Pemfling 1 Bader und 1 Hebamme. Durchschnittlich lebten im damaligen Landgericht Cham in 1 Haus knapp 8 Menschen, sie besaßen 1 Ochsen, 1 Kuh, 1 Rind, jedes 2. Haus besaß ein Schaf, jedes 10. Haus 1 Schwein bzw. 1 Pferd. In manchen Städten musste manches Haus mit bis zu 30 Soldaten belegt werden, „und auf dem Lande füllten so viele Soldaten, Häuser und Scheune, als diese fassen konnten“. Der Churfürst schreibt wöchentlich für München Gewicht und Preis von Backwaren und deren Grundstoffe vor. Er lässt die Getreidepreise monatlich veröffentlichen. Fastengebot für die Diözese Regensburg für 1803 und 1804: „Allein! Die mit mehreren harten Zeitumständen verbundene, den Stadt- und Landbewohner verhältnismäßig drückende Teuerung jener Lebensmittel, welche sonst zur Fastenzeit genossen werden, nötiget uns, von der Strenge des Gebotes nachzulassen, welche von der Enthaltung von dem Fleischessen befiehlt. (…) um gute Christen und Staatsuntertanen zu werden...“ Die Armen nahmen enorm zu. Diese vor dem Verhungern zu bewahren, wurden in der Oberpfalz Armenspeisungen eingeführt. Führend war das Fürstentum Regensburg unter Karl Theodor von und zu Dalberg, weltlicher Kurfürst und Erzbischof; Regensburg war aus bayerischer Sicht Ausland! Die Hilfe für die Armen bestand vor allem in der Armenspeisung, der „Rumfordischen Suppe“; sie bestand „aus Hülsen- und Körnerfrüchten, Kartoffeln und Fleischteilen, welche die Substanz bilden; aus Gartengemüsen, Kräutern, Wurzeln und inländischen Gewürzen, welche die Schmackhaftigkeit geben.“ 1798 hatte der Kreis Regensburg 20500 Einwohner. 3,4 % der Bevölkerung bekam Armenspeisung. Das Baierische Wochenblatt vom 2. August 1800 verkündet den „Obrigkeiten der bayerischen Ortschaften“ einen französischen Armeebefehl mit der zeitungseigenen Überschrift „Menschlichkeit im Kriege“: Schlusssatz dieses Befehls: „Um die Kräfte des Landes zu schonen, werden die Truppen bei den Einwohnern leben;... jeden Soldaten bestrafen zu lassen, der von seinem Wirthe mehr als den Betrag 24 Unzen (1 1/2 Pf) Brot, 12 Unzen (3/4 Pf.) Fleisch, Gemüse, und ein Maß Bier täglich fordern sollte.“ Drei französische Regimenter verlassen die Gegend um Cham Richtung Amberg wegen gänzlichem Versorgungsmangel. Am 4. Dezember 1801 werden überflüssige Feiertage abgeschafft. So „erwarten wir von allen unseren Unterthanen, daß sie (…) von selbst einsehen“, dass die Abschaffung von Feiertagen, Bittgängen, Kreuzgängen, Kirchweihen, Wallfahrten und Prozessionen und „Patrocinfeste“ den Wohlstand eines jeden Einzelnen fördert. Der „Landesfürst“ betont, dass diese Einsicht „zu dem schuldigen Gehorsam“ ihm gegenüber gehört und dass die Untertanen zu arbeiten haben. Dem Staate dürfe „durch Müßiggang (nicht) eine außerordentliche Menge Arbeit entzogen werden“. Die 1786 gewährte Freiheit sei missbraucht worden. Jene Verordnung aus der Zeit Karl Theodors wird aufgehoben: Dazu gehören auch „das Läuten des Feierabendzeichens“, das Feierabendmachen „vor sechs Uhr Abends“. Keine Vorabendmessen mehr. Jeder „Hausvater, Handwerksmeister oder Dienstherr“ muss für das Einhalten dieser Vorgaben sorgen. Für jede einzelne Verfehlung hat er 1 Gulden in den Armenfond des Ortes zahlen. Die Gesellen und Dienstboten jeden Geschlechts sind bei „Widersetzung gegen die Obrigkeit (…) criminel“ zu bestrafen. Auch die Kalender dürfen jene abgeschafften Feiertage nicht aufführen; Drucker, Verleger und Verbreiter „solcher verordnungswidriger Kalender“ werden bestraft. Kalender sind selbst 1808 noch eingezogen worden. 1803 werden die Pfingstritte verboten; Begründungen: „größte Entehrungen des Heiligtums, ärgerlicher Unfug und andachtslose Auftritte (…) ungeeignete Spektakel“. Streiks werden mit Gefängnis oder körperlicher Züchtigung bestraft.
Und Max Joseph: Er hatte beim Amtsantritt als Churfürst immense persönlichen Schulden von 3.659.068 fl. Wenn die Gesamteinnahmen des Staates 1802 mit 5.767.712 fl beziffert wurden, so beliefen sich diese persönlichen Schulden Max Josephs auf 63,44 % der Jahreseinnahmen des Landes. Der Staat hat diese persönlichen Schulden beglichen! Zudem: Der französische König Ludwig XVI. lieh Herzog Karl von Zweibrücken, dem älteren Bruder von Max Joseph, sechs Millionen Gulden als Unterstützung für den Widerstand gegen die Tauschpläne von Churfürst Karl Theodor. Im französisch-bayerischen Friedens- und Freundschaftsvertrag von 22. August 1801 verzichtete Frankreich auf die Begleichung dieser bayerischen Schulden.
Am 9. September 1803 werden durch die "Formation des Finanz-Etats höchst landesherrlich" in Punkt XIII. die vier Ausgabenrichtungen der Staatsausgaben "verordnet": "a.) auf Unsere Regentenperson, Unsere Churfürstliche Familie, und die Hofhaltung, b.) auf Unser Ministerium, c) auf unser Militär, und d) auf den von diesen drey Theilen ausgehenden Schuldenstand." Die Ausgaben des Hofes wurden regelmäßig erhöht. Am 21. Januar 1809 wurde zum „Finanz-Zustand des Königreichs vor den Augen Seiner Majestät des Königs“ auch festgestellt, dass es unmöglich sei, „Licht in die Verworrenheit und Wahrheit in den Widersprüchen zu finden“. Trotzdem wurde der Hofetat wieder erhöht. Im Vergleich zu 1802 auf 184 %. König und Geheimem Rat scheint die explosive Lage im Land durchaus bewusst zu sein. Am 23. November 1809 wird anlässlich der Bildung einer Nationalgarde festgestellt: Die Bewaffnung der Bevölkerung könne der „Regierung“ gefährlich werden. „Wie lange wird wohl ein vollständig bewaffnetes- und in den Waffen geübtes Volk gehorchen?“ Dies alles, obwohl "die neu errichtete Schuldenpragmatik des Churhauses Pfalzbaiern" am 20. Oktober 1804 in Ziffer XIII. festlegt hatte, dass Privatschulden des regierenden Fürsten auf keinen Fall übernommen werden können. Besitztümer des Königlichen Hauses, die 1821 noch nicht dem Vermögen der Krone oder des Staates einverleibt worden waren, blieben im Bereich der Entscheidungskompetenz des königlichen Hauses. Bayern war schon weiter: Kurfürst Karl Theodor, stets viel geschmäht, arbeitete zwischen 1786 und 1794 konstruktiv mit dem Land zusammen: „Der wahrhaft revolutionäre Umbruch war bereits vor 1789 eingeleitet.“ Die Französische Revolution brachte weiteren Auftrieb. Obwohl Karl Theodor einen „Gesamtlandtag“ verhinderte, stand den „Landständen“ ab 8. Mai 1790 und 18. Mai 1792 die „Repräsentation der gesamten bayerischen Nation“ zu. „Zum ersten Male erzwang sie (d. V.: die Landschaft) damals von der Regierung genaue Rechenschaftsablage über die von ihr der Hofkammer überwiesenen Summen.“
Ermittlung jedweden Besitzes im Lande: Am 20. Januar 1802 werden die Kastenämter beauftragt, alle Besitztümer im Lande zu bewerten und aufzulisten. Neue Steuern und Abgaben: Direkte Steuern: Grundsteuer, Haussteuer, Dominikalsteuer, Gewerbesteuer, Familiensteuer, Zugviehsteuer, Zinsdezimation, Kapitaliensteuer. Der Geheime Rat beschließt Zwangsanleihen auch auf die kleinsten Besitztümer, Einzug des Kirchensilbers, Versteigerung von Edelstein- und Perlenbesatzes kirchlicher Gegenstände, Eintreibung ausstehender Steuern, Abgaben auch des Prälatenstandes, Einführung einer Schuldentilgungssteuer und die Erstellung eines Katasters für jede Hofanlage. Am 31. Dezember 1801 entbietet der Churfürst Jedermann "Gruß und Gnade" und verlangt von allen, die von Städten, Märkten, Adeligen, dem churfürstlichen Hof eine Besoldung, Gnadengehalt oder Pension erhalten, Zusatzabgaben. Ab 31. März 1801 hat jeder, der Grund- und Boden besitzt, anteilmäßig Abgaben zu entrichten. Ausgerechnet zu Weihnachten 1806 wird die Erhebung eines „allgemeinen Kriegskostenvorschusses“ bekannt gegeben, und zwar auf alle Häuser, Gründe, Vieh, Fahrnisse, Vorräte, Bargeld, Silbergeschirr, Pretiosen, Kapitalien auch im Ausland, Zinsen, Renten: Jede Hofmark wurde bei der Erhebung dieser "Landsteuer als Kriegsauflage" eingebunden. Nur die von der Unterstützung lebenden Armen sind ausgenommen. Bei den Staatsdienern wird die Besoldung gekürzt. Jeder Hausvater muss für sich, seine Frau, die Kinder, die Dienstboten und Gesellen das Vermögen angeben. Wird etwas verheimlicht, wird der zehnfache Betrag des verschwiegenen Vermögens eingezogen. Dazu wird ein Formblatt veröffentlicht, in dem die Vermögensklassen und der fällige Kriegskostenvorschuss aufgeführt sind. Die Abgabepflicht beginnt bei 50 fl mit einer Abgabehöhe von 0,24 %; die Abgabenhöhe steigt progressiv (im Formular) auf 1,55 % des Vermögens. Mit Verordnung vom 7. November 1806 war bereits eine allgemeine Kriegssteuer auf jedwedes Vermögen eingeführt worden, 0,5 Prozent auf jeden Besitz. Am 8. Juni 1807 werden alle Steuerprivilegien abgeschafft. Ein königliches Edikt vom 6. Dezember 1808 fasst zahlreiche, verschiedene Personalabgaben: "Herdstattgelder, Rauchgelder, Banngelder, Hausrechtsgelder, Schanzgelder, Militärpflichtigkeitsgelder, Kopfsteuern, Inleut- und Fahrnissteuern, Habenichtsteuern, Insassensteuern, Schutzverwandtensteuern, Leibzinse, Hirtenschutzgelder, Jahressteuern, Beigulden, Judenleibzoll, Unschlittgelder, Brautgulden, ...Hochzeitsgelder, Bürgerexerziergulden, ... Kleiderfälle, Neufanggelder, ..." zusammen zu dem neuen "Familien-Schutzgeld"; es werden Steuerklassen eingeführt; steuerpflichtig sind auch Besoldungs- bzw. Pensionsbezüge. Jedes Familienoberhaupt, ob männlich oder weiblich, muss die Steuer entrichten.
Deputationen von oberpfälzischen Bürgern nach München wurden strafbar; auf der Basis einer „höchsten Hofentschließung“ vom 4. Juni 1805 wird „sämtlichen oberpfälzischen Städt- und Märkten die Abschickung solcher Deputationen“ bei Strafe verboten; diese würden von „unwissenden Bürgern“ und „unruhigen Köpfen gewählt werden“. Nun folgen im Regierungsblatt regelmäßig Verbote: Bücher, Schriften und Verfasser. Das „Königlich Baierische Regierungsblatt“ von 1806 legt am 17. Februar fest,„dass in Zukunft nicht nur keine politische Zeitung, sondern überhaupt keine periodische Schrift politischen oder statistischen Inhaltes in Unserem Reiche mehr herausgegen werden solle, ohne dass vorher (…) Unsere Genehmigung dazu erholet und erteilet worden sein wird.“ Am 26. August 1806 wird der Buchhändler Palm von Nürnberg auf Befehl Napoleons erschossen; er verriet den Verfasser der Schrift „Deutschland in seiner tiefsten Erniedrigung“ nicht. Die Teuerungen nehmen zu, die Arbeitsleute fordern mehr Lohn, und der König befiehlt den Polizeistellen und Obrigkeiten: Keine Erhöhung des Taglohns, "auch sollten die Arbeitsleute an den Vorabenden der Sonn- und Feiertagen die nämliche Arbeitszeit wie an den anderen Arbeitstagen halten."
Im Oktober 1800 wurden schließlich auch den oberpfälzischen Landsassen von Churfürst Max Joseph Uniformen genehmigt: Galauniform mit dunkelblauem Rock, hellroten Aufschlägen, leichten goldenen Stickereien, mit weißem etwas vorstehenden Unterfutter, weiße Westen und Beinkleider, mit vergoldeten und mit dem Namenszug Sr. Churfürstl. Durchl. decorierten Knöpfen, goldenem und blauem Portepée (Schlaufe) an dem Degen nebst, dergleichen Hutschnüren, mit einem dreieckig aufgestülpten mit einer goldenen Hutschlinge und schwarzen Masche versehenen Hut. Die Alltagsuniform nur etwas weniger aufwendig genehmigt. Als Bayern zum 1. Januar 1806 Königreich geworden war, ordnete der König Max Joseph an, dass "alle Staatsdiener künftig mit ihren Uniformen eine blaue und weiße Cokarde auf dem Hute tragen", dass auch allen "Unterthanen" das gleiche erlaubt sei, um "den eigenthümlichen National Charakter wieder zu geben", "damit sich die Baiern als Brüder erkennen". Noch 1812 musste aus gegebenen Anlässen angeordnet werden, dass in den neu zu Bayern gekommenen Gebieten die "ehemaligen Landsassen-Uniformen öffentlich" nicht mehr getragen werden durften. Der erhoffte "Staatskörper" wandelte sich allerdings aus europapolitischen Gründen.
Auch das Jahr 1800 war geprägt vom Napoleonischen Krieg: Der Kurfürst Max Joseph flieht vor den französischen Truppen aus München über Cham nach Amberg. „Die 12.000 Soldaten(…), die der Churfürst von Pfalzbayern bei seinem Auszug aus München am 27. Jun. mitgenommen hat, stehen in der Gegend von Cham in der oberen Pfalz.“ Unerträgliche Belastungen in allen Bereichen: Kurfürstlich verordnete Verpflegung der befreundeten Truppen, Requisitionen, Plünderungen und Erpressungen mittels Geiselnahmen durch feindliche Truppen. Dazu in allen Fällen Schäden an Fluren und Häusern. 1799/1800 sterben an die tausend Kinder an den Kuhpocken. 1801 entsagte der Kurfürst seiner linksrheinischen Besitzungen, wobei er die Zusicherung einer Entschädigung erhält. Seinen Untertanen teilt er das Geschehen mit und droht im Schlusssatz seinem Volk: „Übrigens hoffen Wir nicht, in den unangenehmen Fall zu kommen, sträfliche Widersetzlichkeit ahnden zu müssen...“ Diese 'Entschädigung' erfüllte sich in den folgenden Jahren auch durch die Säkularisation, welche auch im Bereich Cham zur Auflösung der Klöster führte, Schönthal lag in unmittelbarer Nachbarschaft zu Kager. Ein päpstliches Kreditiv (Antrittsschreiben) des neuen Gesandten an den Kaiser des Römischen Reiches) vom 17. Mai 1808 nennt die Vorgänge um die Säkularisation rechtswidrig.
Gutsherrliche Gerichtsbarkeit – Übernahme auch moderner staatlicher Basisaufgaben

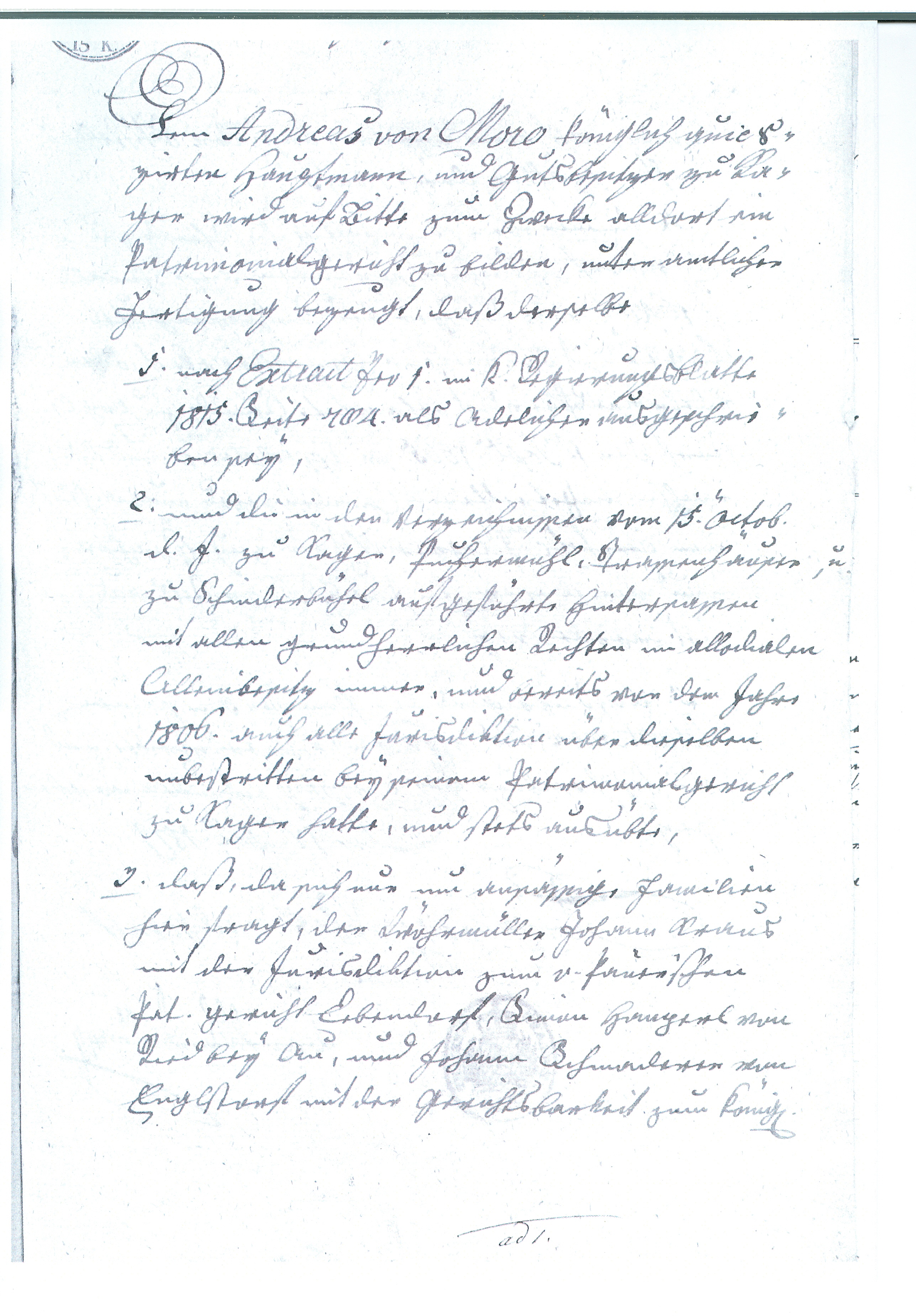
Andreas von Moro Patrimonialgericht Kager Seite 1

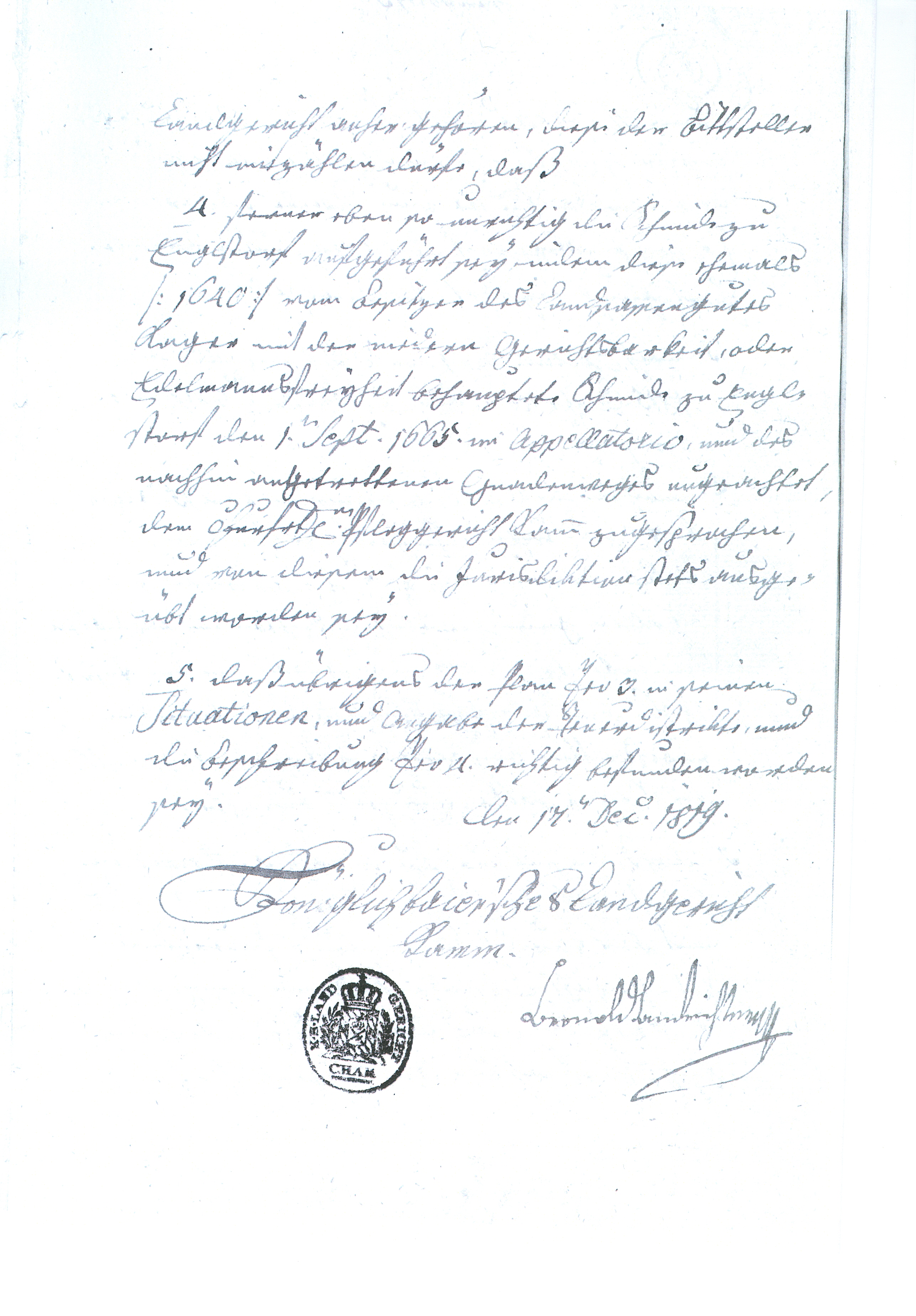
von Moro'sches Patrimonialgericht Kager, 17. Dezember 1819, Landgericht Cham, Seite 2

Andreas von Moro bekam nach Antragstellung von 1815 schließlich 1819 die Erlaubnis, eine Patrimonialgerichtsbarkeit, die 'Gutsherrliche Gerichtsbarkeit' in Kager, zu errichten. Andreas von Moro wirkte an Historischem mit: Das Königreich Baiern gab die Erste deutsche Grundrechtsgarantie für den Bürger, es garantierte jedem Bürger ein Grundrecht. „…der Leibeigene tritt aus dem bisherigen Untertänigkeits-Verhältnisse gegen seinen Herren in den freien, bürgerlichen Zustand, mit Unterordnung unter diese Gesetze, über.“ „Gleichheit vor dem Gesetz“, „Unparteilichkeit“, „Wiederbelebung der Gemeinde-Körper durch die Wiedergabe der Verwaltung“, werden als Grundzüge der Verfassungsurkunde des Königreichs Baiern vorangestellt. Titel IV Von allgemeinen Rechten und Pflichten: § 2: Das Baierische Staatsbürger-Recht. Und Andreas von Moro übernahm somit Regierungsgewalt vor Ort.
Das Land war in Gemeinden und Steuerdistrikte eingeteilt worden. „Das organische Edikt über die gutsherrlichen Rechte vom 28. Juli 1808“ und 16. August 1812 regelten umfassend und detailliert: Das Patrimonialgericht Kager war ein „Ortsgericht“ (§16), eine „Vollziehungsbehörde“ (§ 71). Aufgaben: „Bevölkerungs-Polizei“: Ansässigmachung weiterer 'Hintersassen', „Unterrichts-Polizei“: Errichtung von Schulen und Anstellung von Lehrern, „Sicherheits-Polizei“: öffentliche Tänze, Schauspiele, Unterhaltungen, „Dorf- und Gemeinde-Polizei“, Armenpflege, „Gewerbs- und Handels-Polizei“, „die Aufsicht und Untersuchung über Elle, Maß und Gewicht, über die Güte der Arbeiten und Feilschaften, insbesondere die Mühlbeschau steht der gutsherrlichen Lokal-Polizei zu.“ Verbriefung von Rechtsgeschäften, Führung von Civilstands- und Heiratsbüchern, Hypothekenbüchern, Forst- und Jagdpolizei, die Gesundheitspolizei sorgt für die Reinhaltung von Straßen und Eindämmung von ansteckenden Krankheiten für Mensch und Tier, Mitwirkung bei der gerechten Besteuerung im Lande auch aller Hintersassen des Gutsherren, alle Geldstrafen verblieben beim Grundherren, sofern diese „Früchte der Grund- und Polizei-Gerichtsbarkeit“ sind, Zehentrechte, Bodenzinsrechte, Aufnahme von Handwerkern, Beaufsichtigung der Verkehrswege, Lokalaufsicht gegen die Verbreitung verbotener Schriften. „§ 114: ... Die öffentliche Sicherheit und Sittlichkeit ist eine wesentliche Pflicht der Ortsgerichtsbarkeit“, wobei präzisiert wird, was verboten ist: öffentliche Ruhestörung, Bettel, tätliche Beleidigungen, Raufhändel. Registrierung und Überwachung von Verkäufen. Die Herrschaftsbeamten leisten den Gutsherren einen Eid (§155). Um Heiratsbewilligungen haben die Herrschaftsbeamten beim Gutsherren nachzusuchen. Der Gutsherr haftet für den aus Amtshandlungen seiner Beamten entstandenen Schaden. Reiselizenzen haben die Ortsbeamten vom Gutsherren einzuholen. „§176. Die Bestimmung des Gehalts wird der freien Übereinkunft zwischen dem Gutsherren und dem Ortsbeamten überlassen; auf Stabilität hat der Ortsbeamte keine Ansprüche. Die Heuraths-Bewilligung hängt vom Gutsherren ab.“ Die Ortsgerichte hatten mit den Landgerichten zusammenzuarbeiten. Und neu: Die Gleichstellung jedes Adeligen mit den übrigen im Staate: Die Gutsbesitzer haben sich, wie jeder im Staate, an der Bewältigung der Staatslasten zu beteiligen (§50).
Mit dem Königreich wird 1806 das "Königlich-Baierisches Regierungsblatt" als einziges Presseorgan des Königreiches eingerichtet; sämtliche Gemeinden und Pfarreien haben diese zu beziehen. Die "Ortsoberen" werden "angewiesen, Verordnungen... allenthalben ordentlich pupliziren zu lassen".
Auf höchsten Befehl des Königs sollte das Heiraten auf dem Lande gefördert werden. Allerdings soll die „Lokal-Polizei-Obrigkeit den Unterthans-Söhnen und Töchtern ... (die Erlaubnis) verweigern, wenn entweder nach ärztlichen Gutachten körperliche Unfähigkeit zur Ehe oder zur Arbeit vorhanden ist,...wenn ein Theil durch unstätes Leben, Liederlichkeit und Müßiggang sich selbst als ein nutzloses Mitglied des Staates dargestellt hat.“ Die Geistlichen werden nachdrücklich darauf hingewiesen, dass nur diejenigen getraut werden dürfen, die eine Bewilligung der rechtlichen Obrigkeit vorweisen können.
Ortsgerichte beurkunden (§§ 86 ff.) „nicht streitige Sachen“, führen Hypothekenbücher, besorgen das Vormundschaftswesen. „§ 178 Die Ortsgerichte führen in ihren amtlichen Ausfertigungen ein Siegel mit dem Wappen des Gutsherren...“. Beurkundung des „Eventuellen Heirats-Contract“ (hier Auszug) beim Moro'schen Patrimonialgericht Kager am 12. August 1824: Nachdem Anton Moro noch nicht volljährig, das vollendete 21. Lebensjahr, war, musste sein Vormund unterschreiben:

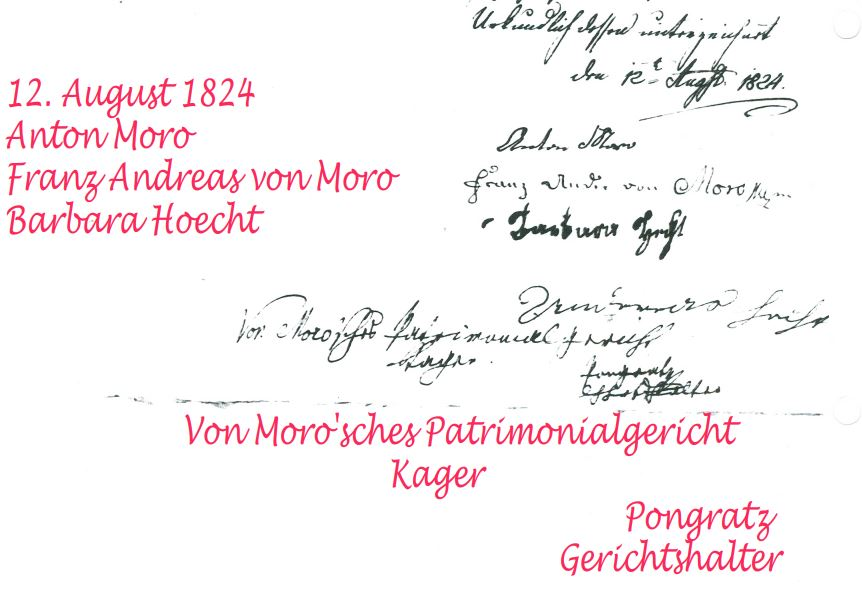
Heirats-Contract beim von Moro’schen Patrimonialgericht Kager, 1824, Unterschriften

In diesem „Eventuellen Heirats-Contract: ... Verspricht die Braut, vielmehr ihr Vater. ihren angehenden Bräutigam zum wahren Heiratsgut fünfhundert Gulden am Hochzeitstag in baar, nebst einer Fuhr, einem Bette, und 50 fl Geld statt der übrigen Ausfertigung zuzubringen.“ Werden die Viktualien-Preise vom 7. August 1824 in Regensburg zum Vergleich herangezogen, ist die Höhe des Heiratsgutes einzuschätzen, wobei zu beachten ist, dass in Bayern damals 1 Gulden 72 Kreuzer umfasste: 1 Pfund Kalbfleisch oder Schweinefleisch: 8 kr, 1 Pfund Schafwolle 8 kr, 1 Pfund Schmalz oder Butter kostete 12 kr. – Kirchlich wird die Hochzeit zwischen dem Schlosstoni und Barbara Hoecht, Tochter eines Webers, am 25. November 1824 vollzogen.
Die Hofmarken wurden 1803 verpflichtet, in Zusammenarbeit mit weiteren Stellen, vor allem den Pfarrern, die Schulpflicht für alle Kinder vom sechsten bis zum zwölften Lebensjahr umzusetzen: Listen erstellen, Schulgeld einzusammeln, Eheschließungen nur bei Vorlage des Entlassungsscheins zu genehmigen. 1814 wurden u. a. auch die Gemeinden verpflichtet, das „Kreis-Intelligenzblatt“ als amtliches Blatt zu lesen, damit alle Anordnungen und Verfügungen des Königreiches beachtet werden.
Das Landgericht Cham beschreibt am 15. November und 17. Dezember 1819 die einbezogenen Orte. Ein Patrimonialgericht durfte nur gegründet werden, wenn bereits 1806 hier ein solches bestanden hatte. Zusätzlich muss bis zum 1. Oktober 1820 eine abschließende Regelung dahingehend beantragt werden, ob die Gerichtsbarkeit erhalten bleibt oder wieder hergestellt werden soll. Gemäß Organisches Edikt I. § 3 und § 40 „muß der Bezirk mindestens 50 Familien umgreifen“, sonst „hört sie gänzlich auf“.
Andreas und Antonia von Moro – Annahme an Kindes statt

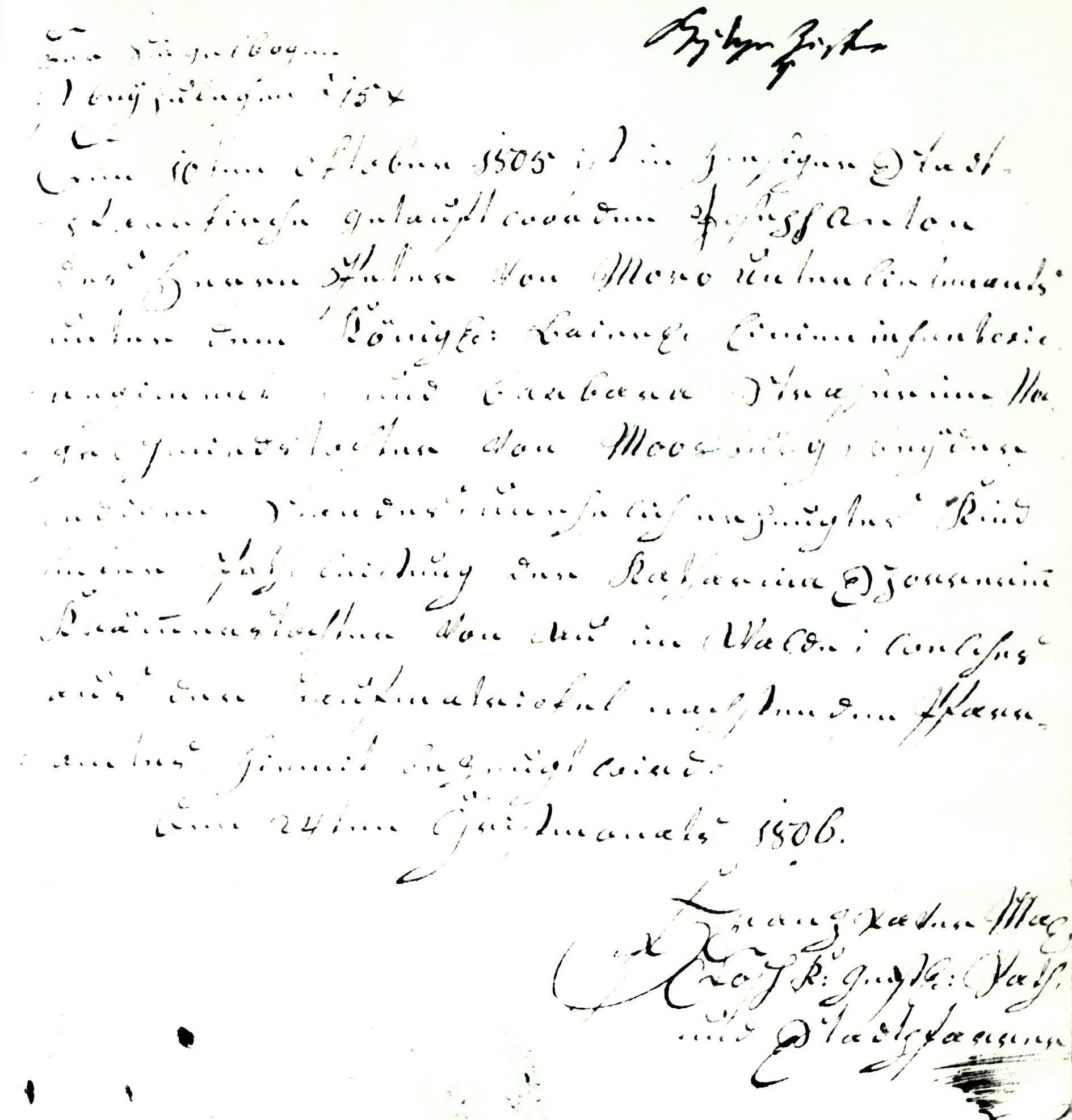
Schlosstoni Taufzeugnis Straubing 10. Oktober 1805

Andreas von Moros Frau Maria Antonia Josepha Theresia war eine geborene von Gleißenthal (* 29. November 1764 –1844), Tochter von Freiherr Joseph Anton Ludwig Xaver von Gleißenthal, Herr zu Schachendorf, und dessen Frau Anna Theresia, Baronesse de Wolfersdorf. Andreas und Antonia von Moro heirateten am 15. Oktober 1797 in Schachendorf, hatten aber keine eigenen Kinder. 1805 nahmen sie Joseph Anton Moro (* 10. Oktober 1805 um 10 Uhr geboren und um 11 Uhr in der Sakristei St. Jakob, Straubing getauft), „Sohn des Unterleutnants Peter von Moro und der Nagelschmiedstochter Barbara Strasser aus Moosburg, beide ledigen Standes, unehelich gezeugtes Kind“, später in den amtlichen Urkunden regelmäßig Schlosstoni genannt, als Pflegekind auf. Die bestehende Diskriminierung unehelich Geborener wurde vom Churfürsten aktiv bekämpft: 1803 wurde angeordnet, auch uneheliche Geborene vor der Beerdigung öffentlich auszusegnen und nicht mehr „stille zum Friedhof zu tragen“;„Wegen außerehelicher Schwängerungen darf künftig …nicht irgendeine Strafe in Geld, oder an der Ehre, oder sonst auf eine andere Weise erkannt … werden“, die in der Oberpfalz 1809 noch üblichen Geldstrafen wg. „Bastardfällen“ sind zurückzuzahlen. 1825 verpflichtet König Max Joseph wenige Wochen vor seinem Tod die Pfarrämter, unehelich Geborene in die pfarrlichen Geburtsregister einzutragen, wenn möglich mit dem Namen des Vaters.

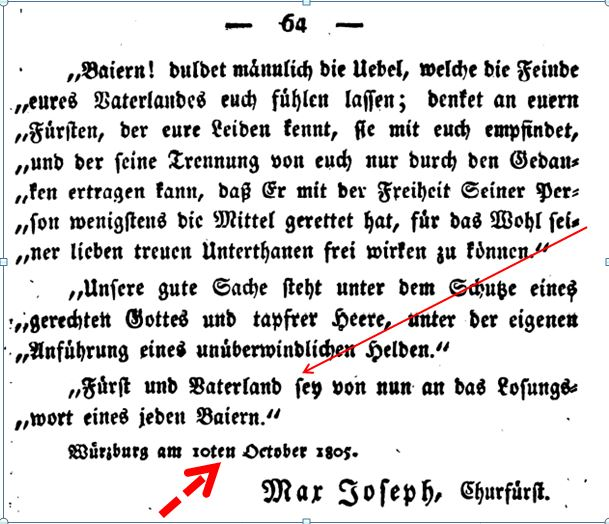
Max Joseph 10. Oktober 1805 Königlicher Aufruf aus Würzburg; Peter Moro, "Schlosstoni" kommt in Straubing auf die Welt

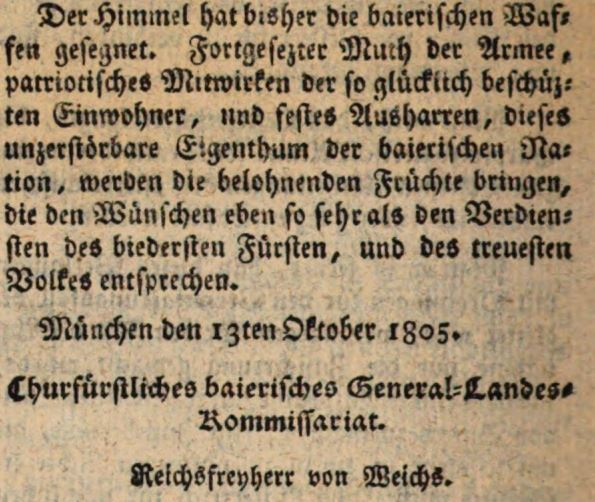
13. Oktober 1805, Churfürst Max Joseph stolz auf seine Nation

Der Vater von Joseph Anton Moro, Peter von Moro, war auch im Geburtsjahr seines Sohnes in Feldzügen unterwegs: Bayern schließt mit Napoleon eine Allianz, Feldherr Fürst Schwarzenberg lässt am 6. September 1805 Schloss Nymphenburg in München umstellen, Österreich will Bayern annektieren, Max Joseph, der Hof und die Regierung fliehen nach Würzburg, Appell des Fürsten am 10. Oktober 1805 an "jeden Baiern", immer "an Fürst und Vaterland" zu denken. Am 13. Oktober lässt der Churfürst sein Bündnis mit Napoleon öffentlich erklären: Österreich habe "mit dem französischen Kabinett um den Besitz von Baiern" verhandelt, es habe München besetzt, verlangte die Neutralität Bayerns, die Entlassung bzw. Entwaffnung der bayerischen Armee. Zusammen mit den französischen Bundesgenossen haben die bayerischen Soldaten "mit feurigster Vaterlandsliebe" die Österreicher am 12. Oktober aus München vertrieben: "Es war ein festlicher Tag in der baierischen Geschichte einzig und ewig... Der Himmel hat bisher die baierischen Waffen gesegnet..." Der Reichsfreiherr von Weichs ruft zeitgleich unter Bezug auf die Vaterlandsliebe alle "patriotisch gesinnten Baiern" auf, sich beim Militär zu melden bzw. für das Vaterland zu spenden; Spender wurden in den künftigen Regierungsblättern namentlich bekannt gemacht. Die Getreideausfuhr nach Österreich wird untersagt und empfindlich bestraft. Aus dem Militär bereits Entlassene müssen von den Behörden erfasst werden, sofern diese das vierzigste Lebensjahr noch nicht vollendet haben. Militärbeurlaubte müssen zu ihren Einheiten zurück. Geeignete Chirurgen sollen sich melden. Mehrere, von Reichsfreiherr von Weichs und französischen Armeeführern unterzeichnete, teilweise zweisprachig abgefasste Erlasse sollen eine geordnete Versorgung der Soldaten sichern. Dritter Koalitionskrieg, Brünner Vertrag (10. Dezember 1805), Friede von Preßburg. "die seit 1801... reorganisierte bayerische Armee, die 25 000 Mann zu Fuß und 3600 Mann zu Pferd zählte, zeichnete sich in den Feldzügen aus." Die bayerische Armee hatte einen allgemein anerkannten, sehr hohen Ausbildungsstand, war kein Söldner- sondern ein Volksheer. Napoleon in München, der Kurfürst von Bayern erhält in seinem Land die volle Souveränität und die Königswürde, Bayern bekommt Grafschaften und Städte, Tirol, Brixen, Bozen, Trient, Vorarlberg. Peter von Moro Anfang 1806: Glanzvoller, tagelanger Empfang des aus dem Dritten Coalitions Krieg an seinen Standort Straubing zurückkehrenden 4. Linien-Infanterie-Regiments im Januar/Februar 1806: Deputierte der Stadt kamen mehrere Stunden "den würdigen Kämpfern" entgegen, klingende Spiele, das Offiziers-Corps erwidert mit einem glanzvollen Fest, beleuchtete Gebäude, Kristall-Sonne, Triumphpforte, Tanzsaal, Speisesaal, lateinische Inschriften. "Von allen heiligen Kanzeln" lässt der König verkünden, dass er zufrieden sei, wie im ganzen Lande die rückkehrenden Soldaten begrüßt worden seien. Der König von Baiern lässt am 14. Januar 1806 ein Handschreiben an die Deputierten der Stände Tirols übergeben: "... Erwerbung eines so biederen Volkes, welches die göttliche Vorsehung nunmehr unserer Regierung anvertrauet...", Vertrauen, Wahrung der Rechte der Bevölkerung, Mehrung des Wohlstandes. Später wird Joseph Anton von Moro u. a. auch dort eingesetzt, die Schlacht am Bergisel, der Tiroler Aufstand. Im April 1809 bricht der bislang befürchtete Aufstand der Tiroler aus: Sieg der Bayern am Berg Isel (1. November 1809), schwere Zerwürfnisse zwischen französischen und bayerischen Heerführern, Napoleon droht, „den Kronprinzen füsilieren zu lassen“. "Die Bayern, vor allem Kronprinz Ludwig, widersetzten sich dem von Napoleon geforderten brutalen Vorgehen gegen die Tiroler Bevölkerung." "Der Kronprinz wurde nach diesen Erfahrungen endgültig zum Zentrum der Feinde Napoleons und Frankreichs am bayerischen Hof." Und 1810 kehrt Peter von Moro mit seinem Regiment unter Oberst von Zoller glanzvoll "nach einer 16 monatigen Abwesenheit mit dem herzlichsten Jubel der Einwohner wieder in seine Friedens-Garnison Straubing ein": Empfang bereits weit vor der Stadt, auch Kinder, mit Nationalfarben geschmückte Schüler, Studierende, türkische Musik, Nationalfest, Blumen, Kränze mit Eichenlaub, Fahnen mit Inschriften, "für die Nationalsehre", Paraden, Ansprachen, Gastmahl, dies alles "in den zarten Keimen der heranwachsenden Nation".
Edle von Venedig und gleichzeitig 'Indigene Baierns' werden in den Bayerischen Adel aufgenommen
Am 10. Mai 1815 wurde Andreas von Moro mit seinen beiden Brüdern mit Familien-Wappen in das Adelsregister des Königreichs Bayern eingetragen: „Andreas Franz Heinrich von Moro, quittierter Hauptmann und Inhaber des Sitzes Kager, samt seinen Geschwistern und Abkömmlingen beiderlei Geschlechts, bei der Adelsklasse Lit. M. Fol. 237 Act. No. 4475.“
„Gesuche um einen Adelsbrief müssen mit den Angaben und Bescheinigungen zu den Personalverhältnissen, der Verdienste des Bittstellers und seiner Familie um den Staat und eines zum standesgemäßen Auskommens hinlänglichen Vermögens versehen seyn.“ „Den Adeligen kommt ausschließend das Recht zu, eine gutsherrliche Gerichtsbarkeit ausüben zu können.“ „Suspendiert wird der Gebrauch des Adels-Titels durch die Uebernahme niedriger, bloß in Handarbeit bestehender Lohndienste, durch die Ausübung eines Gewerbes, bey offenem Kram und Laden, oder eines eigentlichen Handwerkes.“ Auch „ein hinlängliches schuldenfreies Vermögen“ muss vorhanden sein.
Die hier aufgeführten Gebrüder von Moro waren immer schon Angehörige Baierns. Auch die Verfassung des Königreichs Bayern von 1808 bestätigt dies in den §§ 7 und 8 wie auch das Edikt über das Indigenat und Staatsbürger-Recht, demzufolge das Indigenat durch Geburt erreicht worden war (Titel I Art. II), wobei sowohl Vater als auch Mutter in Baiern geboren worden waren (Titel I Art. III, 1). Jeder Volljährige hatte persönlich einen Eid auf den König zu leisten. Die "Konstitutionelle Volljährigkeit" wird mit dem zwanzigsten Lebensjahr erreicht (II Titel, Art. XII). "Niemand wird zu dem Diensteide, zu einer Gemeinde... zugelassen, der sich nicht ausgewiesen hat, dass er den allgemeinen Staatsbürger-Eid abgelegt hat (Art. XXI)." "Sämtliche Unterthanen, vom "Bürger- und Bauernstande, sowohl aus Unseren alten als auch von neu erworbenen Landen, haben den Eid zu leisten (Art. XXXI).
Ständige auswärtige Bedrohung des Landes – Landwehrkommandant Andreas von Moro
Am 16. Dezember 1807 erlässt der König ein "Subordinations-Reglement bezüglich Bürgermilitär", demzufolge jeder Bürger bis zum 60. Lebensjahr zu dienen hat, Weigerung ist strafbar. "Insubordinations-Vergehen" werden nur gegenüber einem Vorgesetzten begangen (§10). Vorsitzender eines Strafprozesses ist der Major, "ohne Zulassung eines Advokaten" (§ 5). 1817 wurde Andreas von Moro zum Major und Kommandanten des II. Landwehr Bataillons Cham bestellt; das Bataillon hatte 5 Kompanien mit jeweils entsprechendem Offiziersstab.
1809 wurde nach französischem Vorbild eine Nationalgarde aufgebaut. Am 6. Juli 1809 ruft Max Joseph die Bevölkerung auf, den Feind über die Grenzen zurückzudrängen und „Mich und Meine Familie, das Vermögen des Staates, sich selbst zu schützen gegen Misshandlung und Raub!“ Die österreichische Armee kam mit 12 000 Mann, schlug das Hauptquartier im Schloss Katzberg bei Cham auf. Die Schäden in der Stadt waren immens: Gärten, Dächer, Scheunen wurden ruiniert, das Holz verbrannt; es gab kein Bier und kein Brot mehr. „Vor den Bäckerhäusern standen Wachen, damit ja niemand ein Brot bekam, als die Soldaten.“ Von der Stadt Cham verlangen und erhalten sie 9 000 Gulden. Einzelne Bauernhöfe werden geplündert. Gegen Geld kann meist Brandschatzung verhindert werden. Die Österreicher können schließlich vertrieben werden. „Gegen diese wurde die Nationalgarde des Regenkreises aufgeboten. Die Bürger von Cham, Eschlkam, Kelheim ec. zogen also gegen diese und trieben dieselben vor sich her über die böhmische Grenze. Da sich die Bürger von Cham dabei besonders ausgezeichnet hatten, verlieh der König der Stadt ein neues Wappen.“
Joseph Anton Moro, Ansässigmachung in Kager – Beginn eines bürgerlichen Aufstiegs
Der Churfürst rief 1803 und 1805 auf, Güter zu zertrümmern, um so die Produktivität wie auch die Bevölkerung im Lande zu vergrößern. Güterverkäufe an angeblich widerrechtlich spekulierende Juden wurden verboten. Zusätzlich wird eine „Allgemeine Verordnung Die Beförderung der Heurathen auf dem Lande“ erlassen.

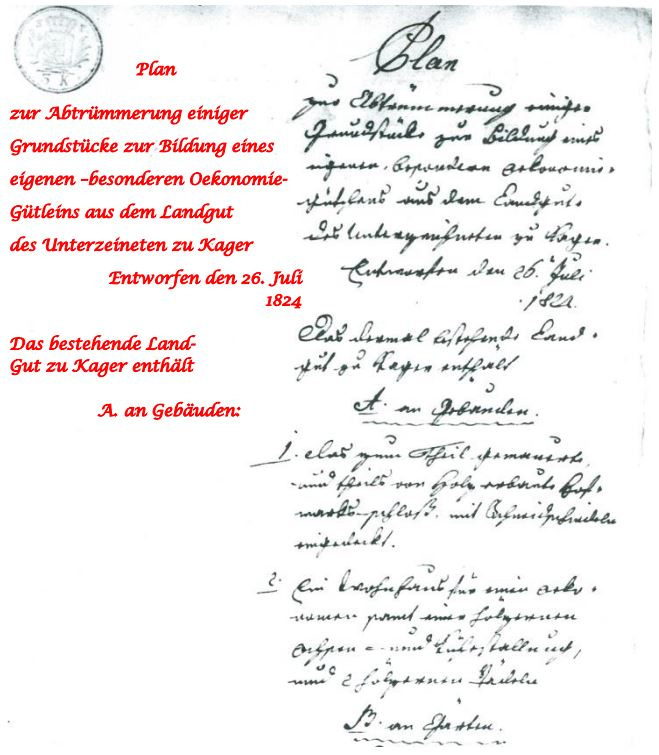
Anton Moro Güterabtretung 1824 Seite 1

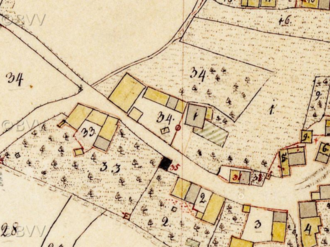
Kager um 1830: Nr. 1 – Aufnahme im Schloss 1805, Nr. 34 – Schenkung des Ökonomiegebäudes 1824, Nr. 33 – Neubau 1826
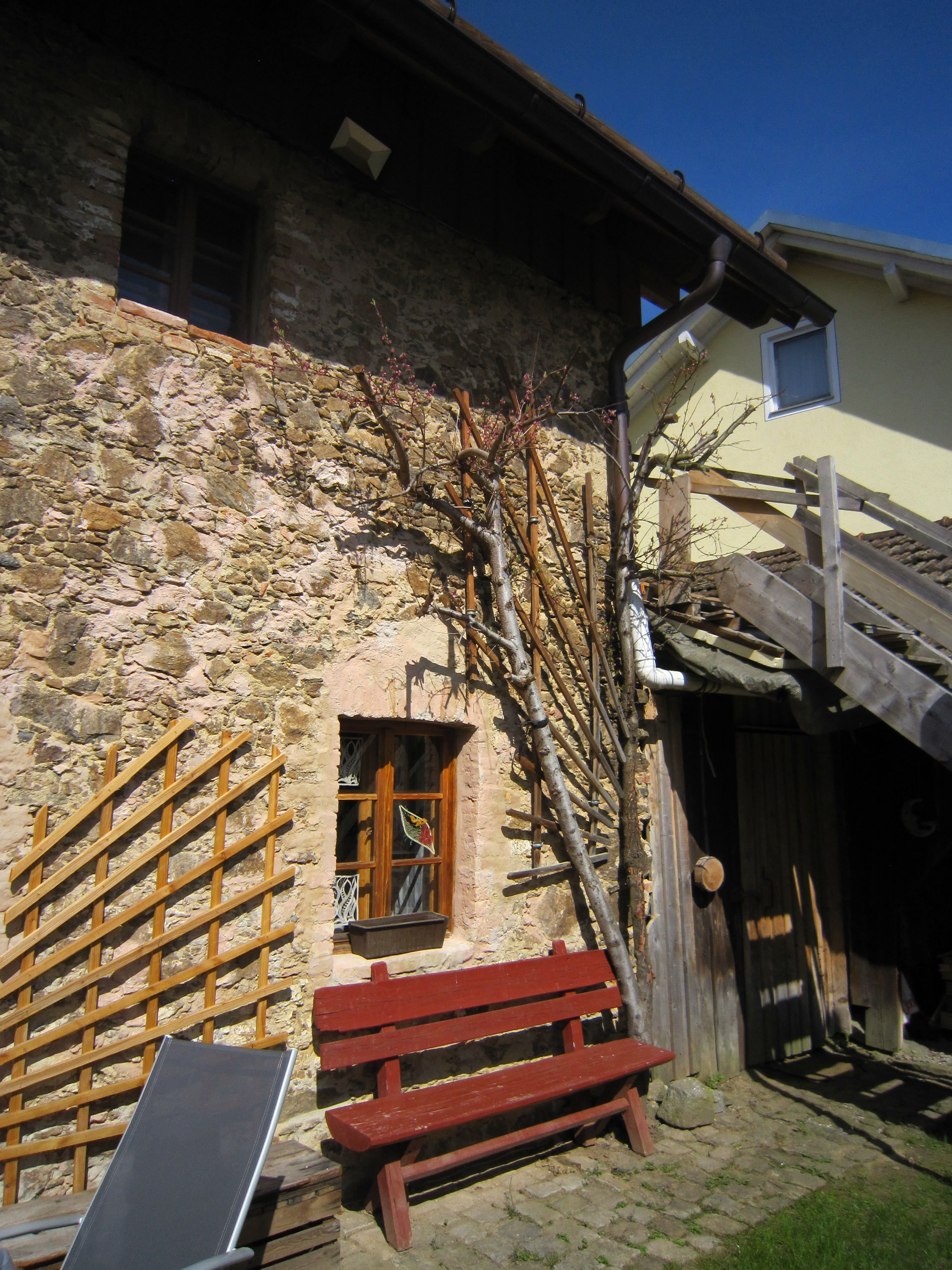
Ehemaliges Ökonomiegebäude des Schlosses Kager, stark verändert, denkmalgeschützt
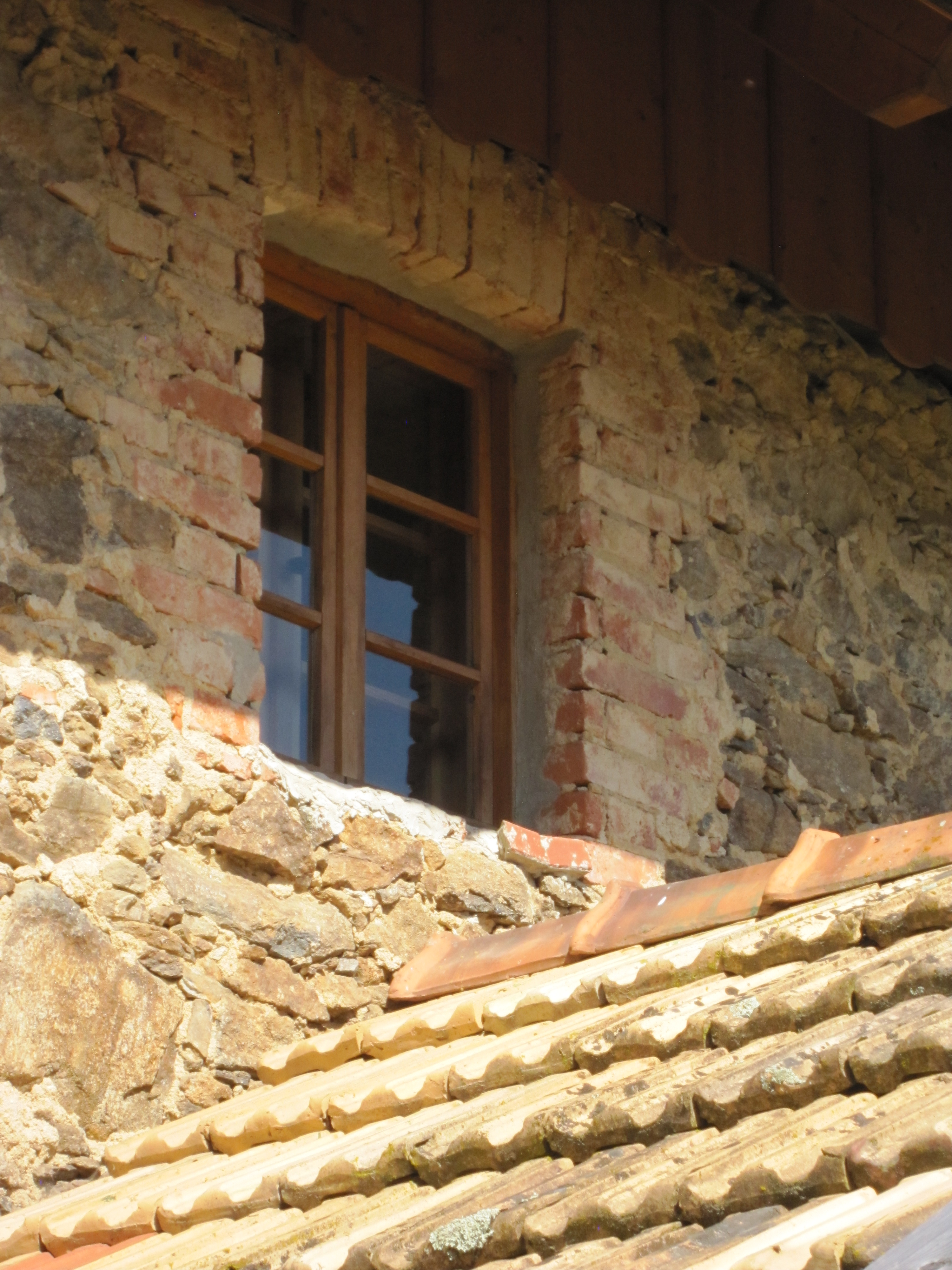
Fenster heute
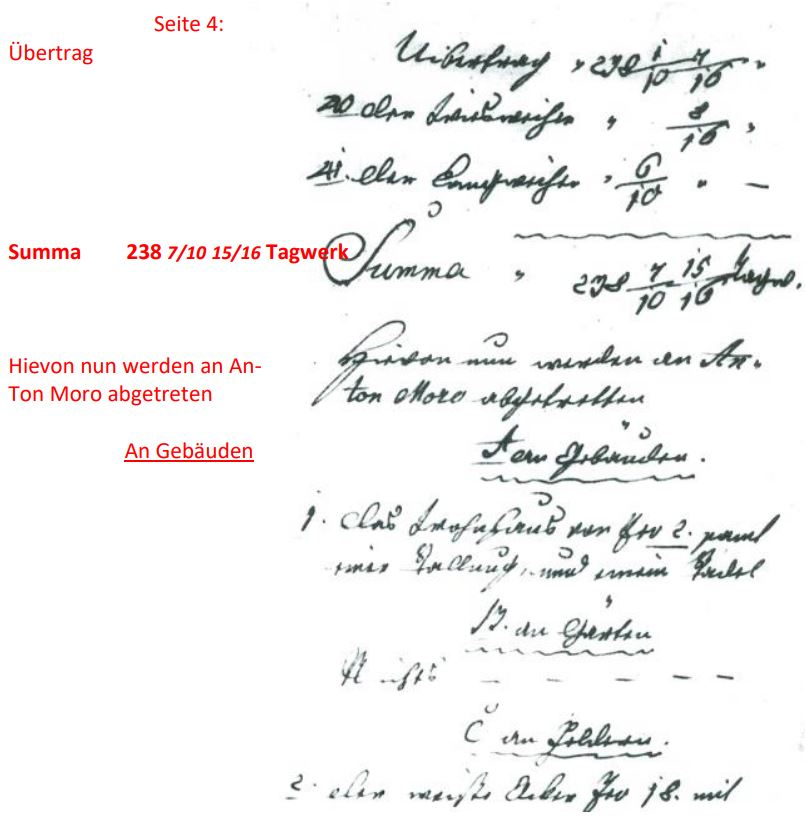
Güterabtretung an Anton Moro 1824 Seite 4 von 6 Seiten

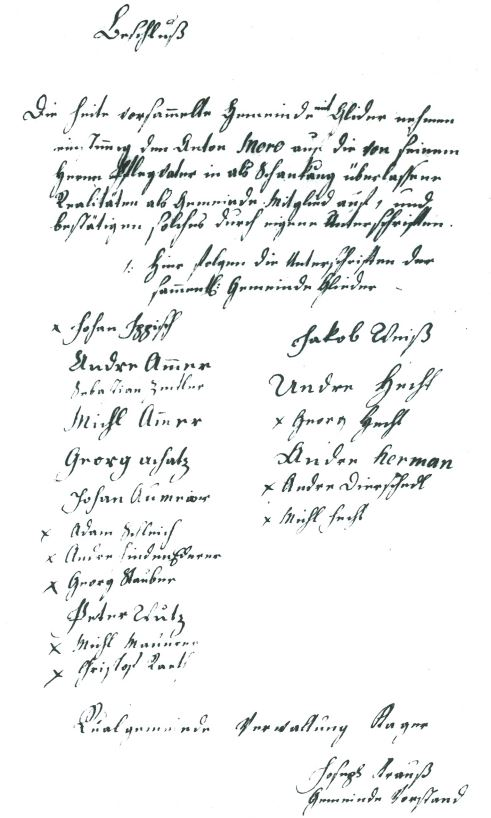
Ansiedlungsbeschluss Anton Moro, Kager 1824

1824 schenkte Andreas von Moro dem Schlosstoni ein „Ökonomie Gütlein“. Von den 240 Tagwerk des Landsassengutes Kager, deren Bestände in der Schenkungsurkunde einzeln mit Nummer und Größe aufgelistet sind, gehen an Schlosstoni:
1. An Gebäuden: Das Wohnhaus für einen Oekonomen mit einer Stallung und einem Stadel.
2. An Gärten: Nichts.
3. An Feldern: Der weiße Acker 1 1/2 Tagwerk, die beiden Bierlfelder je 1/2 Tagwerk, das Hüterackerl 1/8 Tagwerk, das Lampenackerl 1/2 Tagwerk
4. An Wiesen: Den Schmidfleck 1/2 Tagwerk, den Wastlweiher 1 1/4 Tagwerk, das Wiesfleckl an dem Plausen 1/2 Tagwerk

Beim Schloss bleiben:
1. Das Hofmarkschlossgebäude, ein Stall und ein Stadel.Anton Moro, 21 Jahre alt, Neubau eines Wohnhauses und eines Ökonomiegebäudes, Kager 1826
2. Die beiden Gärten.

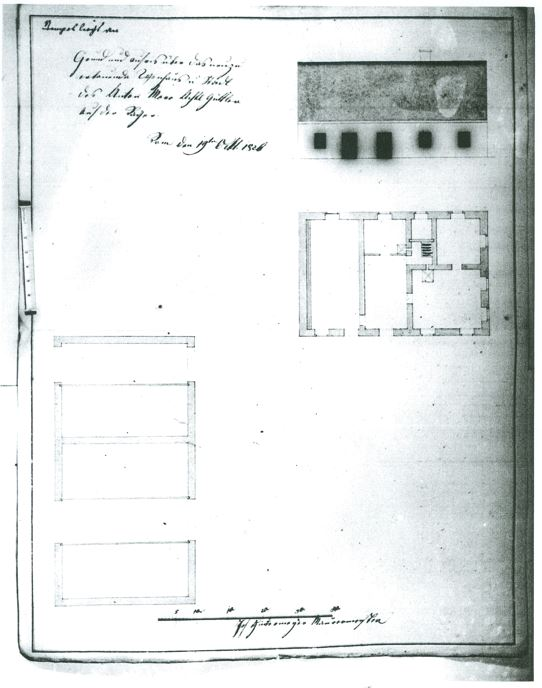
Anton Moro, 21 Jahre alt, Neubau eines Wohnhauses und eines Ökonomiegebäudes, Kager 1826

3. Die nicht geschenkten Felder, Wiesen und Waldungen.
4. Beim Schloss verbleiben auch weitere Anwesen außerhalb Kagers, z. B. die Schmiede in Engelsdorf (1/16 Hof)

Nach dieser Schenkung heiratete Schlosstoni Anton Moro im selben Jahr Barbara Hoecht, Tochter von Andreas Hoecht. Beim Magistrat der Stadt Straubing beantragte es zwecks „Ansiedlungsgesuch“, „dass die Militärpflichtentlassung bey der königlichen Regierung erwirkt werden wolle.“
Die Ansässigmachung war Angelegenheit der Ruralgemeinde Kager, über Jahre hinweg amtlich eingehend geregelt, zuletzt durch die „Königliche Verordnung: Die künftige Verfassung und Verwaltung der Gemeinden im Königreich“: Die Ansässigmachung war eine Gemeindeangelegenheit, basierend auf einem förmlichen Beschluss der Gemeinde-Gesamt-Verwaltung: der Aufzunehmende musste schuldenfrei sein; bei Ansiedelung auf Grundbesitz muss der Wert des Grundbesitzes höher als die Schulden sein, Zustimmung des Grundherren, erfüllte Militärpflicht, guter Leumund, Zeugnisse über Schul- und Religionsunterricht, Benachrichtigung der Armenpflege, Zeugnis des Pfarrers über den Besuch der Feiertagsschule und vieles mehr. Der Ansiedlungsbeschluss, ohne Datum, der Ruralgemeinde Kager erfolgte einstimmig, 17 Gemeindemitglieder unterschrieben. Gemeindemitglieder mussten in der Gemeinde wohnen und dort wegen Grundbesitz oder Gewerbe steuerpflichtig sein; ausgeschlossen waren „Mietbewohner und Inleute“. Gemeindevorstand war 1824 Joseph Strauß. In wichtigen Angelegenheiten hatte der Gemeindeausschuss die Erlaubnis des Land- bzw. Gutherrlichen Gerichts einzuholen (§103, 104), so auch bei Ansiedelungen. Der Gemeindeausschuss ist dem zuständigen Land- bzw. Gutsherrlichen Gericht untergeordnet (§ 129–134). Die rechtlich verbindliche Ansiedlungsgenehmigung für Anton wurde am 17. November 1824 vom Königlichen Landgericht Cham an das Patrimonialgericht Kager gegeben.

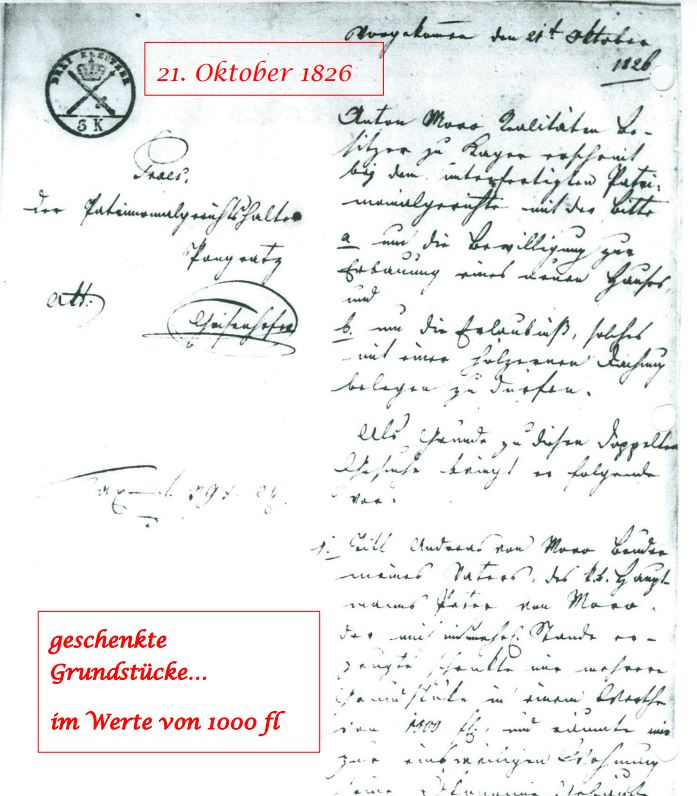
Hausbau Antrag Anton Moro 21. Oktober 1826

Zwei Jahre später, 1826, beantragte Anton Moro den Neubau eines Hauses (damals Nr. 33, heute (2022) Nr. 111). Er verwies darauf, dass er vom Bruder seines Vaters Grundstücke im Werte von mehr als 1000 Gulden geschenkt bekommen hatte; ein stattlicher Betrag, auch im Vergleich zu den Gehältern der Bürgermeister sogar der größten Städte im Königreich. Umfangreiche Bauvorschriften waren zu beachten. So hatten die Lokal-Polizei-Behörden zusammen mit Fachleuten im Frühjahr wie auch im Herbst eine Feuerbeschau vorzunehmen, seit 1791 war kein Haus auszunehmen, weder ein bürgerliches noch ein herrschaftliches. Am 14. Januar 1823 zerstörte eine Feuersbrunst das Hof- und Nationaltheater in München, welches 1825 durch Leo Klenze neu errichtet wurde. Anton Moro wollte und durfte schließlich sein neues Anwesen mit Schindeln bedecken. Auf die Feuerordnung von 1794 wurde 1818 hingewiesen, sie bestand auf der Eindeckung der Häuser mit Ziegeln. Anton Moro bat um eine Ausnahmegenehmigung mit der Begründung, dass die nächste Ziegelei zu weit entfernt sei. Das von Moro'sche Patrimonialgericht Kager unterstützte das Ansinnen am 21. Oktober 1826, das Königliche Landgericht Cham genehmigte am 23. Dezember 1826 den Bau aus Steinen und die Bedachung mit Holzschindeln.

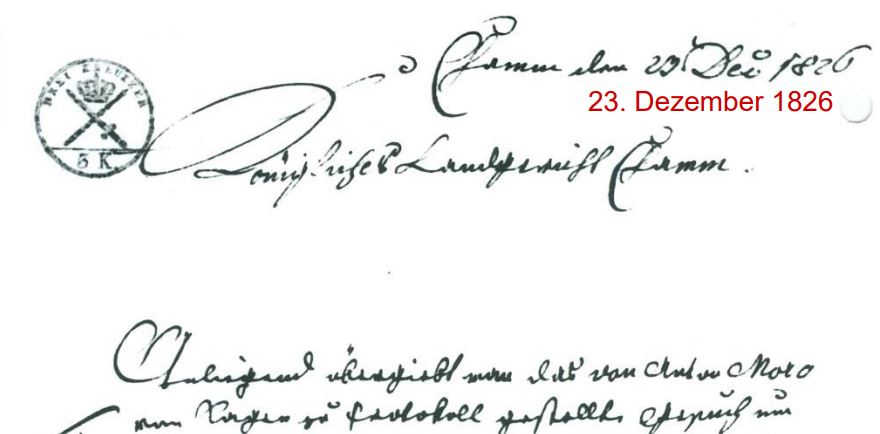
Hausbau Landgericht 23. Dezember 1826 Ausschnitt

Also: Nur zwei Monate zwischen Antrag in Kager und Genehmigung in Cham.
Belehnung mit der Hofmark Hof (Cham) – Ausweitung von Macht und Aufgaben

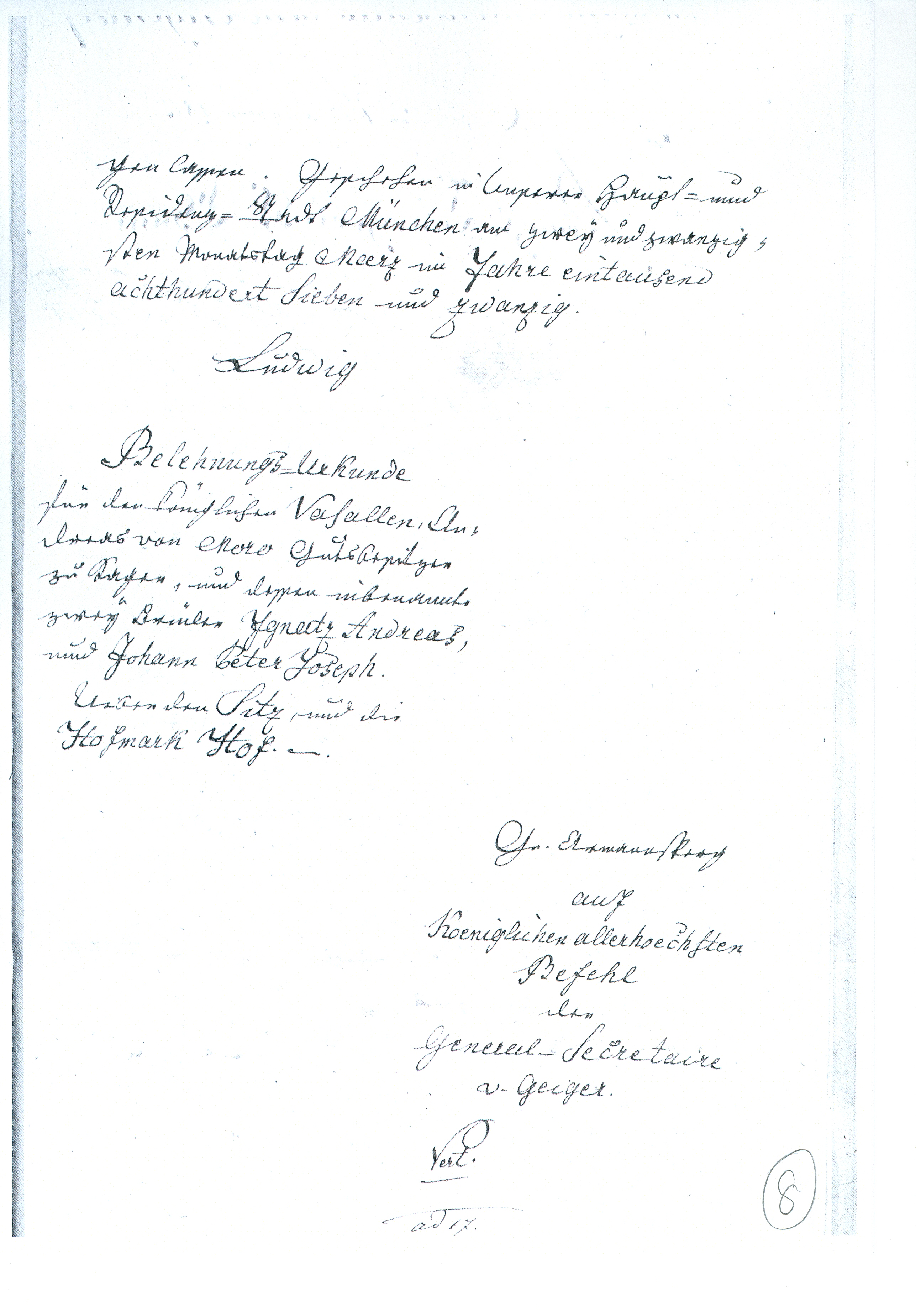
König Ludwig Belehnungsurkunde Hof Cham für die Gebrüder von Moro, Königliches Landgericht Cham

1827 erhielten die drei Söhne von Johann Heinrich von Moro und Sabrina Sinzl von König Ludwig I. die Belehnung für die Hofmark Hof: Franz Andreas von Moro, Gutsbesitzer zu Kager und als Lehensträger für die übrigen Geschwister Ignaz von Moro, „Damenstiftsbeamter zu Sanct Veit“ München, und Johann Peter Joseph von Moro, königlich-bayerischer Hauptmann. Lehen wurden vom König als „Belohnung großer und bestimmter dem Staate geleisteter Dienste“ verliehen (§ 37), "Mann-Lehen der Krone" (1. Titel, I. Kapitel, §1). Fällig wurden zahlreiche Leistungen und Gebühren an den König (3. Titel).
Nicht ohne Bedeutung dürfte die Tatsache gewesen sein, dass Andreas und Ignatz von Moro in Hof bei Cham (Peter von Moro in Straubing) geboren worden und dort aufgewachsen waren und dass ihre Mutter, Sabrina Sinzl mit dem Vater der Moro’schen Lehensnehmer, Johann Heinrich von Moro, verheiratet war. Die Hofmark Hof war 1727 an Johann Franz Sinzl, dem Bruder von Sabrina Sinzl gekommen. Hof gehört heute(2022) zu Cham, der Ort hatte damals (1815) 15 Häuser, 1 Schloss, 1 Mahlmühle. Die Errichtung des Patrimonialgerichts Hof am 5. Januar 1830 bedingte die Lostrennung von der landgerichtischen Gemeinde Chammünster und die Bildung einer selbständigen patrimonialgerichtischen Gemeinde Hof. Eine "gutsherrliche Gerichtsbarkeit" konnte nur von einem Adeligen ausgeübt werden (Art. 26 und Art. 133); Sinzl war nicht adelig.
Andreas von Moro starb 1829, Johan Peter Joseph von Moro wohnte weiterhin in „Hof bei Kamm“.

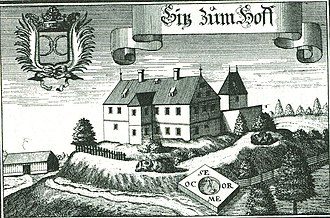
Schloss Hof bei Cham, Stich von Michael Wening 1721
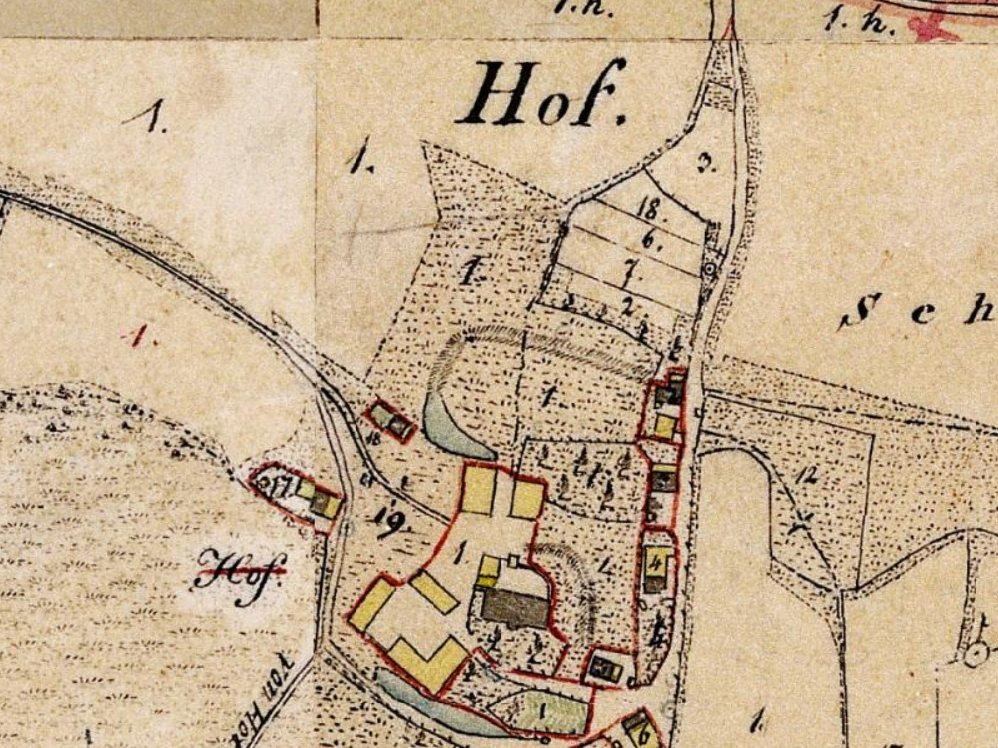
Hof bei Cham: Nr. 1 Hofmarksgebäude

Johan Peter Joseph von Moro – treuer Soldat der Wittelsbacher
Johan Peter Joseph von Moro, geboren am 8. November 1775 und getauft am 16. November 1775 in Straubing, ging 1828 als Hauptmann 1. Claße ohne besondere Gebrechen in Pension, nachdem er in 39 Jahren an neun Feldzügen teilgenommen hatte, auch am Feldzug nach Russland.
Stellung der Wittelsbacher in Bayern
Kurfürst Karl Theodor begründete wie alle Wittelsbacher seine Stellung mit drei Säulen: Gott – ‚von Gottes Gnaden‘ – Erbschaft – ‚in allen unseren Erbstaaten göttliche ‚Vorsehung‘. Max Joseph fordert von seinen Untertanen noch am Sterbetag(!) von Karl Theodor am 16. Februar 1799 in seinem „Besitz-Ergreifungs-Patent“, als der „angebohrene rechte Landesherr (…) unverbrüchliche Treue und unweigerlichen Gehorsam (…) wie es frommen und christlichen Unterthanen gegen ihre von Gott verordnete Landesherrschaft und Obrigkeit gebühret“. Am 17. April 1799 ordnet Max Joseph die Titulatur „von Gottes Gnaden“ auf allen churfürstlichen Schreiben an. Am 1. Januar 1806 gibt er bekannt, „zur Begründung der Unabhängigkeit der Uns von der Vorsehung anvertrauten Nation,…den Titel eines Königs von Bayern anzunehmen…“. Später wird neben ‚von Gottes Gnaden‘ und ‚Vorsehung‘ auch folgende Legitimation genannt: „Im Namen der heiligen und untheilbaren Dreifaltigkeit“.
Regelung und Aufrüstung des Militärs
Bereits 1801 ordnet der Churfürst an, dass jährlich gemäß vorgegebener "tabellarischer Formulare" der Zustand der Armee erfasst wird. Am 22. April 1803 wird die "churfürstlich-baierische Armee" in Divisionen und Brigaden eingeteilt, und Peter von Moro kam in die niederbairische Brigade mit Generalmajor von Deroy mit Standort Landshut, Garnison Straubing. Um die besondere Bedeutung ehemaliger Offiziere für die Öffentlichkeit augenscheinlich zu machen, schreibt der Churfürst am 25. Juni 1803 vor, dass "quittierte baierische Offiziere" die vorgegebene Uniform zu tragen haben und "im militärischen Kostüme" zu erscheinen haben. Verdienstorden im Komplex Militär, "Militär-Max-Joseph-Orden", goldene und silberne Ehrenzeichen von seiner königlichen Majestät, der Orden der Ehren-Legion des Kaisers von Frankreich bzw. des Königs von Italien und die namentliche Nennung jeder Beförderung von Offizieren im Königlich-Baierischen Regierungsblatt, sollen Ansporn sein. Die Verpflichtung der churpfalz-baierischen Untertanen zum Militärdienst wurde 1805 straff geregelt: Zahlreiche Ausnahmen durchlöcherten jedoch die Verbindlichkeit zum Kriegsdienst: Menonisten und Juden konnten sich freikaufen (§3), befreit wurden "wegen Standes": Geistliche, Alter Adel (§§ 4–7), Verwaltungspersonal, Kammerschreiber und Kammerdiener des Adels, Personal der Hofstäbe wie auch öffentliche Lehrer an Universitäten oder Gymnasien, Ärzte, Advokaten, Künstler, Beschäftigte in Bergämtern für sich und die Söhne, Revierförster, Besitzer von Gütern und Häusern, Fabrikanten, Handelsleute. Die Rekrutierung wurde präzise geregelt (§§ 11 ff.): jährliche Listen mit Namen und Vornamen, Stand der Eltern und deren Söhne, Hausnummern, Geburtsdaten, Brauchbarkeit, Entbehrlichkeit, Größe der Söhne und deren Verhalten; Strafen bei Widersetzlichkeit.
Die „Einquartierungs- und Verpflegungs-Norm der baierischen Truppen im Inlande und zur Friedens-Zeit“ regelt König Max Josef 1808 sehr detailliert. Offiziere "genießen freies Quartier mit Dach und Fach ( das heißt: mit Liegerstatt, Beheizung und Licht" (§3) und „die Zulage einer Viertels-Gage“ (§6), der Soldat Hausmannskost, wobei die Orts-Obrigkeit auch für die Unterkunft zu sorgen hat (§5). Die Belastung für die Versorgung fremder Truppen wird auch gleichmäßig auf alle Untertanen verteilt: Sollte aber ein "Quartierträger" die Menge der vorgeschriebenen Naturalversorgung, die recht reichlich bemessen war, nicht liefern, besorgt die Behörde diese, wobei der Quartierträger die Rückerstattung verliert (Allgemeines Regulativ der Konkurrenz zu den Kriegslasten, § 7). Bei Vorspanndiensten werden An- und Anfahrt nicht vergütet (§ 23), und nur ein Drittel der Zugtiere eines Ortes darf eingezogen werden (§ 17).
In der „Konföderations-Akte der rheinischen Bundes-Staaten“ von 1807 verpflichtete sich Baiern nach Frankreich zu dem größten Truppenkontingent: Frankreich 200 000, Baiern 30 000 alle anderen 16 Staaten zusammen 33 000 Soldaten.
Viele wollen sich dem Dienst beim Militär entziehen. Die Gerichte veröffentlichen die Namen, Wohnort und Beruf der betreffenden Männer. Beispiel: Landgericht Cham, 6. Januar 1807: Leibtums-, Inmanns-, Hüters-, Häuslers-, Söldnerssohn, Knecht: 62, Bauern oder Halbbauern: 25, Handwerkersöhne: 11, ohne Berufsangaben: 2.
1812 regelt das Konskriptionsgesetz die Erfassung der Soldaten noch engmaschiger: In die Listen sind auch Insassen von "Irrenhäusern", Gefängnissen, Arbeitslagern aufgenommen worden (Art. 20), Bezirke müssen Ersatz für diejenigen stellen, die sich nicht der Musterung stellen (Art. 53), nur Familien, die bereits drei Söhne im Feld verloren hatten, mussten keinen Sohn mehr stellen, ('Achter Titel'): "Widerspenstige" verlieren ihren gegenwärtigen und künftigen Besitz, auch Eltern haften mit ihrem Vermögen für ihre Söhne, schließt ein Deserteur die Ehe, so ist diese ungültig (Art. 192).
Russlandfeldzug 1812
Auf dem Weg nach Russland ließ sich Napoleon, „der das Schicksal der Welt in Händen hält“, feiern, Kavaliers, Damen, gekrönte Häupter, Glockengeläut, Triumphbogen, Kandelaber, steigende Raketen, 30 000 Lampions, Brillantfeuerwerk, Gondeln mit Zuschauern, ländliche Partien, niedlich gekleidete Kinder begrüßen Napoleon, teuerste Geschenke aus Gold, Edelsteinen und Uhren auch an die einfachen Bedienungen vor Ort. Dies über Tage hinweg. Über hunderttausend Thaler innerhalb von zwei Tagen, Theater, Strahlensonne. Eigene Französische Köche mitgebracht. Auf Rechnung der anderen Völker wurden von Frankreich Richtung Russland verschickt: silbernes Tafelgeschirr, Tafelwäsche, Weine... Nach der Niederlage in Russland und nach der Flucht tönte Napoleon in Paris, er habe "diese verwilderte Menschenklasse" in Russland nicht aus der Sklaverei befreien wollen, obwohl er oft darum gebeten worden sei.
Der Kriegsverlauf, einzelne Szenen:
Bayern stellte 36.000 Soldaten, Österreich 30.000 und Preußen 20.000.
Der kommandierende General Bernhard Erasmus von Deroy schrieb im Juli 1812 an den bayerischen König: „Das Essen ist schlecht, und Schuhe, Hemden, Hosen und Gamaschen sind inzwischen so zerschlissen, dass die Männer in Lumpen und barfuß marschieren. Damit sind sie für den Dienst wertlos. Darüber hinaus bedauere ich, Majestät mitteilen zu müssen, dass dieser Zustand zu einem bedenklichen Nachlassen der Disziplin geführt hat und Depression, Mutlosigkeit, Unzufriedenheit, Ungehorsam und Insubordination dermaßen um sich gegriffen haben, dass nicht absehbar ist, was geschehen wird.“ Am 14. Juli 1812 schnitt sich Major Lindner auf dem Vormarsch nach Russland in seiner Hütte mit seinem Rasiermesser den Hals durch; man fand ihn am Morgen in seinem Blute liegend. Lindner war im 4. Linien-Infanterieregiment Kamerad von Kapitän Peter von Moro. Mehrere Soldaten aus dem Chamer Land befanden sich im selben Regiment, das zuvor in Regensburg stationiert war. Die Belastungen waren immens: Marschtempo entweder 76 Schritte pro Minute oder 100. Manche Einheiten ließ man zweiunddreißig Stunden lang am Stück marschieren und bis zu 170 km zurücklegen. Bei Halt sanken die Männer zu Boden und in einen Tiefschlaf, ohne sich eine Mahlzeit zu kochen. Viele verhungerten. Mückenschwärme quälten. Pferde und Soldaten litten an Durchfall. Durst bei 36 Grad Hitze. Das Wasser versickerte im sandigen Boden, Brunnen waren rar. „Die Soldaten gruben Löcher in die Erde und warteten, bis sie mit Wasser gefüllt waren, aber das wimmelte so von Würmern, dass man es erst durch Taschentücher filtern musste.“ Die Soldaten tranken Pferdeurin, der sich in den Hufspuren und Spurrillen gesammelt hatte. „Der Wegrand war voller Exkremente, es lagen dort auch Pferdekadaver und die Leichen von Soldaten.“ Auf einigen Strecken musste man die Luft anhalten, man konnte nicht mehr atmen. Manche desertierten, hunderte brachten sich um. Und dann Folgendes: Deroy fällt am 18. August 1812. Das 4. Linien-Infanterie Regiment von Peter von Moro war unmittelbar in den entscheidenden Vorgängen involviert. Großer Trauergottesdienst in München. Der bayerische König nimmt nicht teil. Obwohl die Zeitungen in Bayern ‚vom König privilegiert‘ sind und vor der Veröffentlichung Exemplare vorlegen müssen, wagt eine einzige auf der ersten Seite zu berichten (Beide Absätze zusammen zeigten, dass die Zeitung erst am Abend ausgegeben wurde.): „Seine Majestät der König sind heute um 4 Uhr… nach Lindau abgereist, um die Arbeiten am neuen Hafen in Augenschein zu nehmen. (Absatz): Heute wurden in der Pfarrkirche zu Unserer Lieben Frau die Exequien für den (…) General der Infanterie, Reichsgrafen v. Deroy, mit viel Feierlichkeit gehalten, welchen die öffentlichen Civil- und Militär-Autoritäten, das Korps der Offiziere der Nationalgarde, und viele andere Personen beiwohnten, die dem Andenken des ruhmvoll Verstorbenen einen letzten Beweis der Verehrung geben wollten.“ Pikant wird die Sache, wenn man zur Kenntnis nimmt, dass Wochen vorher öffentlich verkündet worden war, dass die Arbeiten in Lindau beendigt sind. Und der Rückzug: „Nur sehr wenige hatten noch die gewöhnliche Fußkleidung. Alte Hüte,(…) Stücke aus Tuch und Schaffelle um die Füße gebunden; um Kopf und Schulter zerrissene Strohmatten, frisch abgezogene Pferdehäute (…) übergehangene Weiberröcke (…) Priestermäntel (…) Rabbiners Talaren und russische Frauen-Mützen(…).“ „Über den Schultern Quersäcke von halbfaulem Pferdfleisch (…) mit den schmutzigsten, halbverbrannten, zum besseren Schutz vor der Kälte einen über den anderen hängenden, von Ungeziefer wimmelnden Lumpen bedeckt.(…) Vom Schmutz und Rauch des Bivaks verstellte Gesichter, mit hohlen erloschenen Augen, zerwirrten Haaren und langem ekelhaften Bart von Eiszapfen behangen.(…) Mit untergeschlagenen Armen, um die Hände zu verwahren, und tief verhülltem zur Erde gebeugtem Gesicht wankten, ohne umzusehen, Offizier und Soldat neben einander fort.“ „Hier erfuhren wir, dass Napoleon ganz nahe von uns (…) ohne Abschied die Armee im allgemeinen Elend verlassen hatte. Ihm, dem Urheber davon, folgten die Verwünschungen der Zurückgelassenen. Sein Name war der letzte Fluch von vielen, die an demselben Tag noch der tötenden Kälte erlagen.“ „…überall tote und sterbende Menschen und Pferde (…) weggeworfene Waffen (…) alle Häuser darneben in Brand gesteckt, um den Vorüberziehenden einen Augenblick zur Erwärmung zu dienen (…) Gleichgültig vernahmen das Angstgeschrei und das Gestöhne dieser Sterbenden die außen sich Wärmenden. Jedes Gefühl von Menschlichkeit oder Mitleiden war schon lange verschwunden vor dem instinktartigen Trieb der Selbsterhaltung.“ „in den Spitälern (…) nebst einigen 1000 aufgeschichteten Leichen 5000 verschmachtende Kranke.“ Laufend Kosakenüberfälle. Glatteis. „Schon hatte sie die Kälte durchdrungen, (…) sinken sie in den Schnee, sie röcheln und haben ausgelitten. Die Nächsten fallen über sie her, und ziehen sie, oft ehe sie ganz tot sind, ganz nackend aus, um sich mit ihren Lumpen zu behängen. Hatte einer noch Schuhe, vielleicht gar einen kleinen Vorrat von Mehl oder Brod noch verborgen, so schlug man auf Leben und Tod sich darum, wie um das Fleisch der gefallenen Pferde(…) Wer fiel, (…) rief vergebens um Hilfe; er ward keines Blickes gewürdigt, und wenn er auch im Namen des Heiligsten beschwor.“ Vom Russlandfeldzug 1812 kehrte Peter von Moro im Frühjahr 1813 mit erfrorenem Bein nach Bayern zurück. Von den 35799 bayerischen Soldaten kamen 2297 zurück, die anderen „waren in Russland geblieben: auf den Landstraßen erfroren oder in den Pesthöhlen der Lazarette gestorben, von den Kosaken verschleppt oder von den Einwohnern erschlagen“.
Nach dem Feldzug 1812
Peter von Moro

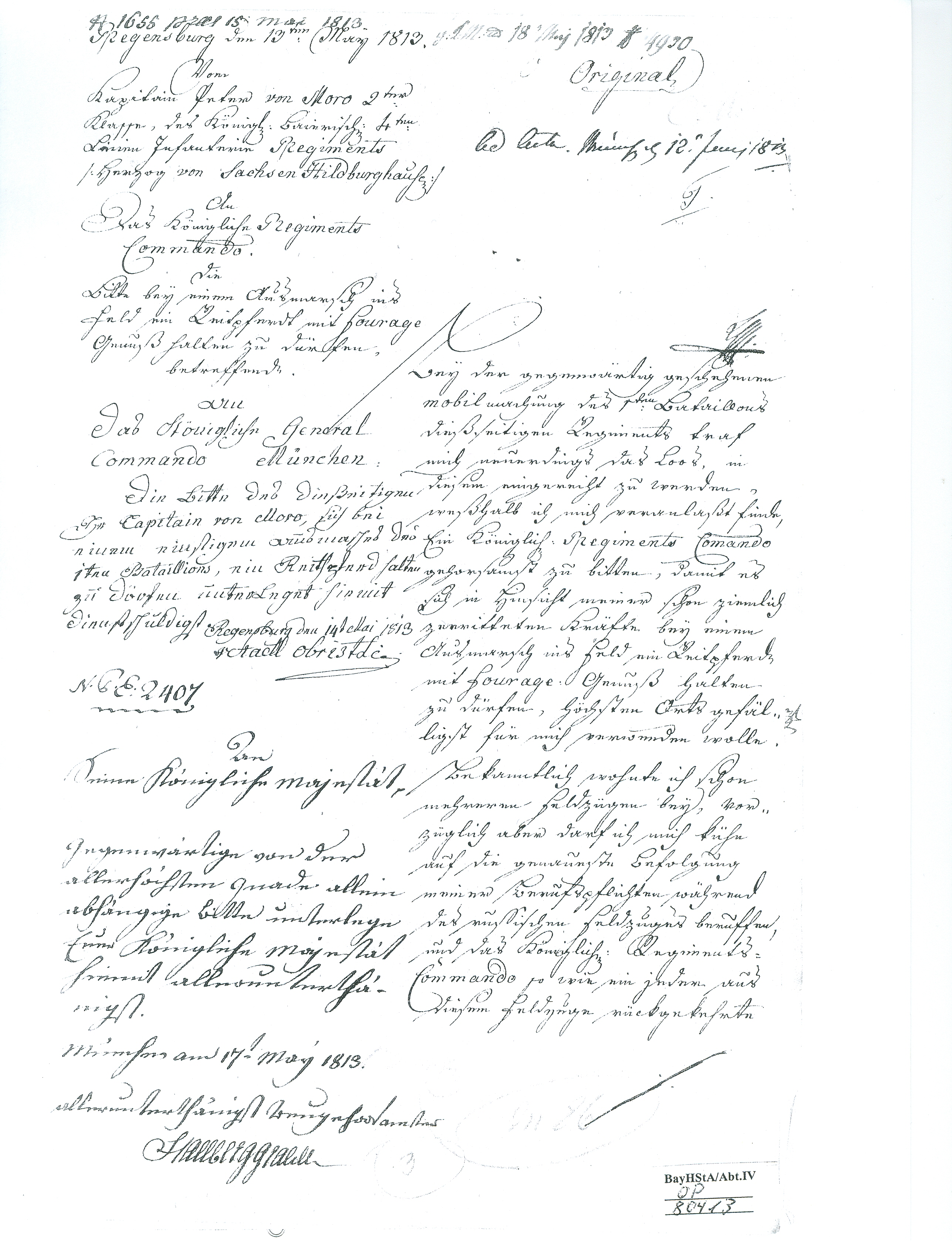
Brief von Peter von Moro 1813 Seite 1 von 3; BayHStA/Abt.IV OP 80413

Er schreibt im Mai 1813 zusammen mit einem Attest des Regimentsarztes über das Regimentskommando an die Königliche Majestät. Hier Seite 1 des dreiseitigen Briefes, die linke Hälfte zeigt die Stellungnahme der Vorgesetzten. Der Bittsteller weist auf der rechten Hälfte des Blattes in druckreifer Schrift darauf hin, dass er
1. durch das Los bestimmt worden sei, sogleich wieder einzurücken,
2. immer, vor allem auch im Russlandfeldzug, seine Berufspflichten besonders beachtet hat, und bei allen Vorfällen zugegen gewesen war,
3. ein erfrorenes Bein habe,
4. körperlich ausgelaugt sei,
5. beim Ausmarsch ein Reitpferd benötigte.

Der König

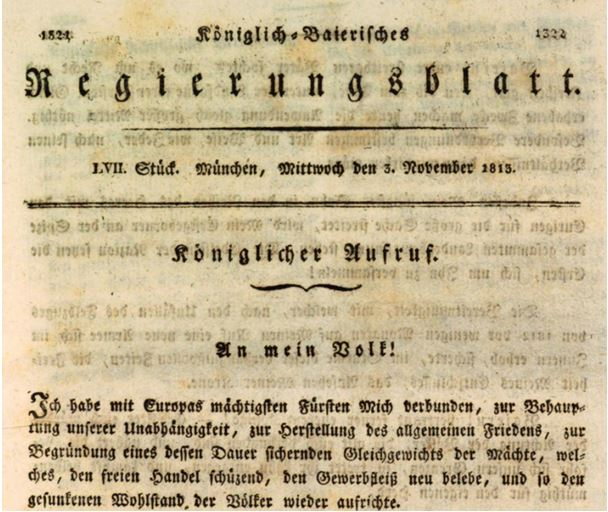
König Max Neuanfang 1813 nach dem Desaster von 1812

Der Rückzug der Bayern, die „der angebetete König“ (so im Vorwort!) nach Russland geschickt hatte, war ein Desaster, das der König im Oktober 1813 anders umschreibt: „Unfälle von 1812“: 38000 Soldaten geschickt, „es gäbe wenige Familien, die nicht jemanden verloren hätten“. Die Nation, welcher „keine Opfer zu schwer scheinen“, habe „ihre Liebe für den angebeteten Souverän bewiesen“. Und er dankt „der göttlichen Vorsehung, (dass Bayern) von den verheerenden Unfällen frei geblieben ist, welche die Geißel des Krieges über benachbarte Staaten gebracht hat“. Und dann dieses magische Können: Er habe „gleichsam durch einen Zauberschlag eine neue Armee geschaffen (…) zum Ansehen Meiner Krone“. 

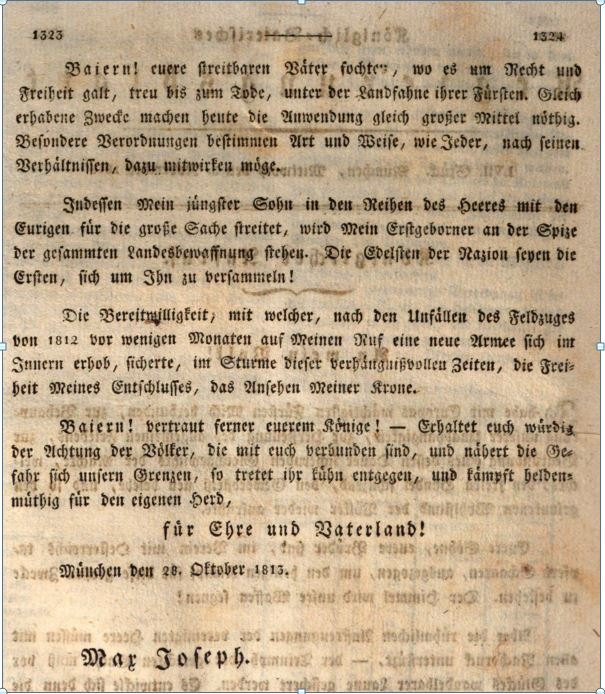
Für Ehre und Vaterland 1813

 Vorausgegangen war der durch General von Wrede geschlossene Vertrag von Ried am 8. Oktober 1813, durch den Bayern gezwungener Maßen aus dem Rheinbund aus- und auf die Seite Österreichs trat und durch diesen Bündniswechsel die Garantie seiner Selbständigkeit und seiner Gebiete (Art. IV) erhielt.
Der König griff nun flächendeckend und gründlich durch: Unmittelbar nach dem Russlandfeldzug wird das Strafgesetzbuch verschärft. Das Ausheben der Soldaten wird perfektioniert. Den 'Widerspenstigen' wird beginnend am 15. August 1813 Straffreiheit versprochen, sollten sie sich "binnen sechs Wochen" stellen. Die "Militärischen Strafgesetze" werden präzisiert und drastisch verschärft. "Art. 46: Jede Empörung oder der verabredete Ungehorsam gegen die Oberen zieht die Todesstrafe für die, welche sie erregt haben, so wie für die anwesenden Offiziere nach sich, welche sich nicht durch alle ihnen zu Gebote stehenden Mittel denselben widersetzt haben."
Das gesamte Militärwesen wird überarbeitet. Die Bestimmungen bezüglich Nationalgarde werden im Juli 1813 neu strukturiert: Einteilung, Dienstpflicht, Befreiungen, Bewaffnung, Mobilisierung, Waffenübungen, Verhältnisse der einzelnen Bereiche des Militärs zueinander. Die Landesbewaffnung wird am 27. Oktober 1813 ausgedehnt, "Nationalgarde": "Alle ansässigen Einwohner" haben teilzunehmen, "alle Familien-Väter" unter dem sechzigsten Lebensjahr müssen in die Listen der Nationalgarde III: Klasse eingetragen werden. Die in Staats- oder Hofdiensten Stehenden können sich durch Geld freikaufen (Art. 4). Die Reserven der Nationalgarde II. Klasse haben notfalls die reguläre Armee zu unterstützen (Art. 11). "Freiwilligen Korps" (Art. 16–22) bestehen aus "Jägern" und "Husaren", deren Offiziere u. a. aus Gutsbesitzern bestehen (s. Andreas von Moro, Gutsbesitzer und pensionierter bayerischer Hauptmann), die bereits gedient hatten.
„Die außerordentliche Kriegssteuer“ wird auf jedes Einkommen, auch auf Entlohnung durch Naturalien erhoben, wobei die Größe des Wohnortes bei jeder Einkunft zu berücksichtigen war.
Offensichtlich hat nur Sachsen eine vollständige Liste der Zurückgebliebenen veröffentlicht: Allerdings erst 1866: "Offizielle Verlustliste der königlich sächsischen Armee vom 08. August 1866". In Bayern wurden die gefallenen Offiziere in den Regierungsblättern meist aufgeführt. Gefallene Gemeine wurden nicht erwähnt. Nirgends und niemals! Außer, der Vermisste hätte später etwas zu erben gehabt. Dann wurde dieser auch viele Jahre später offiziell dreimal aufgefordert, sich innerhalb einiger Wochen zu melden. Aus dem Chamer Land sind weniger als ein dutzend Meldungen bekannt. Das Beispiel eines Kameraden von Peter von Moro: „Andrä Haberl, Söldner-Sohn von Pemfling… diente im russischen Feldzuge von 1812 als Gemeiner bey dem königl. bair. 4. Linieninfanterie-Regimente, und wird seit dem 1. Jan.1813 vermisst. Da seine Geschwister auf Auffolglassung seines Vermögens, das sich gegen 400 fl beläuft, dringen, so wird derselbe oder dessen allenfallige Erben hiermit aufgefordert, sich in Zeit 6 Monaten a Dato hierorts zu melden, außerdem das Vermögen gegen Sicherstellung hierorts verteilt wird. Kamm, den 18. Juli 1822. Königl. Landgericht Kamm.“
General Deroy unterstützte Peter von Moro, dies auch unter Hinweis auf seinen Großvater und seinen Vater:

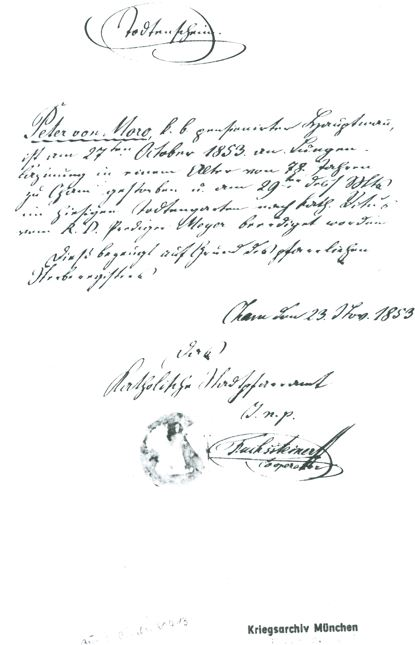
Peter von Moro, Totenschein 1853, Cham

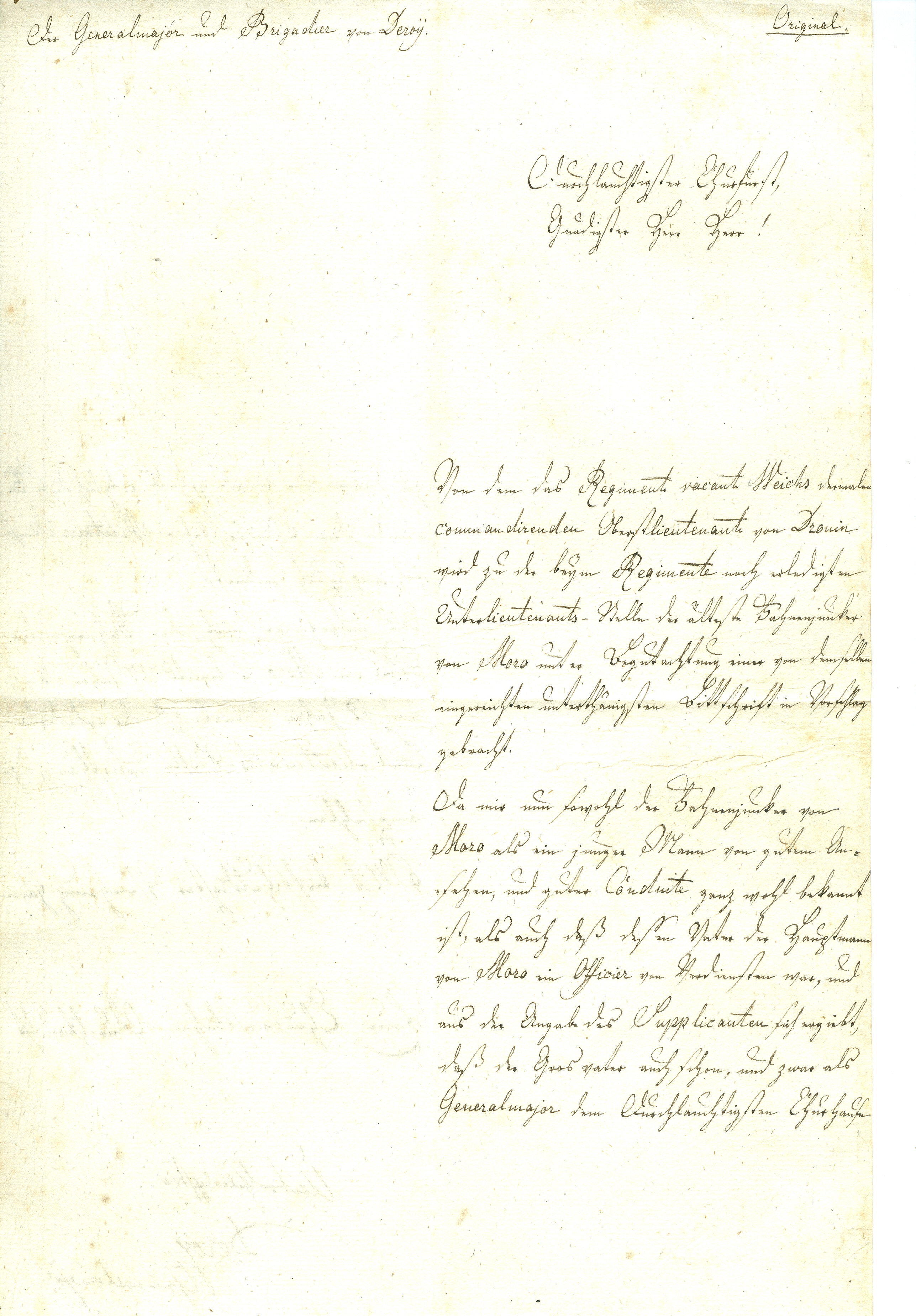
Schreiben von General Deroy für Peter von Moro 1803

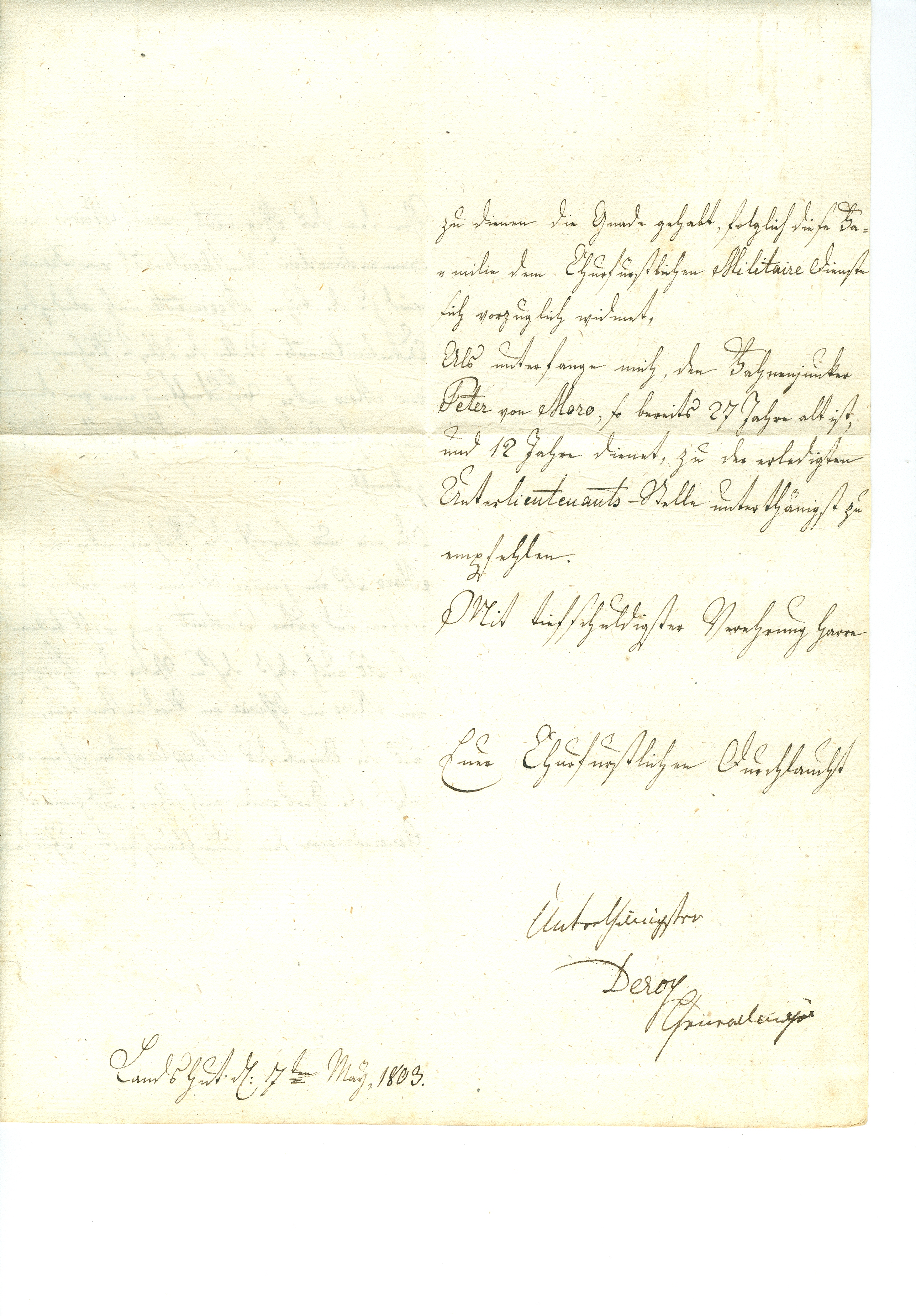
Empfehlungsschreiben Deroy 1803 Seite 2

Peter von Moros Pensionierungsurkunde erwähnt, dass er „sehr viel Geschicklichkeit in den Waffenübungen hatte“, „sich nicht von privaten Angelegenheiten vom Dienst abhalten ließ“, „seine Kompanie aufrecht führte“, „verträglich war“, „gebildete Sitten pflegte“, „immer ziemlich gut angezogen“ war, und: „lebt für seine Person sehr sparsam und führt sich immer gut auf“.
1841 kaufte Peter von Moro in Cham das Haus Nr. 268 an der Stadtmauer für 1200 fl. Am 27. Oktober 1853 starb er an einer Lungenentzündung. Dieses Areal ist den Baudenkmälern in Cham zugeordnet.

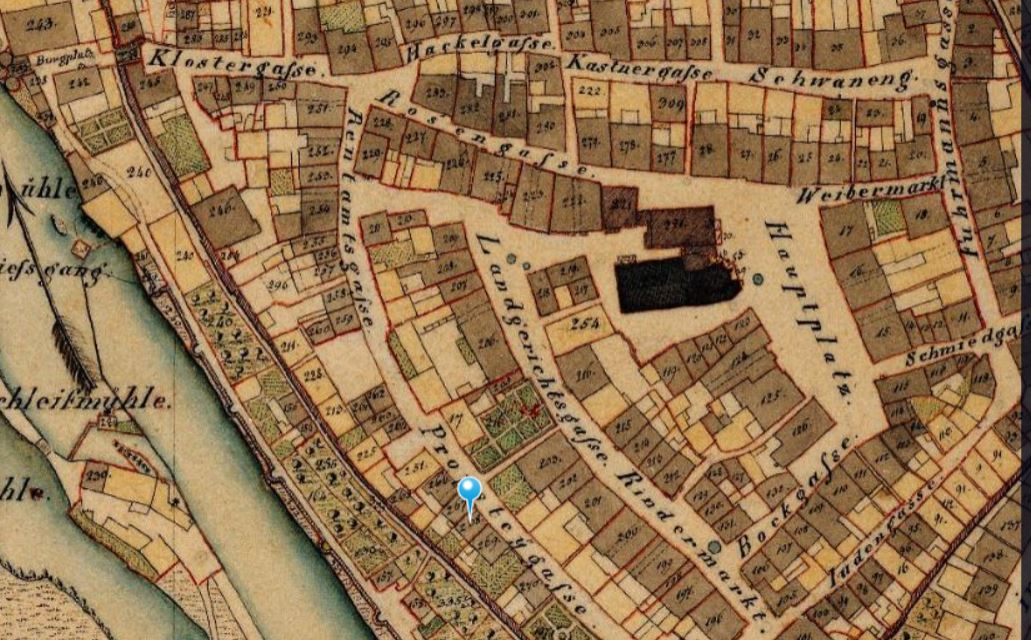
Kauf des Hauses Nr. 268 in Cham durch Peter von Moro, 1841
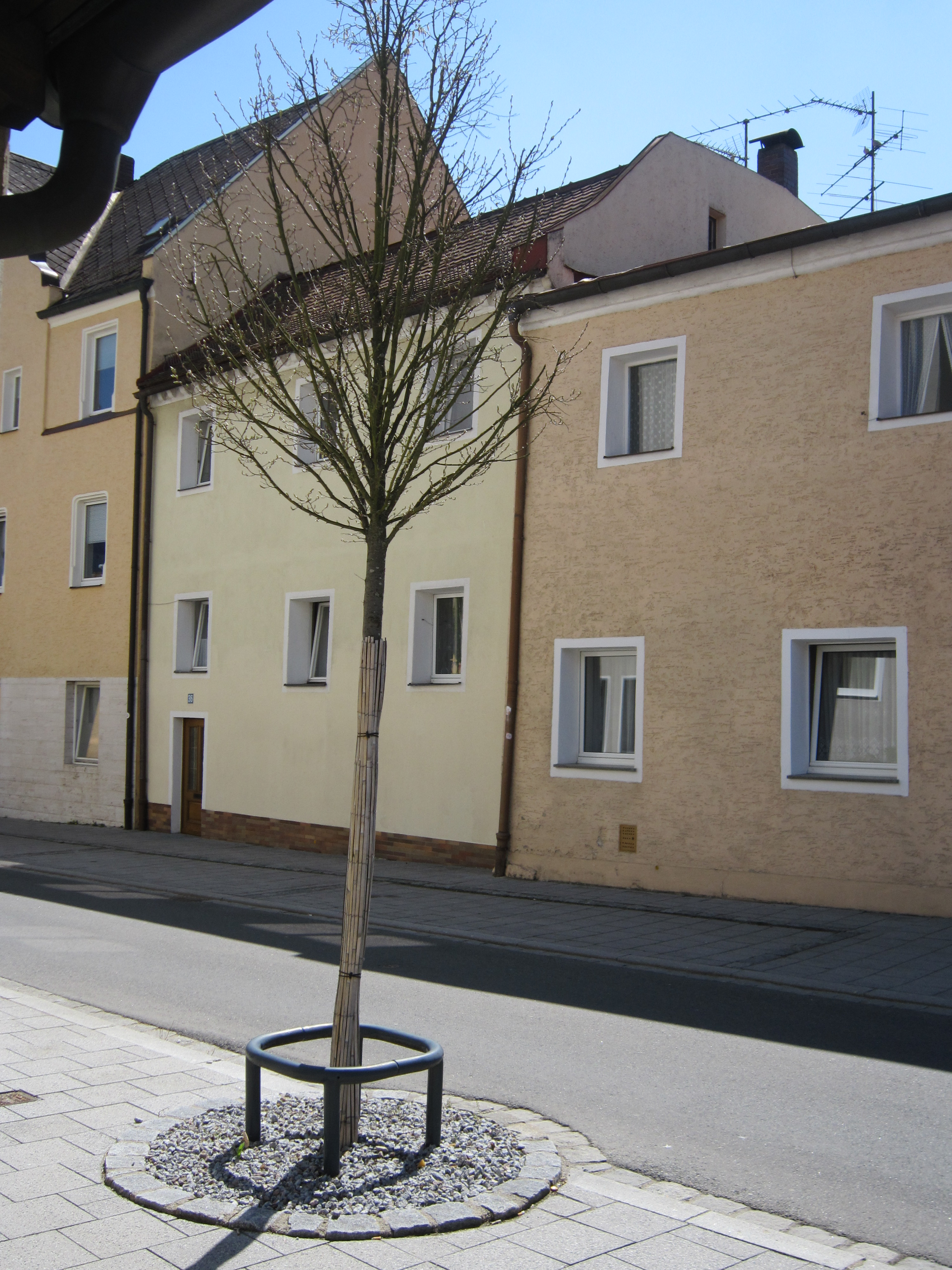
Cham, Propsteistraße 36, 1841 Nr. 268 (2021)
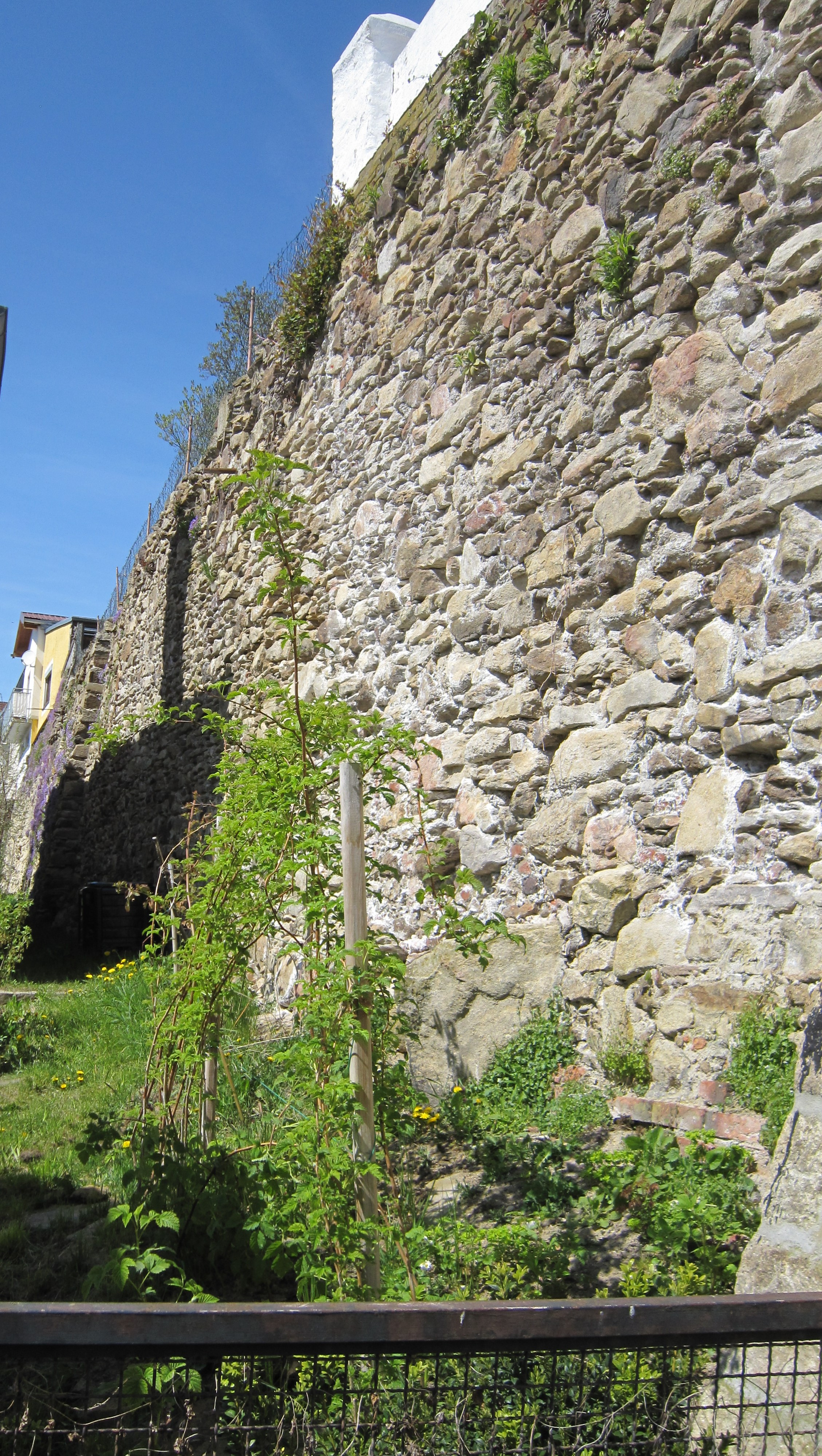
Stadtmauer Westen Cham bei Moros Haus
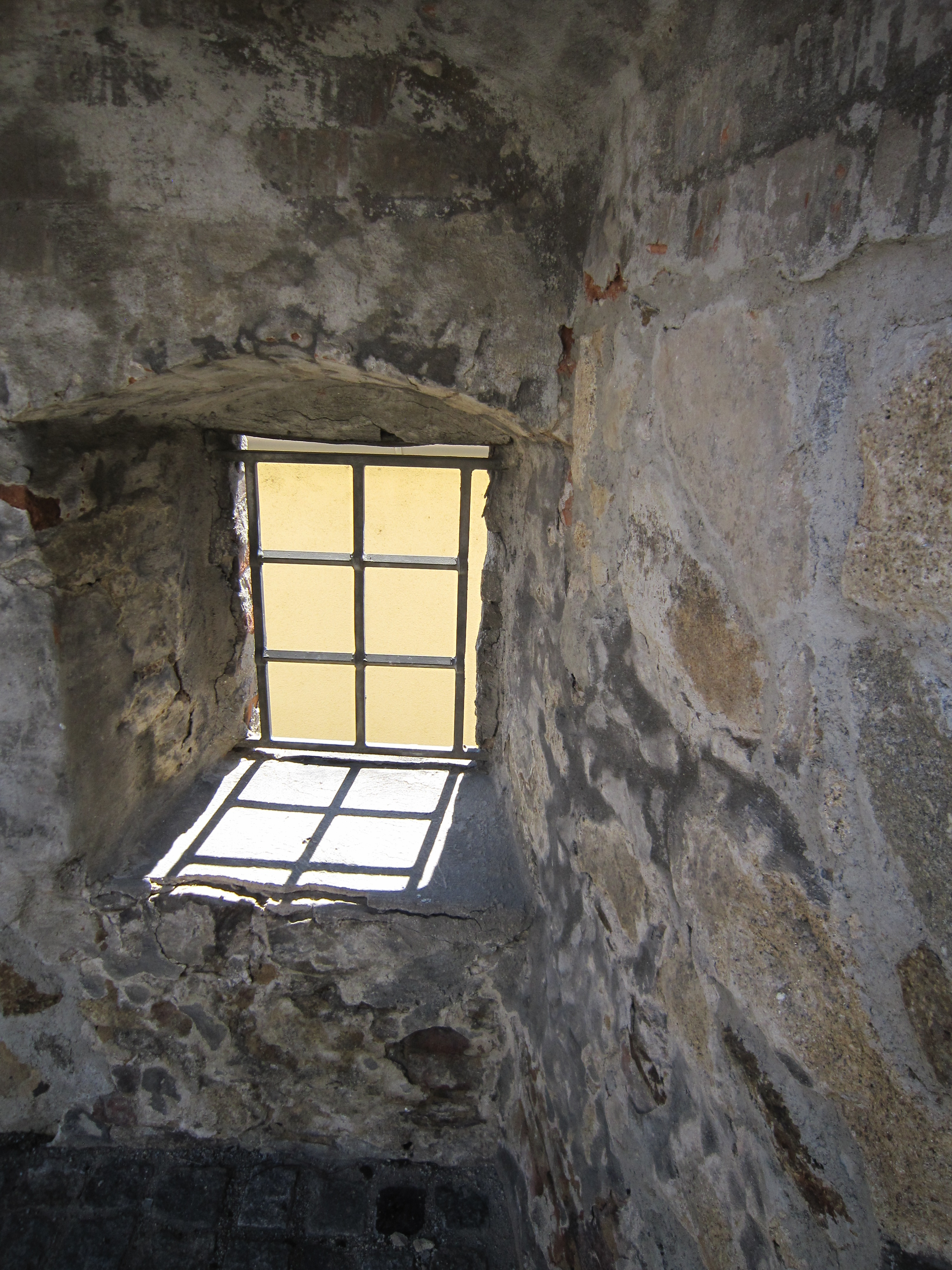
Fenster Stadtmauer Westen Cham bei Moros Haus

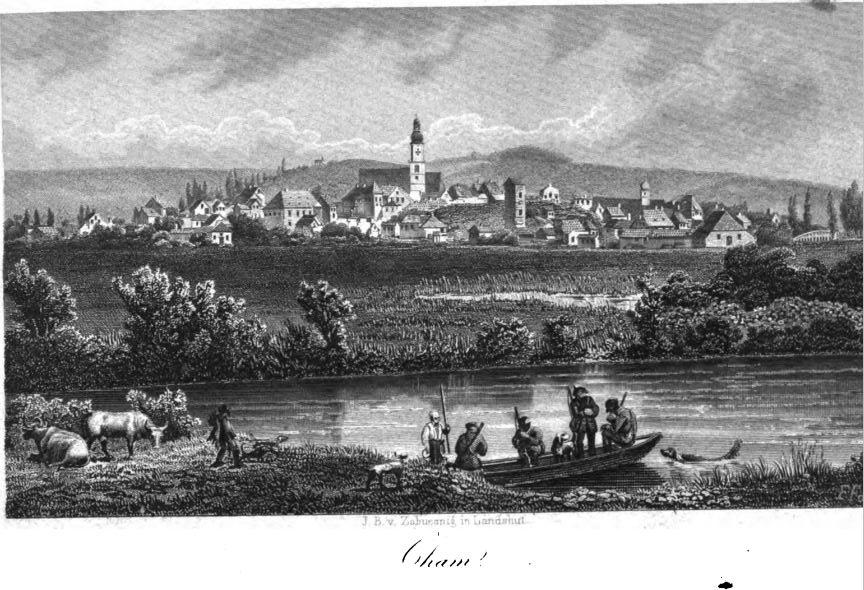
Cham 1850 von Westen

Antonia von Moro, „Besitzerin von Kager“ – die Wohltäterin

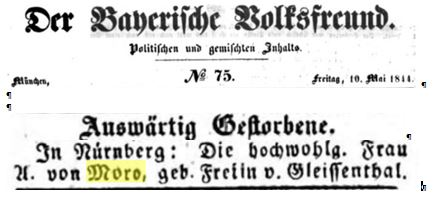
Antonia von Moro, Traueranzeige 1844, Seite 300

Nachdem Andreas von Moro, Inhaber der Hofmark Kager, 1829 gestorben war, wurde die Witwe Antonia von Moro, geb. Freiin v. Gleissenthal, als „Besitzerin von Kager“ geführt. Sie beschenkte Anton Moro im März und Juni 1831 und verkaufte 1831 Teile der Hofmark an das Königreich Bayern. 1832 wurden die gesetzlich festgelegten Entschädigungen gezahlt. 1833 und 1840 beschenkte Antonia von Moro, nun als „vormalige Gutsbesitzerin zu Kager“, erneut ihren Pflegesohn Anton Moro. Antonia von Moro starb 28. April 1844.
1848 wurden alle Rittergüter im Königreich Bayern abgelöst. Entsprechend wurde 1850 die Ablösung der „Moro’schen Relikten von Hof“ bekanntgegeben.
Nachfahren
Barbara (geb. Hoecht, geb. 10. Januar 1802, gest. 20. Dezember 1869) und Anton ('Schlosstoni') Moro (geb. 15. Oktober 1805, gest. 22. Februar 1876) hatten folgende Kinder:
1. Philipertus Andreas de Moro (geb. 28. August 1825, gest. 8. Dezember 1825)[352]
2. Franz Andreas Moro (geb. 10. August 1826, gest. 26. April 1827)[353][354][355]
3. Maria Antonia Moro (geb. 1. Juni 1828[356]); weiteres Mädchen mit diesem Namen: Nr. 7
4. Maria Barbara Moro (geb. 26. Juni 1830, gest. 10. Februar 1850)[357]
5. Maria Theresia Moro (geb. 1. Oktober 1831)[358]
6. Maria Catarina Moro (geb. 28. Mai 1834)[359]
7. Maria Antonia Moro (geb. 24. Oktober 1836, gest. 14. Februar 1840)[360]
8. Josephus Antonius Moro (geb. 4. Mai 1838, gest. 11. Mai 1838)[361]
9. Anna Theresia Moro (geb. 6. Juni 1839)[362]
10. Joannes Baptista Moro (geb. 24. November 1841, gest. 19. Dezember 1919), 'Austragsbauer Kager 33'[363], 18. Januar 1865 Heirat mit Theresia Bucher (Oberdeschenried[364], geb. 1844, gest. 28. März 1914[365])
11. Margaretha Moro (geb. 17. Januar 1845, gest. 17. Januar 1845)[366][367]
12. Josephus Moro (geb. 5. März 1846)[368]

Anton Moro übergab den Hof an seinen Sohn Johann Moro, der Theres Bucher aus Deschenried geheiratet hatte. Johann Moro wurde 1/2 Bauernsohn bezeichnet; der Hof hatte bereits mehr als 50 Tagwerk.
Schlosstoni und seine Frau Barbara starben im nicht weit entfernten Fichthof Nr. 49: Barbara Moro am 20. Dezember 1869, Schlosstoni am 22. Februat 1876. Auf den Fichthof hatte die gemeinsame Tochter Maria Catarina Moro am 21. April 1863 Josef Heimerl geheiratet. Mit diesem hatte sie bereits das voreheliche Kind Andreas Moro (geb. 22. November 1862, gest. 6. Oktober 1939). Dieser Andreas Moro war der einzige überlebende Namensgleiche zum großzügigen Stiefvater.
Dieser Josef Heimerl hatte mit der Schwester seiner Frau, mit Theresia Moro, ein Kind namens Katharina, das Tage nach der Geburt am 28. Januar 1862 starb.
Die Eheleute Johannes und Theresia (geb. Bucher) hatten zwei Söhne: Josef Moro (11. Oktober 1865 – 20. Juli 1927), der am 6. Juli 1891 nach Engelsdorf Nr. 7 heiratete, und Jakob Moro (26. Mai 1879 – 1960), der am 15. Mai 1905 Margareth Weindler (geb. am 26. Mai 1879) in Maierhöfen Nr. 1, Stamsried, heiratete.

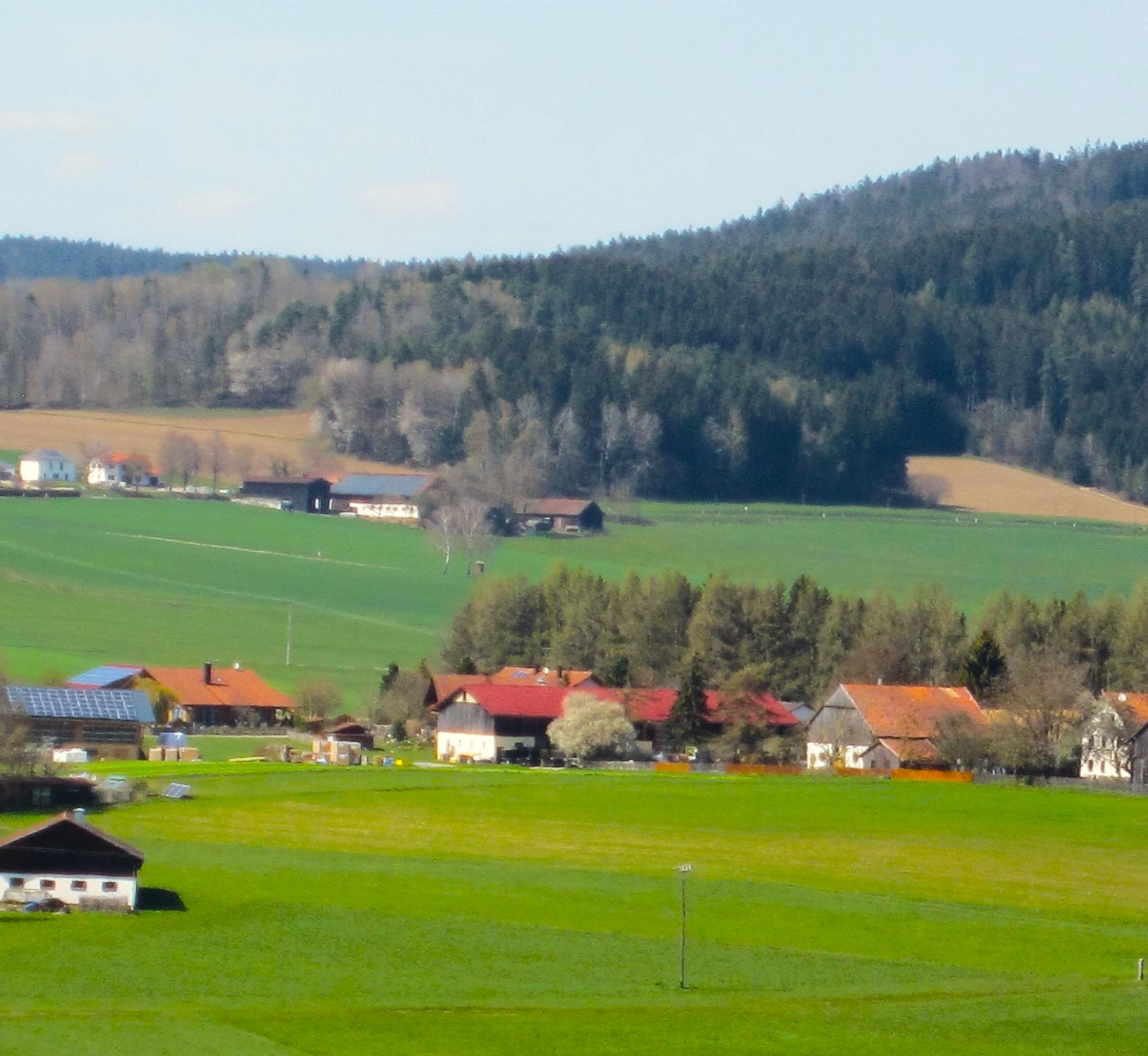
Blick Kager Engelsdorf
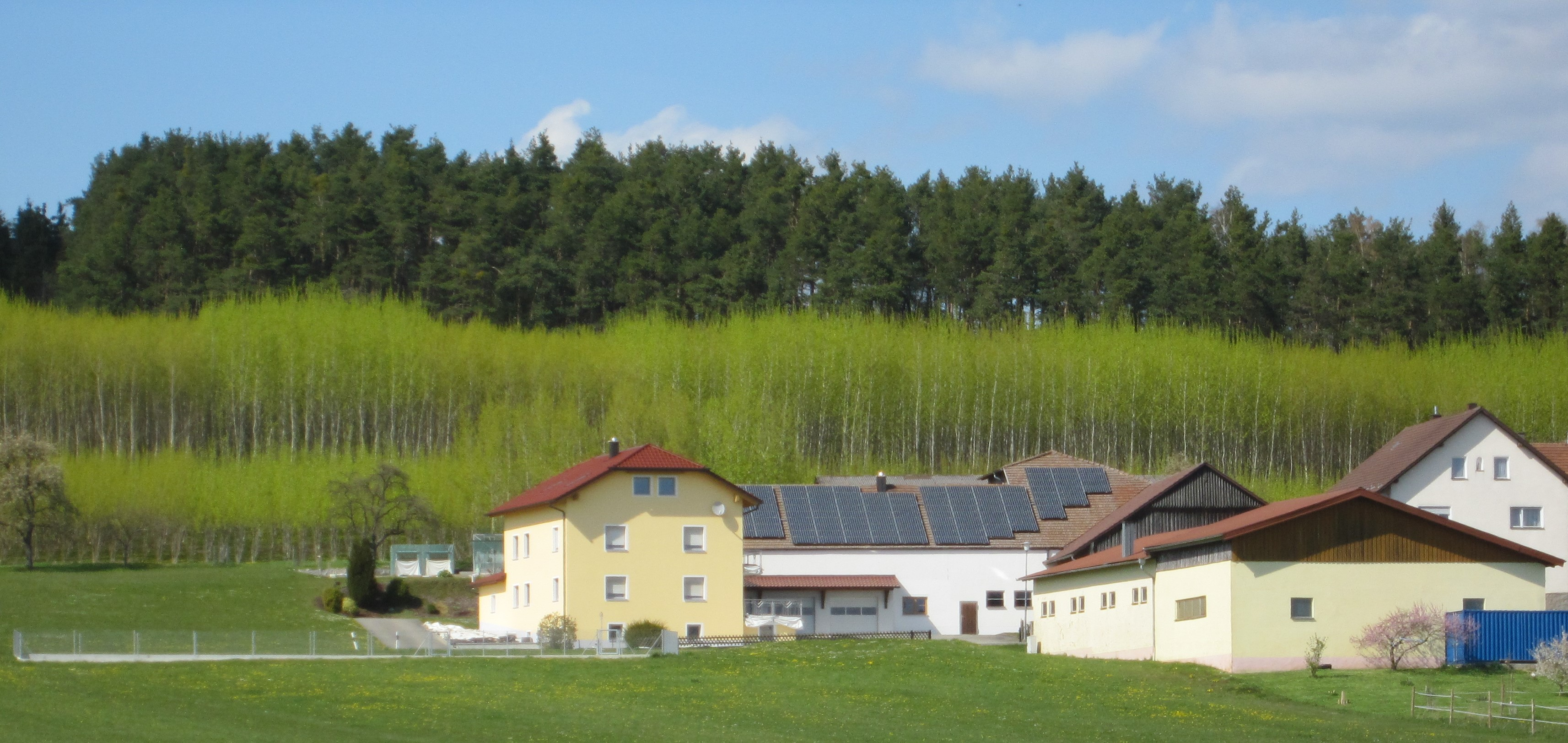
Maierhöfen Stamsried

Heute (Stand 2022) leben Nachkommen des Schlosstoni im Raum Cham, Regensburg, Straubing, Kelheim, München, Frankfurt, Amberg und in der Schweiz.
Weitere Moro in Bayern
Peter von Moro hatte einen ehelichen Sohn namens Wilhelm Friedrich von Moro mit Rosina Schlemmer aus Regensburg, getauft am 18. Juli 1812 in St Ulrich in Regensburg. Als pensionierter Hauptmann sucht er 1870 eine Wohnung in Straubing. Nachkommen sind nicht bekannt.
Anton Moro, der „Schlosstoni“, hatte einen Halbbruder, nämlich Peter Moro, in Straubing am 5. März 1807 von Anna Maria Heltin unehelich geboren und am 6. August 1835. Dieser stellt 1827 Antrag auf Ansässigmachung in Moosburg. In seinem Antrag führt er aus: Außerdem hat mein natürlicher Vater Peter von Moro, Hauptmann im 5. Linien Infanterieregiment versprochen, mir behilflich zu sein.
Ignatz von Moro, verheiratet mit Catharina von Klessing auf Adelstein, hatte einen ehelichen Sohn: Johannes Nepomuk von Moro. Dieser wird 1840 prov. Zollamtsverwalter und 1863 aus „administrativer Erwägung für immer“ in den Ruhestand versetzt. Nachkommen sind nicht bekannt. Ignatz von Moro stirbt verwitwet, mit 81 Jahren in Hof am 28. Februar 1847.

## Wappen
Blasonierung: Ein blauer Schild mit silbernem Schildhaupt, darin nebeneinander drei rote Trauben. Unten sechs silberne Pfähle. Auf dem Schild eine Edelmannskrone.

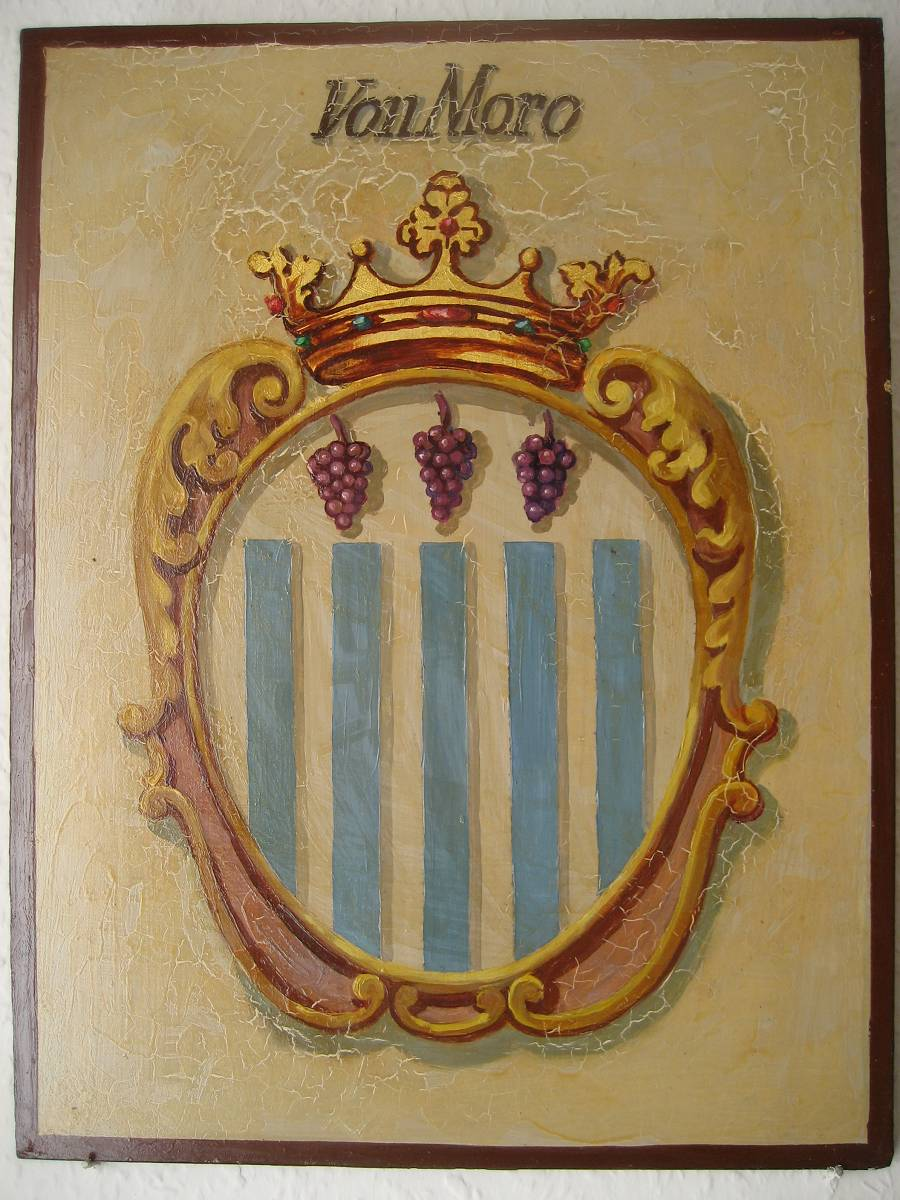
Wappen derer von Moro in Bayern ab 1815
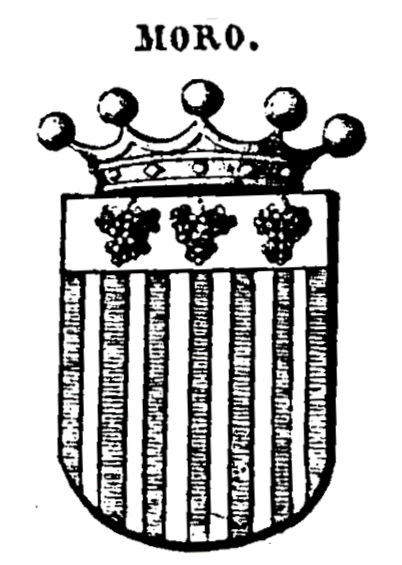
Wappen derer von Moro bei Johann Siebmacher
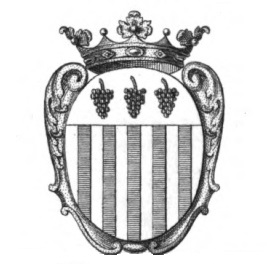
Wappen derer von Moro bei Konrad Tyroff
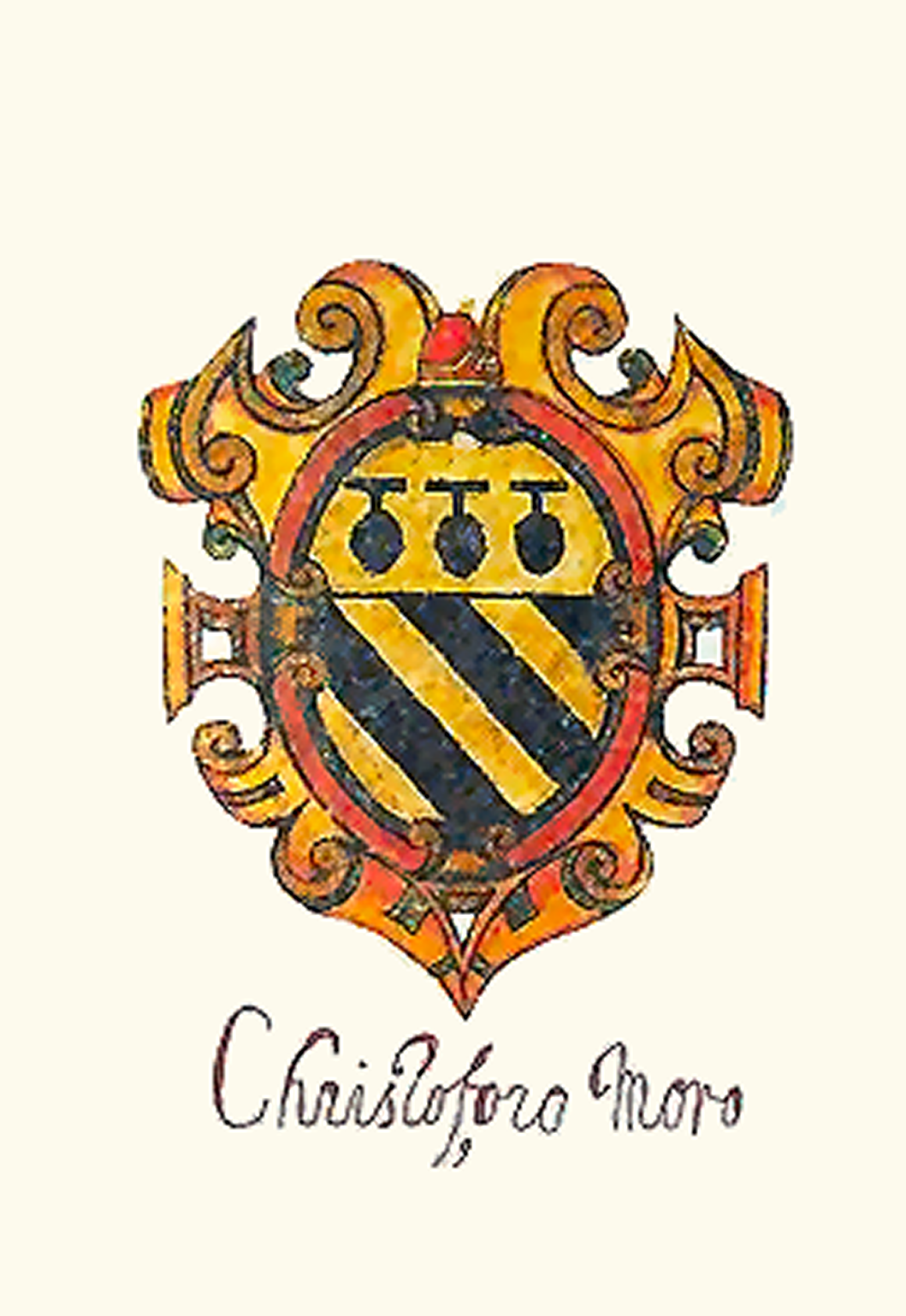
Wappen des Dogen Cristoforo Moro
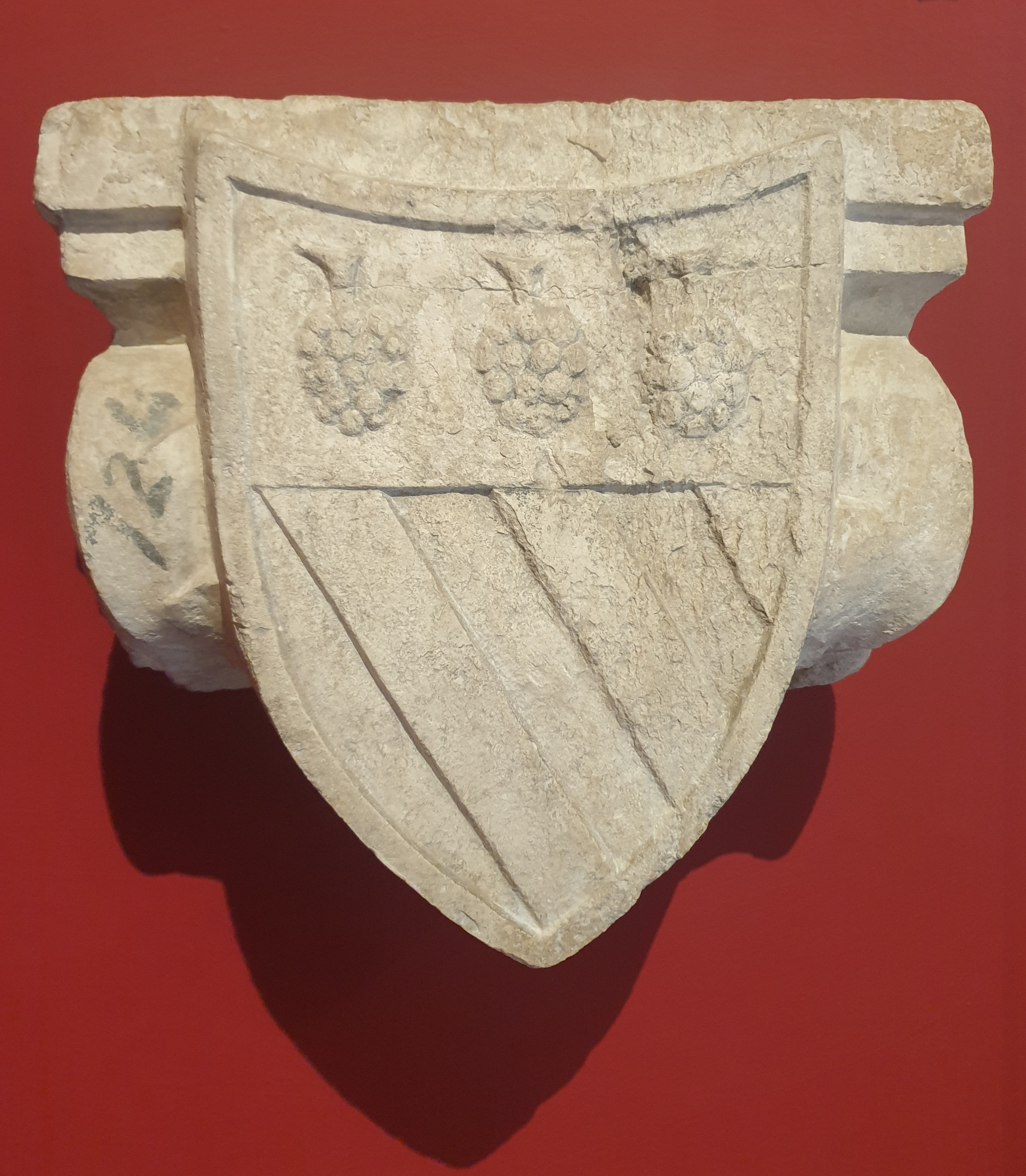
Wappen derer von Moro im Museum des Palazzo Correr

## Bedeutende Namensträger
- Cristoforo Moro (1390–1471), venezianischer Doge